# Liste der Biografien/Rein
Liste der Biografien |
Portal Biografien |
Personensuche
# |
A |
B |
C |
D |
E |
F |
G |
H |
I |
J |
K |
L |
M |
N |
O |
P |
Q |
R |
S |
T |
U |
V |
W |
X |
Y |
Z |
?
 
Ra |
Rb |
Rd |
Re |
Rh |
Ri |
Rj |
Rk |
Rl |
Rm |
Rn |
Ro |
Rr |
Rs |
Rt |
Ru |
Rv |
Rw |
Rx |
Ry |
Rz
 
Rea |
Reb |
Rec |
Red |
Ree |
Ref |
Reg |
Reh |
Rei |
Rej |
Rek |
Rel |
Rem |
Ren |
Reo |
Rep |
Req |
Rer |
Res |
Ret |
Reu |
Rev |
Rew |
Rex |
Rey |
Rez
 
Reib |
Reic |
Reid |
Reie |
Reif |
Reig |
Reih |
Reij |
Reik |
Reil |
Reim |
Rein |
Reip |
Reir |
Reis |
Reit |
Reiv |
Reiw |
Reix |
Reiz
Die Liste der Biografien führt alle Personen auf, die in der deutschsprachigen Wikipedia einen Artikel haben. Dieses ist eine Teilliste mit 1209 Einträgen von Personen, deren Namen mit den Buchstaben „Rein“ beginnt.

## Rein
- Rein Alexander (* 1971), norwegischer Sänger
- Rein, Adolf (1885–1979), deutscher Historiker und NS-Hochschulpolitiker
- Rein, Andrew (* 1958), US-amerikanischer Ringer
- Rein, Anette (* 1955), deutsche Ethnologin und Erwachsenenbildnerin
- Rein, Antje von (* 1956), deutsche Pädagogin
- Rein, Bernhard (1897–1976), estnischer Fußballnationalspieler
- Rein, Berthold (1860–1943), deutscher Lehrer und Historiker
- Rein, Carl Christian Friedrich (1796–1862), deutsch-baltischer evangelisch-lutherischer Geistlicher
- Rein, Christian (* 1970), deutscher Kameramann
- Rein, Conrad († 1522), deutscher Priester, Komponist, Sänger und Lateinschul-Rektor
- Rein, Daniel (* 1986), deutscher Voltigierer
- Rein, Dorothea (* 1945), deutsche Verlegerin
- Rein, Emil, Schweizer Architekt
- Rein, Erich (1899–1960), deutscher Maler und Bildhauer
- Rein, Ernst (1858–1953), deutscher Konstrukteur und Unternehmer
- Rein, Gerhard (* 1936), deutscher Journalist
- Rein, Hans (1879–1915), deutscher Elektroingenieur und Funkpionier
- Rein, Hans, deutscher Jurist
- Rein, Hans (1919–2009), Schweizer Bergsteiger
- Rein, Harald (* 1957), Schweizer Theologe und Bischof der Christkatholischen Kirche der Schweiz
- Rein, Harri (1926–2017), estnischer Geistlicher und Theologe
- Rein, Heinz (1906–1991), deutscher Schriftsteller
- Rein, Herbert (1899–1955), deutscher Chemiker
- Rein, Hermann (1898–1953), deutscher Physiologe und Hochschullehrer
- Rein, Ivan (1905–1943), jugoslawischer Maler
- Rein, Johannes Justus (1835–1918), deutscher Geograph
- Rein, Jonas (1760–1821), norwegischer Dichter und Eidsvoll-Abgeordneter
- Rein, Karl (1853–1913), Schulthieß von Böckingen
- Rein, Kathrin Claudia (* 1982), deutsche Schauspielerin
- Rein, Kurt (1932–2018), deutscher Fachdidaktiker
- Rein, Manfred (1948–2016), österreichischer Politiker (ÖVP), Vorarlberger Wirtschaftskammerpräsident
- Rein, Marianne (* 1911), deutsche Lyrikerin
- Rein, Rolf (* 1929), deutscher Politiker (SPD)
- Rein, Sabine (* 1965), deutsche Wirtschaftswissenschaftlerin und Hochschulpräsidentin
- Rein, Siegfried (1936–2020), deutscher Paläontologe
- Rein, Steffen (* 1968), deutscher Radrennfahrer
- Rein, Stephan (* 1988), deutscher Degenfechter
- Rein, Torald (* 1968), deutscher Skilangläufer
- Rein, Torolf (* 1934), norwegischer Admiral
- Rein, Trine (* 1970), norwegisch-amerikanische Popsängerin
- Rein, Udo (* 1960), deutscher Künstler
- Rein, Walter (1893–1955), deutscher Komponist
- Rein, Wilhelm (1809–1865), deutscher Altphilologe, Rechtshistoriker, Heimatforscher und Gymnasiallehrer
- Rein, Wilhelm (1847–1929), deutscher Pädagoge
- Rein-Wuhrmann, Anna (1881–1971), Schweizer Missionsarbeiterin

### Reina
- Reina Andrade, José María (1860–1947), Präsident Guatemalas
- Reina Barrios, José María (1854–1898), guatemaltekischer General und Präsident
- Reina, Antonio Manuel (* 1981), spanischer Mittelstreckenläufer und Sprinter
- Reina, Armando Gonzalo Alvarez, mexikanischer Diplomat
- Reina, Baldassare (* 1970), italienischer römisch-katholischer Geistlicher, Generalvikar Seiner Heiligkeit für das Bistum Rom
- Reina, Carlos Roberto (1926–2003), honduranischer Politiker, Präsident von Honduras
- Reina, Casiodoro de († 1594), spanischer evangelischer Theologe
- Reina, Daniela (* 1981), italienische Leichtathletin
- Reina, Francisco Javier de (* 1762), spanischer Offizier und Mitglied der ersten chilenischen Regierungsjunta
- Reina, Gaetano (1889–1930), italoamerikanischer Mobster und Oberhaupt der Lucchese-Familie der Cosa Nostra in New York
- Reina, Giuseppe (* 1972), deutsch-italienischer FußballspielerGiuseppe Reina (* 1972)

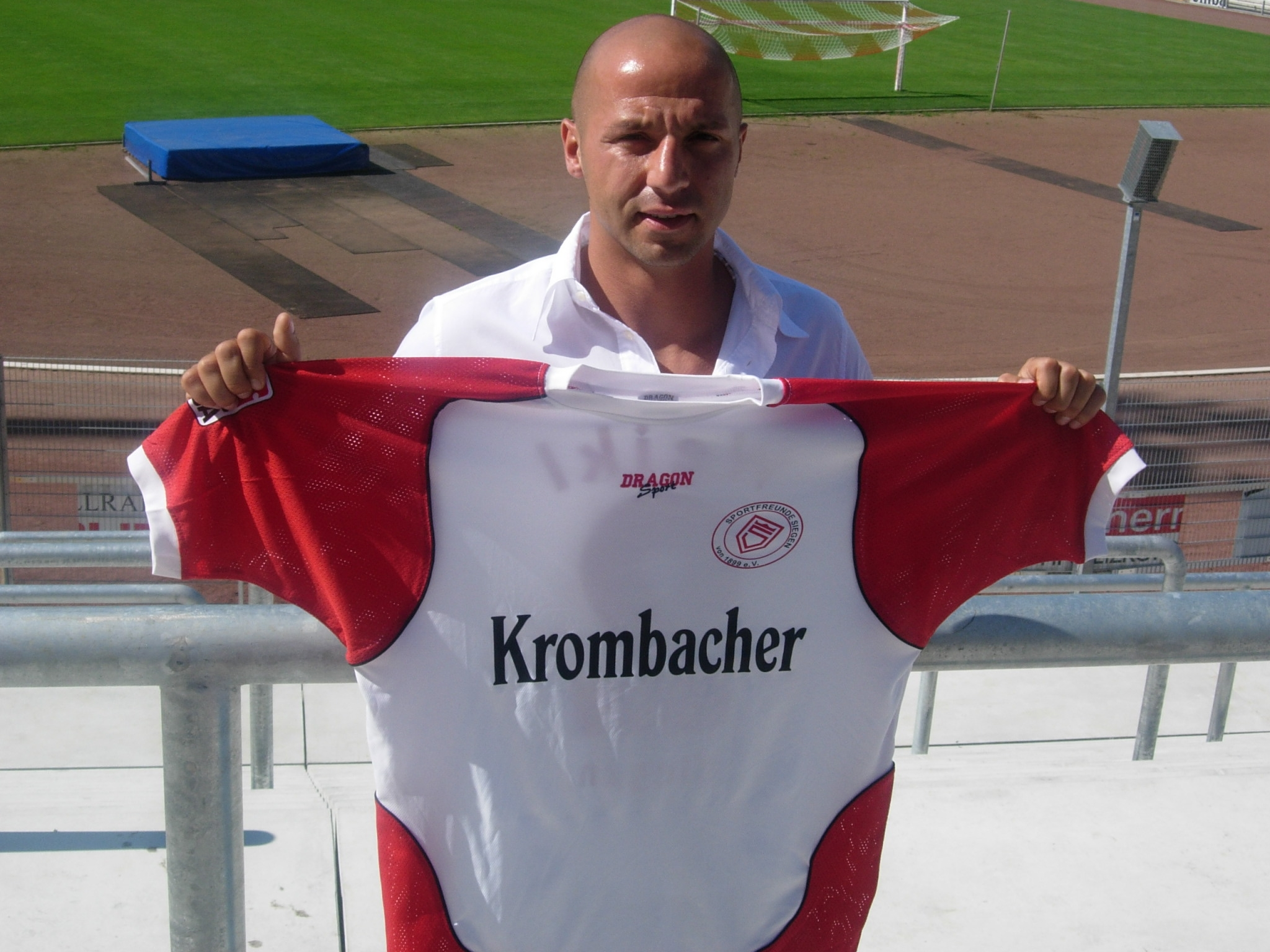
Giuseppe Reina (* 1972)

- Reina, Josef della (1418–1472), mystischer Schwärmer in Galiläa
- Reina, Juana (1925–1999), spanische Schauspielerin und Sängerin
- Reina, Miguel (* 1946), spanischer Fußballspieler
- Reina, Nicole (* 1997), italienische Leichtathletin
- Reina, Pepe (* 1982), spanischer FußballspielerPepe Reina (* 1982)

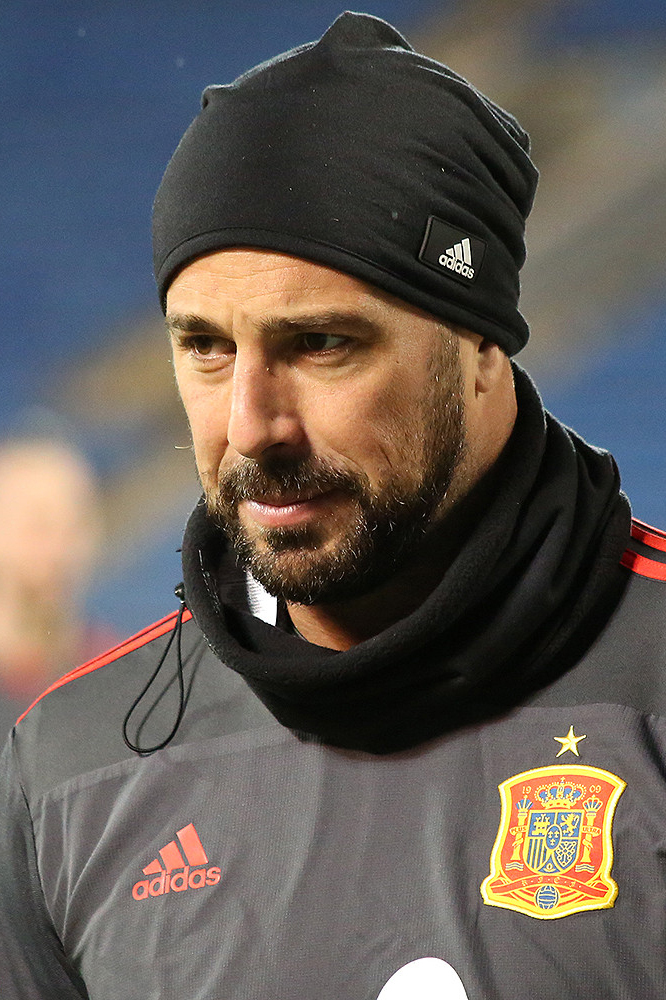
Pepe Reina (* 1982)

- Reina, Rafael (* 1961), niederländisch-spanischer Komponist
- Reina, Rudolf von (1842–1921), preußischer Hauptmann, Abgeordneter des anhaltinischen Landtages
- Reina, Sergi (* 2002), spanischer Eishockeyspieler
- Reinach, Adolf (1883–1917), deutscher Philosoph, Phänomenologe, Sprachphilosoph und Rechtstheoretiker
- Reinach, Adolph (1814–1879), deutscher Bankier, Handelsmann, Honorarkonsul, Abgeordneter
- Reinach, Albert von (1842–1905), deutscher Bankier, Geologe, Paläontologe und Wissenschaftsmäzen
- Reinach, Anna (1884–1953), deutsche Physikerin
- Reinach, Elna (* 1968), südafrikanische Tennisspielerin
- Reinach, Franz Konrad von († 1724), Ritter des Deutschen Ordens
- Reinach, Hans Heinrich IX. von (1589–1645), kaiserlicher Feldzeugmeister, Kommandant der Festung Breisach und Gouverneur von Regensburg
- Reinach, Jacques de (1840–1892), französischer Bankier
- Reinach, Joseph (1856–1921), französischer Journalist und Politiker
- Reinach, Léon (1893–1944), französischer Musiker, Komponist und Kunstsammler, Holocaustopfer
- Reinach, Salomon (1858–1932), französischer Archäologe, Philologe, Kunsthistoriker und Religionswissenschaftler
- Reinach, Sigismund Karl Maria von (1869–1947), deutscher Gutsbesitzer, Bürgermeister und Abgeordneter
- Reinach, Théodore (1860–1928), französischer Archäologe, Politiker, Numismatiker und AlthistorikerThéodore Reinach (1860–1928)

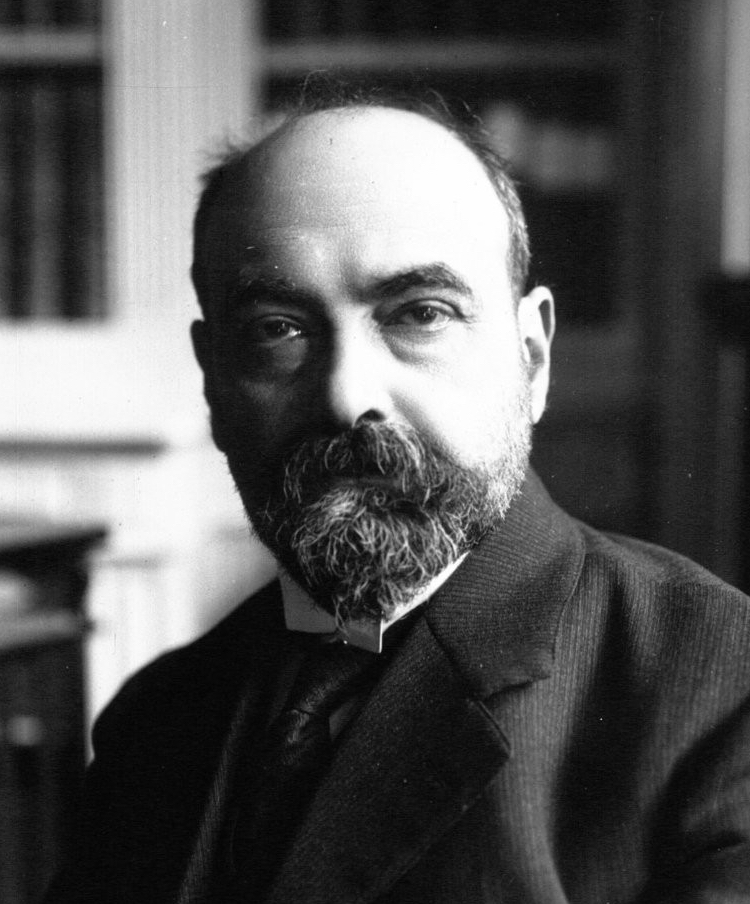
Théodore Reinach (1860–1928)

- Reinach-Foussemagne, Josef Benedikt von (1710–1796), Großprior des deutschen Malteserordens (1777–1796)
- Reinach-Hirtzbach, Johann Konrad von (1657–1737), Fürstbischof von Basel
- Reinach-Steinbrunn, Jakob Sigismund von (1683–1743), Fürstbischof von Basel
- Reinacher, Eduard (1892–1968), elsässisch-deutscher Lyriker, Hörspielautor, Erzähler und Dramatiker
- Reinacher, Pia (* 1954), schweizerische Literaturkritikerin, Redakteurin, Unternehmerin und Buchautorin
- Reinacher-Härlin, Dorkas (1885–1968), deutsche Keramikerin
- Reinado, Alfredo Alves (1968–2008), osttimoresischer Soldat, Rebellenführer, ehemaliger Freiheitskämpfer
- Reinaga, Fausto (1906–1994), indianischer Schriftsteller
- Reinagel, Emma, US-amerikanische Schauspielerin
- Reinagl, Robert (* 1968), österreichischer Schauspieler, Ensemble des Burgtheaters (seit 2000)
- Reinagle, Alexander († 1809), US-amerikanischer Komponist
- Reinagle, Alexander Robert (1799–1877), englischer Organist und Komponist
- Reinagle, Caroline (1818–1892), englische Komponistin, Pianistin und Musiklehrerin
- Reinagle, George Philip (1802–1835), englischer Marinemaler
- Reinagle, Hugh († 1785), englischer Cellist und Komponist
- Reinagle, Joseph (1762–1836), britischer Musiker
- Reinagle, Philip (1749–1833), britischer Tier-, Landschafts- und Porträtmaler
- Reinagle, Ramsay Richard (1775–1862), englischer Landschafts-, Porträt- und Tiermaler
- Reinald († 1135), erster Bischof von Stavanger
- Reinald II. Mansoer, Konstabler von Antiochia; Herr von Margat
- Reinald Mansoer, Konstabler von Antiochia, Herr von Margat
- Reinalter, Anja (* 1970), deutsche Erziehungswissenschaftlerin, Hochschullehrerin und Politikerin (MdB)Anja Reinalter (* 1970)

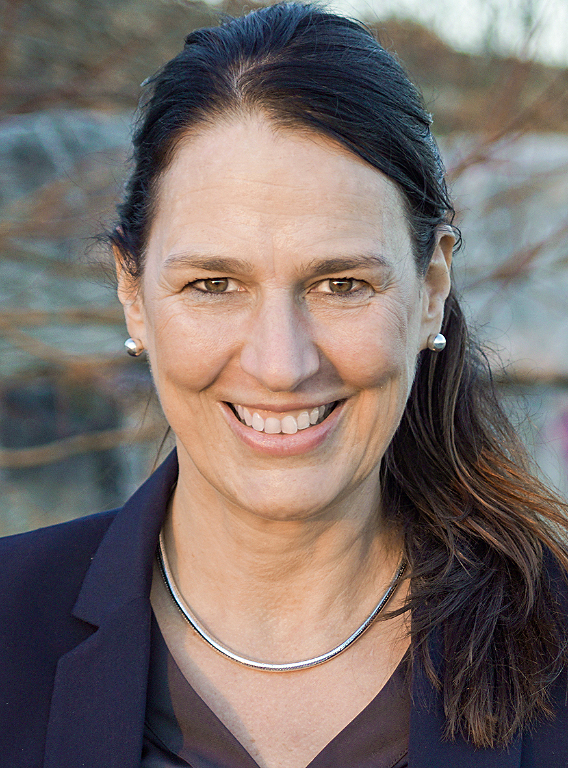
Anja Reinalter (* 1970)

- Reinalter, Edy (1920–1962), Schweizer Skirennläufer
- Reinalter, Helmut (* 1943), österreichischer Historiker
- Reinard, Julian (* 1983), deutscher Fußballtorhüter
- Reinarman, Craig (* 1948), US-amerikanischer Soziologe und Rechtswissenschaftler
- Reinartz, Anna Katharina (1915–1995), deutsche Politikerin (SPD)
- Reinartz, Antoine (* 1985), französischer Filmschauspieler
- Reinartz, Anton (1926–2002), deutscher Ruderer
- Reinartz, Bertold Mathias (* 1946), deutscher Jurist und Politiker (CDU), MdB
- Reinartz, Dirk (1947–2004), deutscher Fotograf
- Reinartz, Hanns (1911–1988), deutscher Dirigent, erster Präsident der Bayerischen Musikhochschule Würzburg
- Reinartz, Jean (1889–1957), deutscher Chorleiter und Komponist
- Reinartz, Michael (1928–2001), deutscher Ruderer
- Reinartz, Michael (* 1939), österreichischer Herausgeber der deutschsprachigen Ausgaben des Restaurantführers Gault-Millau
- Reinartz, Nikola (1874–1954), katholischer Geistlicher und Heimatforscher
- Reinartz, Philipp (* 1985), deutscher Schriftsteller
- Reinartz, Stefan (1925–2007), deutscher Ruderer
- Reinartz, Stefan (* 1989), deutscher FußballspielerStefan Reinartz (* 1989)

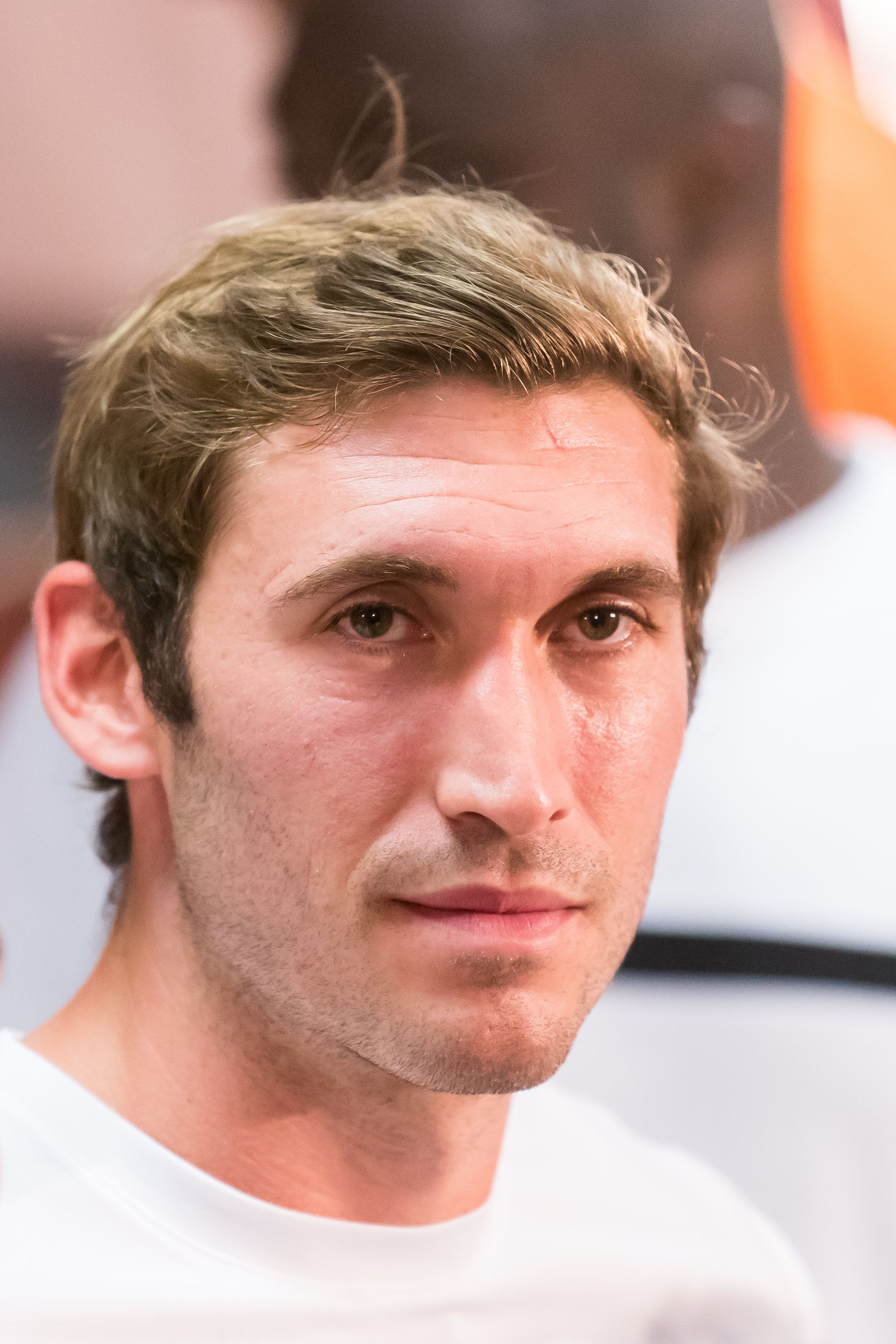
Stefan Reinartz (* 1989)

- Reinartz, Werner (* 1963), deutscher Wirtschaftswissenschaftler
- Reinarz, Johannes (1920–2004), deutscher Bildhauer und Kunstmaler aus dem Rheinland
- Reinarz, Titus (* 1948), deutscher Bildhauer
- Reinarz, Walter (* 1957), deutscher Kommunalpolitiker (CDU)
- Reinås, Stine Pettersen (* 1994), norwegische Fußballspielerin
- Reinau, Philippe (* 1972), Schweizer Künstler
- Reinaud, Joseph Toussaint (1795–1867), französischer Wissenschaftshistoriker und Orientalist
- Reinauer, Cornelia (* 1953), deutsche Politikerin (PDS)
- Reinauer, Hans (* 1933), ungarisch-deutscher Biochemiker und emeritierter Ordinarius für klinische Biochemie der Universität Düsseldorf
- Reinaus, Reeli (* 1977), estnische Schriftstellerin

### Reinb
- Reinbacher, Bruno (1913–1993), deutscher bildender Künstler
- Reinbacher, David (* 2004), österreichischer Eishockeyspieler
- Reinbacher, Johann (1866–1935), österreichischer Volksheiler oder „Bauerndoktor“
- Reinbacher, Paul (* 1978), österreichischer Wirtschaftswissenschafter
- Reinbacher, Robert (1851–1924), deutscher Jurist und Abgeordneter in Berlin
- Reinbacher, Tobias (* 1972), deutscher Rechtswissenschaftler und Hochschullehrer
- Reinbeck, Emilie (1794–1846), deutsche Landschaftsmalerin, Salonière
- Reinbeck, Georg (1766–1849), deutscher Schriftsteller, Germanist und Pädagoge
- Reinbeck, Johann Gustav (1683–1741), lutherischer Theologe, Konsistorialrat und Propst
- Reinbeck, Johann Wilhelm (1691–1764), deutscher Amtmann
- Reinbeck, Tillmann, deutscher Hochschullehrer und Gitarrist
- Reinberg, Emil (* 1997), US-amerikanischer Tennisspieler
- Reinberg, Georg W. (* 1950), österreichischer Architekt
- Reinberg, Mare (* 1962), estnische Badmintonspielerin, Kunsthistorikerin und Kuratorin
- Reinberg, Samuil Aronowitsch (1897–1966), russischer Röntgenologe und Hochschullehrer
- Reinberger, Helmut (1931–2011), österreichischer Kabarettist
- Reinberger, Jiří (1914–1977), tschechoslowakischer Organist, Orgelsachverständiger, Musikpädagoge und Komponist
- Reinberk, Petr (* 1989), tschechischer Fußballspieler
- Reinbern, Bischof des Bistums Kolberg
- Reinbert, erster Bischof von Mecklenburg
- Reinbold, Adelheid (1800–1839), deutsche Schriftstellerin
- Reinbold, Georg (1885–1946), deutscher Politiker (SPD)
- Reinbold, Gerhard (* 1955), deutscher Fußballspieler und -trainer
- Reinbold, Gottlieb (1892–1985), deutscher Landwirt und Politiker (BCSV, CDU)
- Reinbold, Johann Heinrich († 1699), Herzoglich und Kurfürstlich Braunschweig-Lüneburgischer Vermögensverwalter, Oberzahlkommissar und Oberkriegszahlmeister
- Reinbold, Ludolf Arnold Heinrich († 1735), Privatsekretär, Königlich Großbritannischer und Kurfürstlich Braunschweig-Lüneburgischer Hofrat, Oberstleutnant, Amtsvogt und Landhauptmann
- Reinbold, Marco Sven (* 1985), deutscher Schauspieler und Synchronsprecher
- Reinbold, Wolfgang (* 1962), deutscher evangelischer Theologe
- Reinbot von Durne, mittelhochdeutscher Autor
- Reinboth, Domenik (* 1983), deutscher Basketballtrainer
- Reinboth, Ernst (1935–2016), deutscher Kurzfilmer und Maler
- Reinboth, Gudrun (* 1943), deutsche Schriftstellerin
- Reinboth, Johann (1609–1673), deutscher evangelisch-lutherischer Geistlicher und Generalsuperintendent von Holstein-Gottorf
- Reinboth, Walther Hans (1899–1990), deutscher Maler, Dichter und Heimatforscher
- Reinboto von Meilenhart († 1297), Fürstbischof von Eichstätt (1279–1297)
- Reinbrecht, August (1882–1929), deutscher Jurist und Landrat
- Reinbrecht, Tom (* 1969), deutscher Jazzmusiker (Saxophon, Komposition, Arrangement)

### Reinc
- Reincke, Gerhard (1906–1984), deutscher Bibliothekar
- Reincke, Hans (1922–2002), deutscher Fußballspieler und -trainer
- Reincke, Heinrich (1881–1960), deutscher Archivar und Historiker
- Reincke, Heinz (1925–2011), deutsch-österreichischer Schauspieler und SynchronsprecherHeinz Reincke (1925–2011)

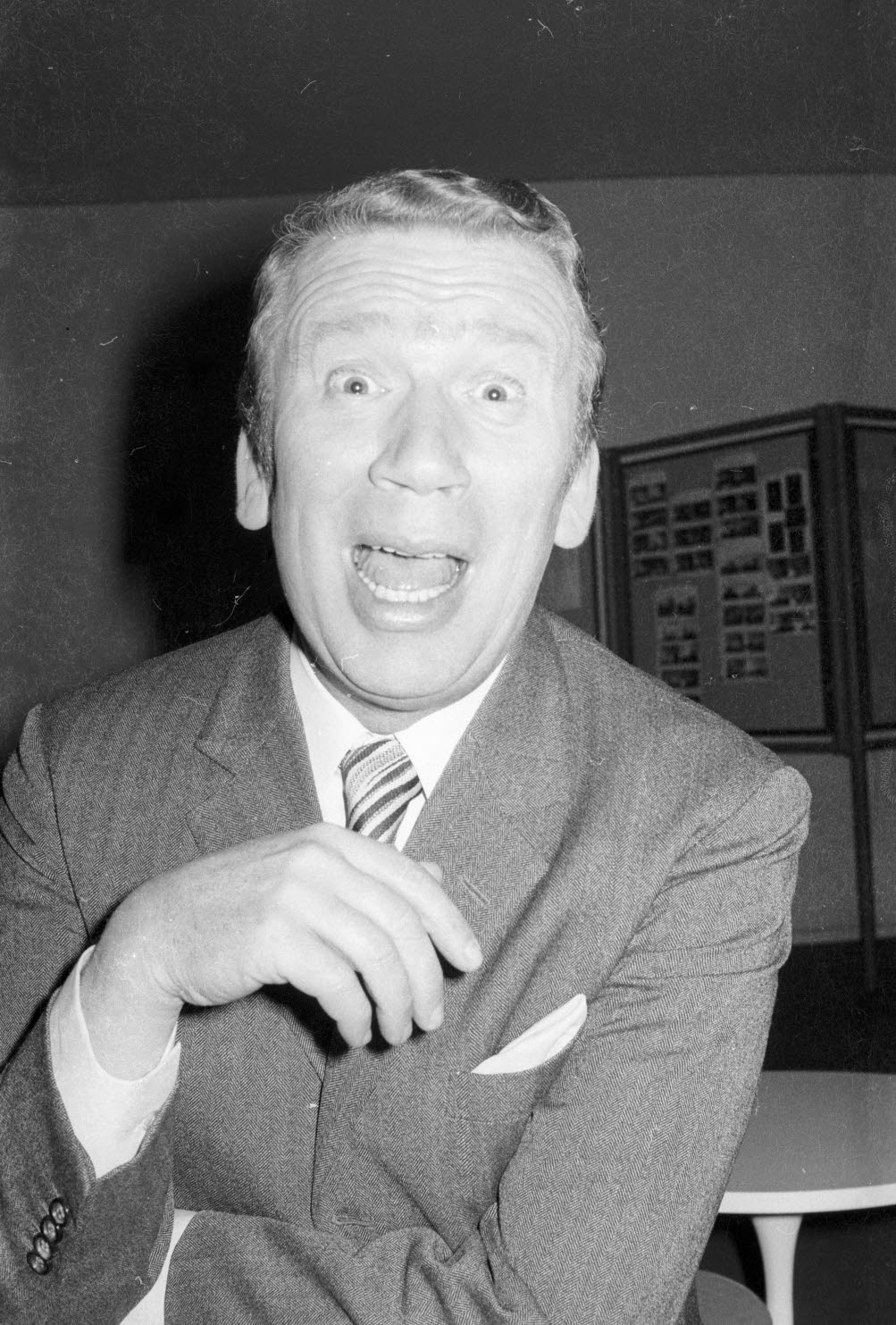
Heinz Reincke (1925–2011)

- Reincke, Julius (1842–1906), deutscher Mediziner und Politiker, MdHB
- Reincke, Martin (* 1959), deutscher Internist, Endokrinologe und Hochschullehrer
- Reincke, Matthias (* 1971), deutscher Fußballspieler
- Reincke, Michy (* 1959), deutscher Popsänger und Musiker
- Reincke, Oskar (1907–1944), deutscher Kommunist und Widerstandskämpfer gegen den Nationalsozialismus
- Reincke, Otto (1830–1906), deutscher Reichsgerichtsrat
- Reincke, Peter Adolf (1818–1886), deutscher Mediziner und Politiker (ADAV)
- Reincke, Rolf (* 1964), deutscher Politiker (CDU, FDP), MdHB
- Reincke, Romy (* 1972), deutsche Handballspielerin
- Reincke-Bloch, Hermann (1867–1929), deutscher Historiker, Hochschullehrer und Politiker (DVP)
- Reincken, Johann Adam († 1722), deutscher Komponist

### Reind
- Reindahl, Elise (1779–1825), deutsche Dichterin und Schriftstellerin
- Reindel, Albert Christoph (1784–1853), deutscher Kupferstecher, Zeichner, Professor, Restaurator, Konservator und Übersetzer
- Reindel, Ernst (* 1899), deutscher Scharfrichter
- Reindel, Florian (* 1965), deutscher Diplomat
- Reindel, Friedrich (1824–1908), deutscher Scharfrichter
- Reindel, Johann Evangelist von (1772–1850), bayerischer Jurist und Politiker
- Reindel, Kurt (1925–2011), deutscher Historiker
- Reindel, Markus (* 1960), deutscher Altamerikanist
- Reindel, Wolfgang (1935–2001), deutscher Grafikdesigner und bildender Künstler
- Reindell, Herbert (1908–1990), deutscher Sportmediziner, Olympia-Mannschaftsarzt
- Reindell, Ursula (* 1946), deutsche Malerin und Bildhauerin
- Reinderink, Pepijn (* 2002), niederländischer Radrennfahrer
- Reinderman, Dimitri (* 1972), niederländischer Schachgroßmeister
- Reinders, Clemens (* 1962), deutscher Schriftsteller und Filmemacher
- Reinders, Elmar (* 1992), niederländischer Radsportler
- Reinders, Günther (1944–2014), deutscher Fußballspieler
- Reinders, Heinz (* 1972), deutscher Erziehungswissenschaftler
- Reinders, Ina (* 1979), deutsche Triathletin und DuathletinIna Reinders (* 1979)

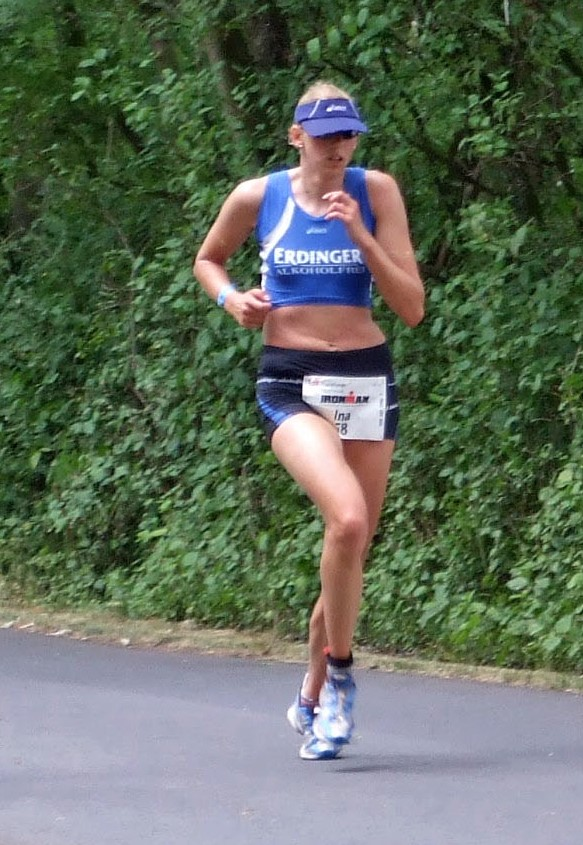
Ina Reinders (* 1979)

- Reinders, Kate (* 1980), US-amerikanische Sängerin und Schauspielerin
- Reinders, Klaas Peter (1847–1879), deutscher Politiker (SPD), MdR
- Reinders, Marie (1867–1911), deutsche Pädagogin
- Reinders, Mechthild (* 1959), deutsche Schauspielerin
- Reinders, Ralf (* 1948), deutsch-niederländischer Terrorist der Bewegung 2. Juni
- Reinders, Uwe (* 1955), deutscher Fußballspieler und -trainerUwe Reinders (* 1955)

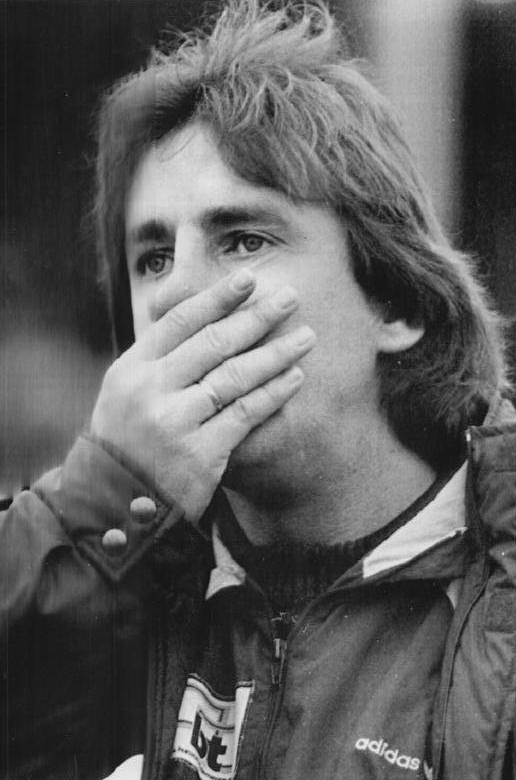
Uwe Reinders (* 1955)

- Reindl, Anna (1903–1942), österreichische kommunistische Widerstandskämpferin
- Reindl, Anton (1903–1943), österreichischer kommunistischer Widerstandskämpfer
- Reindl, Constantin (1738–1799), Schweizer Komponist und Theologe
- Reindl, Franz († 1846), österreichischer Offizier und Attentäter
- Reindl, Franz (1801–1874), österreichischer Richter und Politiker
- Reindl, Franz (* 1954), deutscher Eishockeytrainer und -funktionär
- Reindl, Franziska (1887–1954), deutsche Politikerin (SPD)
- Reindl, Franziska (* 1982), deutsche Eishockeyspielerin
- Reindl, Georg Karl (1803–1882), deutscher römisch-katholischer Geistlicher
- Reindl, Hermann (* 1955), österreichischer Beamter und Politiker (FPÖ), Abgeordneter zum Nationalrat
- Reindl, Johann (1714–1792), österreichischer Bildhauer des Spätbarock und Rokoko
- Reindl, Josef, deutscher Eishockeyspieler
- Reindl, Joseph (1931–1986), deutscher römisch-katholischer Geistlicher und Alttestamentler
- Reindl, Ludwig (1893–1994), österreichischer Erfinder
- Reindl, Magnus Anton (1832–1896), deutscher Geistlicher und Politiker (Zentrum), MdR
- Reindl, Manfred (* 1965), österreichischer Spieleautor
- Reindl, Max (* 1926), deutscher Schlagertextdichter und Komponist
- Reindl, Maximilian (* 1991), deutscher Eishockeyspieler
- Reindl, Otto (1900–1994), deutscher Politiker (WAV, DP), MdB
- Reindl, Rupert (1908–1990), österreichischer Bildhauer und Krippenschnitzer
- Reindl, Thomas (* 1961), österreichischer Politiker (SPÖ), Landtagsabgeordneter und Gemeinderat
- Reindl-Krauskopf, Susanne (* 1971), österreichische Rechtswissenschaftlerin
- Reindler, Karl (* 1985), australischer Autorennfahrer
- Reindorf, Carl Christian (1834–1917), ghanaischer Pastor der Basler Mission und Schriftsteller
- Reindorp, George (1911–1990), britischer Theologe; Bischof von Guildford und Salisbury

### Reine
- Reine, Inga (* 1975), lettische Juristin
- Reine, Käthe (1894–1976), deutsche Malerin, Illustratorin und Textilkünstlerin
- Reiné, Roel (* 1969), niederländischer Filmregisseur
- Reine, Sophie, französische Filmeditorin und Filmemacherin
- Reine-Adélaïde, Jeff (* 1998), französischer Fußballspieler
- Reinebeck, Lieselotte (* 1922), deutsche Naturwissenschaftlerin und Richterin am Bundespatentgericht
- Reinebeck, Otto (1883–1946), deutscher Diplomat
- Reineccius, Christian (1668–1752), deutscher Hebraist, Theologe und Pädagoge
- Reineccius, Reiner (1541–1595), deutscher Historiker
- Reineck, Georg Theodor († 1726), Stadtkantor in Weimar und Kirchenkomponist
- Reineck, Hans-Erich (1918–1999), deutscher Geologe
- Reineck, Heidemarie (* 1952), deutsche Schwimmerin
- Reineck, Otto Ernst von (1729–1791), preußischer Generalmajor, Chef des Invalidenkorps, Kommandant des Invalidenhauses von Berlin
- Reineck, Theodor (1839–1930), deutscher Dekorationsmaler, Typograph und Illustrator
- Reineck, Thomas (* 1967), deutscher Kanute und Sportfunktionär
- Reinecke, Adolf (1861–1940), deutscher Publizist, Erzähler, Dramatiker und der Oberkorrektor der Reichsdruckerei
- Reinecke, Albrecht (1871–1943), deutscher Generalmajor
- Reinecke, Andreas († 1727), deutscher Orgelbauer
- Reinecke, Anne (* 1978), deutsche Schriftstellerin
- Reinecke, Bertram (* 1974), deutscher Schriftsteller
- Reinecke, Birgit (1944–2013), deutsche Juristin
- Reinecke, Carl (1824–1910), deutscher KomponistCarl Reinecke (1824–1910)

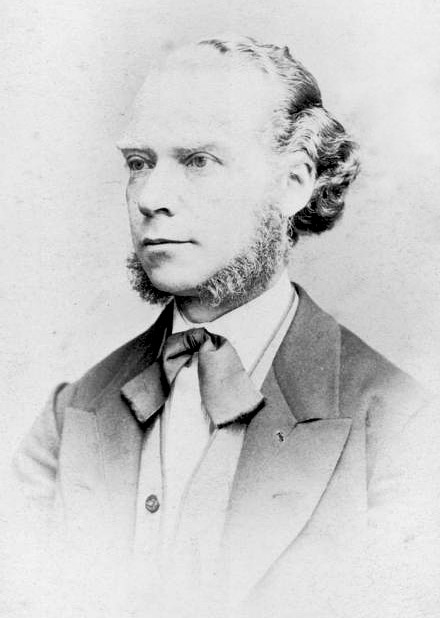
Carl Reinecke (1824–1910)

- Reinecke, Chris (* 1936), deutsche Künstlerin
- Reinecke, Christiane (* 1978), deutsche Historikerin
- Reinecke, Corinna (* 1965), deutsche Politikerin (SPD), MdL
- Reinecke, Dieter (* 1929), deutscher Filmarchitekt und Szenenbildner
- Reinecke, Donata (* 1944), deutsche Politikerin (SPD), MdL
- Reinecke, Edwin (1924–2016), US-amerikanischer Politiker
- Reinecke, Emil (1933–2011), deutscher Radrennfahrer
- Reinecke, Ernst (1790–1857), deutscher Verwaltungsjurist und Politiker
- Reinecke, Friedrich (1837–1904), deutscher Fotograf
- Reinecke, Gareth (* 1981), südafrikanischer Eishockeyspieler
- Reinecke, Gerhard (1945–2022), deutscher Jurist
- Reinecke, Günther (1908–1972), deutscher Jurist und SS-Führer
- Reinecke, Hans-Peter (1926–2003), deutscher Musikwissenschaftler
- Reinecke, Hans-Peter (1941–2005), deutscher Schauspieler
- Reinecke, Heinrich (* 1905), deutscher politischer Funktionär (NSDAP)
- Reinecke, Hermann (1843–1891), deutscher Schulmann
- Reinecke, Hermann (1888–1973), deutscher General der Infanterie sowie verurteilter KriegsverbrecherHermann Reinecke (1888–1973)

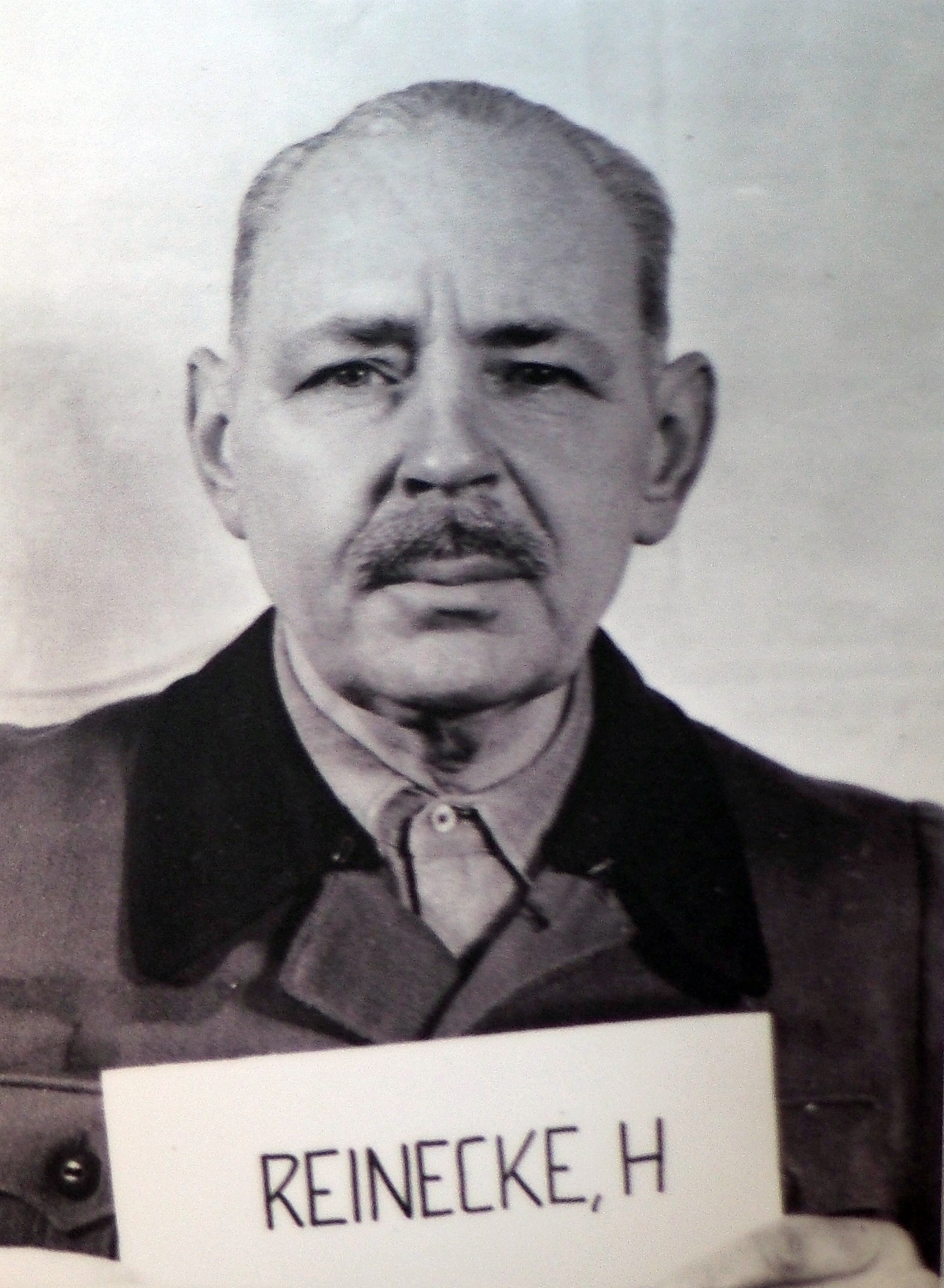
Hermann Reinecke (1888–1973)

- Reinecke, Horst (1913–1984), deutscher Dramaturg, Regisseur und Schauspieler
- Reinecke, Inka (* 1974), deutsche Fußballtorhüterin
- Reinecke, Jacob (1572–1613), lutherischer Theologe, Propst von Cölln und Hauptpastor in Hamburg
- Reinecke, Johann Christoph Matthias (1770–1818), deutscher Geologe, Kartograph und Universalgelehrter
- Reinecke, Johann Heinrich (1755–1839), deutscher Jurist
- Reinecke, Joshua (* 1987), südafrikanischer Eishockeyspieler
- Reinecke, Jost (* 1957), deutscher Soziologe
- Reinecke, Julius (1830–1914), deutscher Domänenpächter und Politiker (NLP), MdR
- Reinecke, Karl (1797–1877), deutscher lutherischer Theologe, Pastor und Königlich Hannoverscher Garnisonprediger, Rektor der Garnisonschule in Hannover sowie Feldpropst
- Reinecke, Leonard, deutscher Medienpsychologe
- Reinecke, Maria, deutsche Musikschulgründerin, Pianistin und Klavierlehrerin
- Reinecke, Markus, deutscher Produzent
- Reinecke, Markus (* 1969), deutscher Trödel- und AntiquitätenhändlerMarkus Reinecke (* 1969)

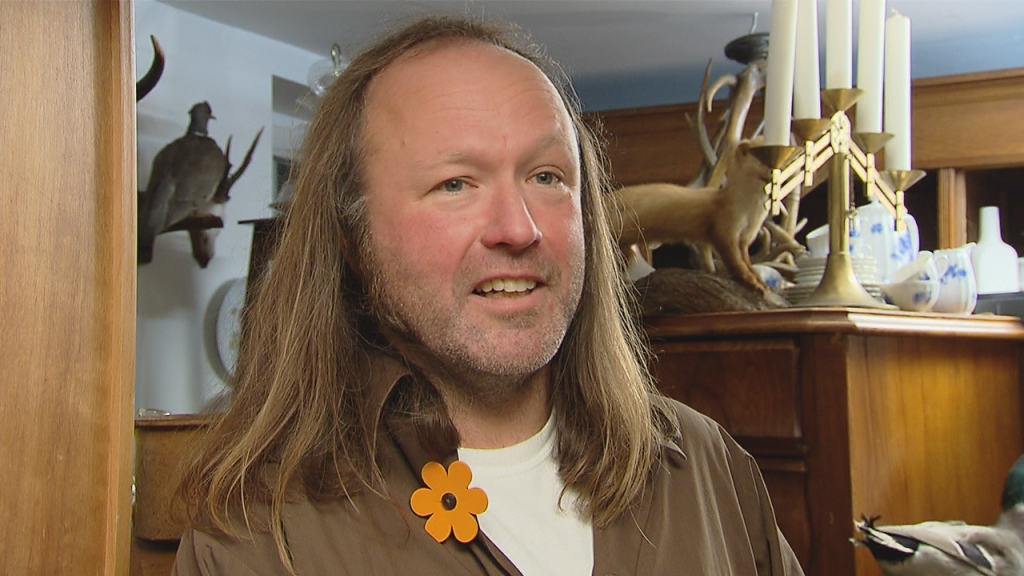
Markus Reinecke (* 1969)

- Reinecke, Melanie (* 1979), deutsche Politikerin (CDU)
- Reinecke, Michael (1950–2022), deutscher Schlagerkomponist, Musiker, Sänger und Musikproduzent
- Reinecke, Moritz (* 1979), deutscher Kameramann
- Reinecke, Paul (1872–1958), deutscher Archäologe
- Reinecke, Philipp (1785–1843), deutscher Verwaltungsbeamter und Königlich Hannoverscher Amtmann
- Reinecke, Roald (1940–2014), deutscher Violinist
- Reinecke, Rüdiger, deutscher Tischtennisspieler
- Reinecke, Rudolf (1795–1883), deutscher Seminarmusiklehrer, Musikpädagoge und Musiktheoretiker
- Reinecke, Ruth (* 1955), deutsche Schauspielerin auf der Theaterbühne und im Fernsehen
- Reinecke, Stefan (* 1959), deutscher Journalist und Publizist
- Reinecke, Tamina (* 1995), deutsche Politikerin (Bündnis 90/Die Grünen)
- Reinecke, Thomas (* 1960), deutscher Fotojournalist und Kameramann
- Reinecke, Werner (1891–1963), deutscher Politiker (SPD, GVP, Fraktion Mitte), MdL
- Reinecke, Wilhelm (1866–1952), deutscher Historiker und Archivar
- Reinecke, Wilhelm (1905–1981), deutscher Politiker (NLP), MdL
- Reinecke-Altenau, Karl (1885–1943), deutscher Maler, Schriftsteller und Lehrer
- Reinecker, Hans (* 1947), deutscher Psychologe und Psychotherapieforscher für Verhaltenstherapie
- Reinecker, Herbert (1914–2007), deutscher Journalist und Autor
- Reinecker, Johannes (1861–1931), deutscher Maschinenbauingenieur, Unternehmer und sächsischer Politiker
- Reinecker, Julius Eduard (1832–1895), deutscher Maschinenbau-Unternehmer
- Reinefarth, Heinz (1903–1979), deutscher Jurist, SS-Offizier und Politiker (GV/BHE), MdLHeinz Reinefarth (1903–1979)

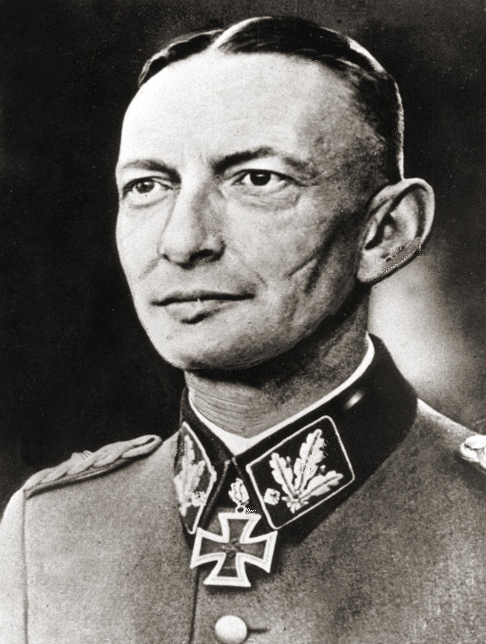
Heinz Reinefarth (1903–1979)

- Reineggs, Jacob (1744–1793), Abenteurer und Diplomat
- Reinehr, Paul (1922–2009), deutscher Sonderschulrektor
- Reinehr, Wilfried (1936–2022), deutscher Schriftsteller und Verleger
- Reineke, Alexander Franzewitsch von (* 1796), deutsch-baltischer General der kaiserlich-russischen Marine
- Reineke, Annette (* 1968), deutsche Agrarwissenschaftlerin der Phytomedizin
- Reineke, Gary (1940–2024), kanadischer Schauspieler
- Reineke, Hans L. (1897–1968), Bundesführer des Deutschen Republikanischen Pfadfinderbundes (DRP)
- Reineke, Heinrich (1868–1945), deutscher Politiker (DVP)
- Reineke, Hermann (* 1888), deutscher Bauingenieur und Hochschullehrer
- Reineke, Michael von (1801–1859), deutsch-baltischer Vize-Admiral und Geograph (Hydrograph)
- Reineke, Steven (* 1970), US-amerikanischer Komponist, Arrangeur und Musiker deutscher Abstammung
- Reineke, Ulrich (* 1964), deutscher Flottillenadmiral
- Reineke, Walter-Friedrich (1936–2015), deutscher Ägyptologe
- Reineken, Franz Franzewitsch (1746–1821), deutsch-baltischer Offizier und Provinzkommandant
- Reineking, James (1937–2018), US-amerikanischer Bildhauer
- Reineking, Karl (1903–1936), deutscher Staatsbeamter
- Reineking, Ulrich (1949–2009), deutscher Journalist und Kabarettist
- Reinel, Jorge, portugiesischer Kartograph
- Reinel, Pedro, portugiesischer Kartograph
- Reinel, Rüdiger (1939–2016), deutscher Architekt, Glasgestalter, Zeichner, Grafiker und Hochschullehrer
- Reineldis, katholische Heilige
- Reinelt, Ekkehart (* 1943), deutscher Jurist beim Bundesgerichtshof
- Reinelt, Heinz (1925–1993), deutscher katholischer Theologe
- Reinelt, Joachim (* 1936), deutscher Geistlicher, BischofJoachim Reinelt (* 1936)

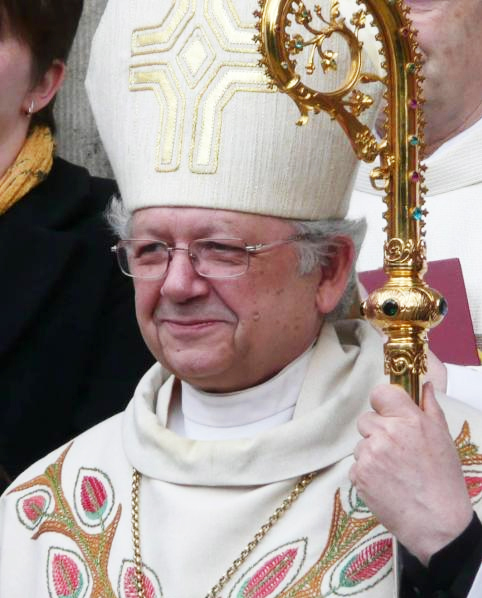
Joachim Reinelt (* 1936)

- Reinelt, Johannes (1858–1906), deutscher Schriftsteller und schlesischer Dialektdichter
- Reinelt, Leopold (1903–1957), deutscher Politiker (DNSAP, NSDAP)
- Reinelt, Manfred (1932–1964), deutscher Pianist
- Reinelt, Maximilian (1988–2019), deutscher Ruderer
- Reinelt, Peter (1939–2010), deutscher Pädagoge und Politiker (SPD), MdL
- Reinelt, Sascha (* 1978), deutscher Hockeyspieler
- Reinemann, Carsten (* 1971), deutscher Kommunikationswissenschaftler
- Reinemann, Rolf (1939–2023), deutscher Politiker (CDU), MdL
- Reinemann, Toni-Luisa (* 2001), deutsche Handballspielerin
- Reinemer, Detlef (* 1944), deutscher Bildhauer
- Reinemer, Ernst (1874–1933), deutscher Metallarbeiter  und Mitglied des Provinziallandtages der Provinz Hessen-Nassau
- Reinemer, Gabriele (* 1948), deutsche Malerin, Grafikerin und Bildhauerin
- Reinemer, Heiko (* 1945), deutscher Kunstturner
- Reinemund, Birgit (* 1959), deutsche Politikerin (FDP), MdB
- Reiner der Deutsche, Verfasser einer Tischzucht
- Reiner von Huy, Goldschmied und Bronzegießer
- Reiner von Meißen († 1066), Bischof von Meißen (1065–1066)
- Reiner von Osnabrück († 1233), Einsiedler
- Reiner, Alexander (1885–1960), deutscher Kommandant im Columbiahaus und dem KZ Sachsenburg
- Reiner, Alysia (* 1970), US-amerikanische Schauspielerin
- Reiner, Ambrosius (1604–1672), deutscher Hofkapellmeister und Komponist
- Reiner, Anni (1891–1972), deutsch-schweizerische Krankenpflegerin und Autorin
- Reiner, Carl (1922–2020), US-amerikanischer Schauspieler, Regisseur und AutorCarl Reiner (1922–2020)

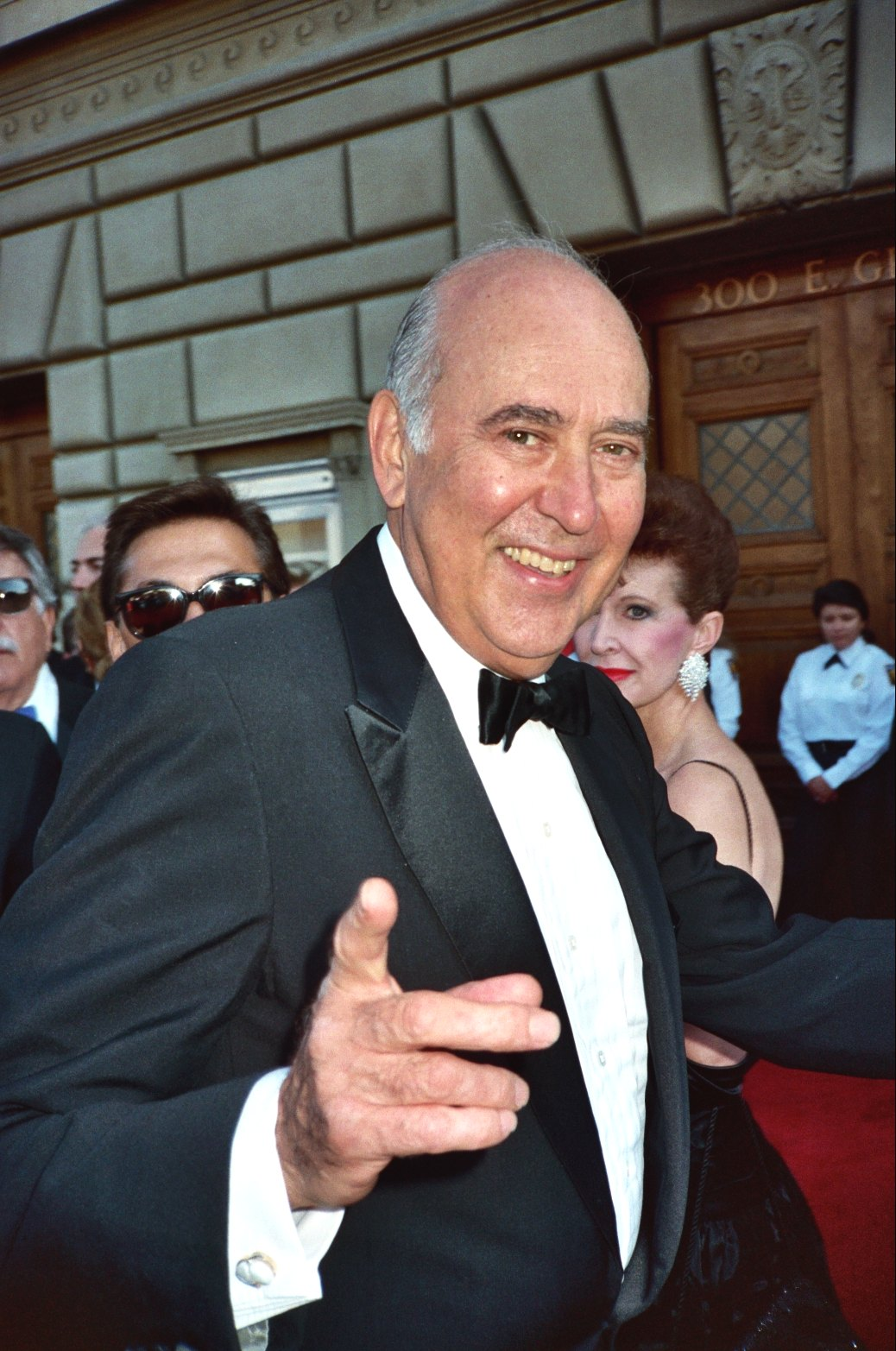
Carl Reiner (1922–2020)

- Reiner, Charles (1924–2004), kanadischer Pianist und Musikpädagoge
- Reiner, Christian (* 1970), deutscher Sprecher
- Reiner, Constantin (* 1997), österreichischer Fußballspieler
- Reiner, Erica (1924–2005), ungarisch-US-amerikanische Altorientalistin
- Reiner, Estelle (1914–2008), US-amerikanische Schauspielerin und Sängerin
- Reiner, Franz (* 1967), US-amerikanischer Manager
- Reiner, Franz Xaver (1790–1837), deutscher Pädiater
- Reiner, Fritz (1880–1925), österreichischer Politiker (CSP), Abgeordneter zum Nationalrat
- Reiner, Fritz (1888–1963), ungarisch-US-amerikanischer DirigentFritz Reiner (1888–1963)

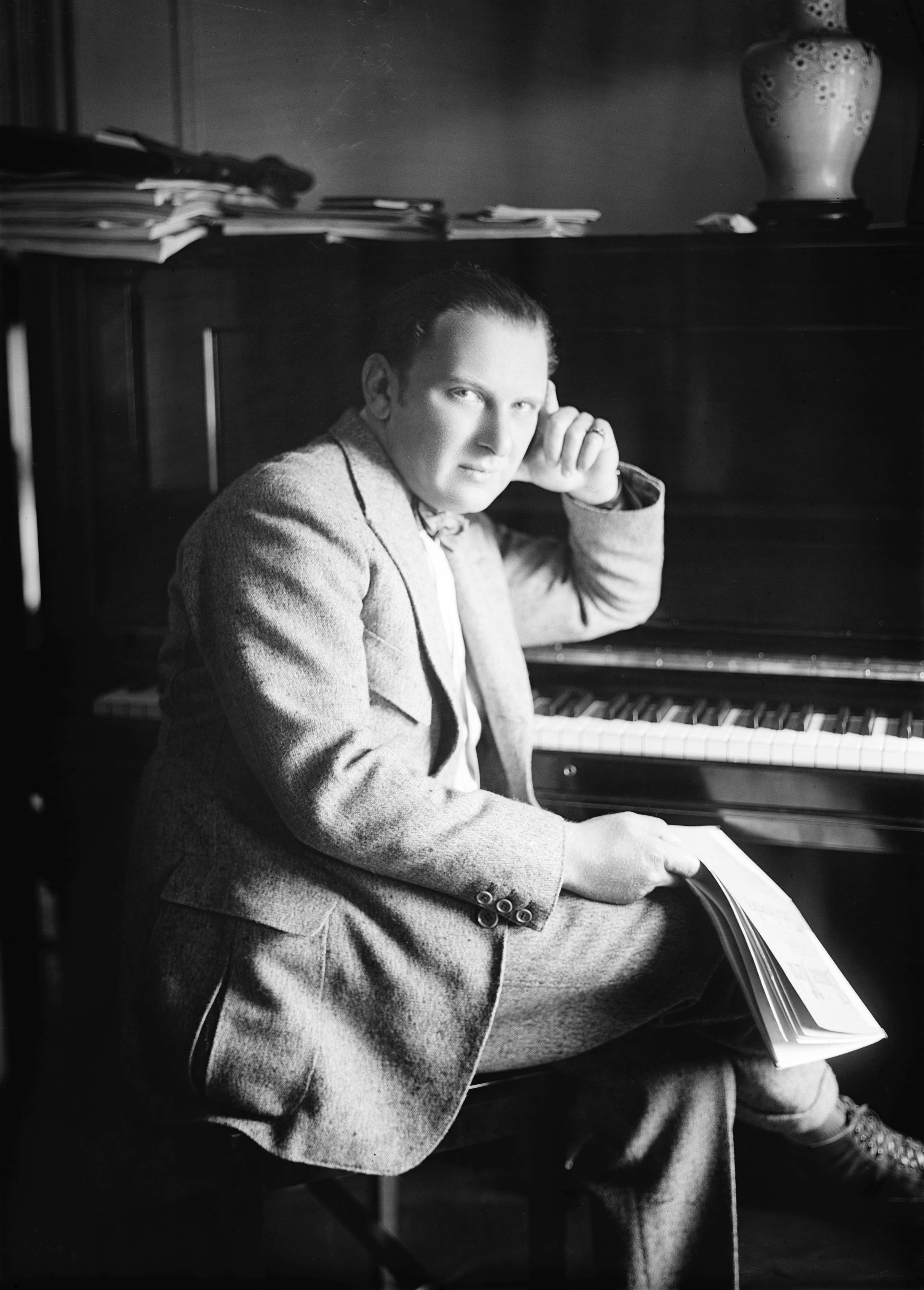
Fritz Reiner (1888–1963)

- Reiner, Gregor Leonhard (1756–1807), deutscher Philosoph und Hochschullehrer
- Reiner, Grete (* 1892), deutsche Übersetzerin und Herausgeberin
- Reiner, Günter (* 1963), deutscher Jurist
- Reiner, Gustav (1953–2007), deutscher Motorradrennfahrer
- Reiner, Hans (1896–1991), deutscher Philosoph
- Reiner, Heinrich (1892–1946), deutscher Politiker (NSDAP), MdR
- Reiner, Helmut (* 1944), deutscher Fußballspieler
- Reiner, Imre (1900–1987), ungarisch-schweizerischer Maler, Grafiker und Typograf
- Reiner, Irving (1924–1986), US-amerikanischer Mathematiker
- Reiner, Jacob († 1606), deutscher Hofkapellmeister, Musiklehrer und Komponist
- Reiner, Jared Thomas (* 1982), US-amerikanischer Basketballspieler
- Reiner, Jonathan (* 1994), österreichischer Sänger und Produzent
- Reiner, Josef (1863–1931), deutsch-böhmischer Kunstmaler
- Reiner, Joseph (1765–1797), österreichischer römisch-katholischer Geistlicher, Botaniker, Entomologe und Mineraliensammler
- Reiner, Karel (1910–1979), tschechischer Komponist
- Reiner, Lucas (* 1960), amerikanischer Maler, Grafiker und Fotograf
- Reiner, Ludwig (1937–2023), deutscher Agrarwissenschaftler und Agrarinformatiker
- Reiner, Manfred (1937–2023), deutscher Fußballspieler
- Reiner, Markus (1886–1976), österreichisch-israelischer Ingenieur
- Reiner, Martin (1900–1973), tschechischer Bildhauer
- Reiner, Max (1883–1944), österreichisch-deutscher Journalist
- Reiner, Maxine (1916–2003), US-amerikanische Schauspielerin
- Reiner, Maya (* 1952), deutsche Architektin und Hochschullehrerin
- Reiner, Michael (* 1985), österreichischer Politiker (FPÖ)
- Reiner, Othmar (1542–1613), Schweizer Bürgermeister
- Reiner, Paul (1886–1932), deutscher Reformpädagoge
- Reiner, Resi (* 1996), österreichische Schauspielerin und Sängerin
- Reiner, Rob (* 1947), US-amerikanischer Filmregisseur, Produzent und SchauspielerRob Reiner (* 1947)

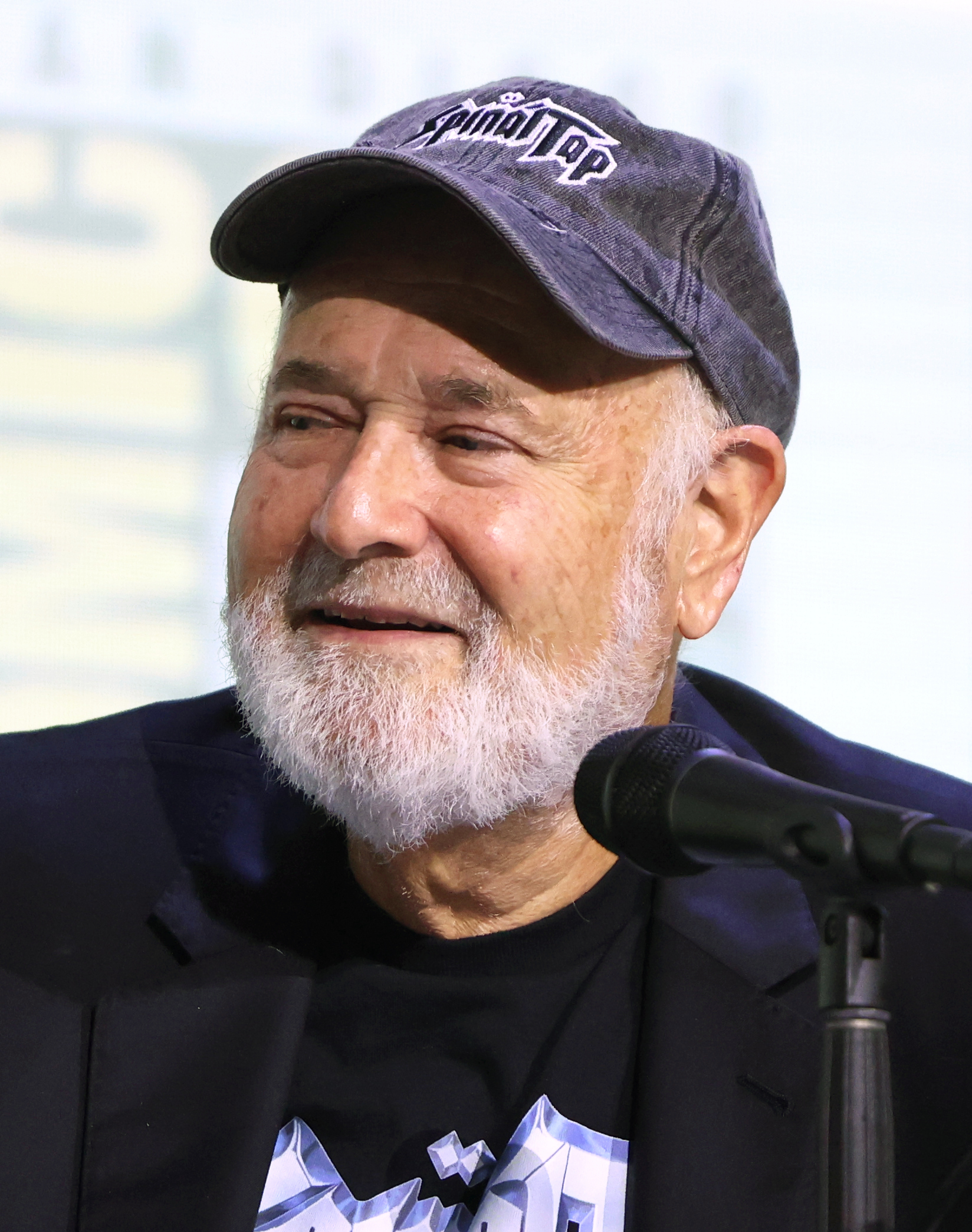
Rob Reiner (* 1947)

- Reiner, Robert (* 1946), britischer Kriminologe
- Reiner, Rolf (1899–1944), deutscher Politiker (NSDAP) und SA- sowie SS-Führer
- Reiner, Sabine (* 1981), österreichische Langstreckenläuferin und Duathletin
- Reiner, Siegfried (1909–1982), deutscher Basketballspieler und -funktionär
- Reiner, Thomas (1926–2024), deutscher Schauspieler und Synchronsprecher
- Reiner, Thomas (* 1959), deutsch-australischer Komponist und Musiker
- Reiner, Thomas (* 1969), deutscher Trompeter, Dirigent und Hochschuldozent
- Reiner, Tracy (* 1964), US-amerikanische Schauspielerin
- Reiner, Wenzel Lorenz (1689–1743), Maler des Barock
- Reiner, Željko (* 1953), kroatischer Arzt und Politiker
- Reinerding, Franz Heinrich (1814–1880), deutscher römisch-katholischer Theologe und Hochschullehrer
- Reineri, Johann (1636–1699), Abgeordneter und Stadtschultheiß
- Reineri, Matthias, Deputierter der kurtrierischen Landtage
- Reineri, Nikolaus (1639–1713), Schöffe, Synodale und Abgeordneter des kurtrierischen Landtags
- Reinerink, Rik (* 1973), niederländischer Radrennfahrer
- Reinermann, Friedrich Christian (1764–1835), deutscher Landschaftsmaler
- Reinermann, Heinrich (1937–2025), deutscher Ökonom und Verwaltungswissenschaftler
- Reinermann, Jana (* 1987), deutsche Schauspielerin, Regisseurin, Musical-, Kino- und Theaterdarstellerin
- Reinerová, Lenka (1916–2008), deutsch-tschechische Schriftstellerin und JournalistinLenka Reinerová (1916–2008)

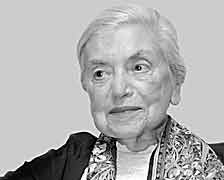
Lenka Reinerová (1916–2008)

- Reiners, Benjamin (* 1983), deutscher Dirigent
- Reiners, Florian (* 1972), deutscher Schauspieler und Hochschullehrer
- Reiners, Hans Wilhelm (* 1955), deutscher Kommunalpolitiker (CDU), Oberbürgermeister von Mönchengladbach
- Reiners, Helmut (* 1951), deutscher Fußballspieler
- Reiners, Heribert (1884–1960), deutscher Kunsthistoriker und Hochschullehrer
- Reiners, Holger (* 1948), deutscher Autor und Architekt
- Reiners, Jacob (1828–1907), deutscher Porträt-, Genre- und Landschaftsmaler
- Reiners, Klaus (* 1934), deutscher Kirchenmusiker
- Reiners, Leo (1898–1958), deutscher Journalist, Beamter und Heimatforscher
- Reiners, Ludwig (1896–1957), deutscher Fabrikant, Kaufmann und Schriftsteller
- Reiners, Marie, deutsche Drehbuchautorin
- Reiners, Rainer (* 1959), deutscher Film- und Theaterschauspieler
- Reiners, Rita (1911–1988), deutsche Lyrikerin
- Reiners, Till (* 1985), deutscher Stand-up-Comedian, Komiker, Podcaster, Kabarettist und FernsehmoderatorTill Reiners (* 1985)

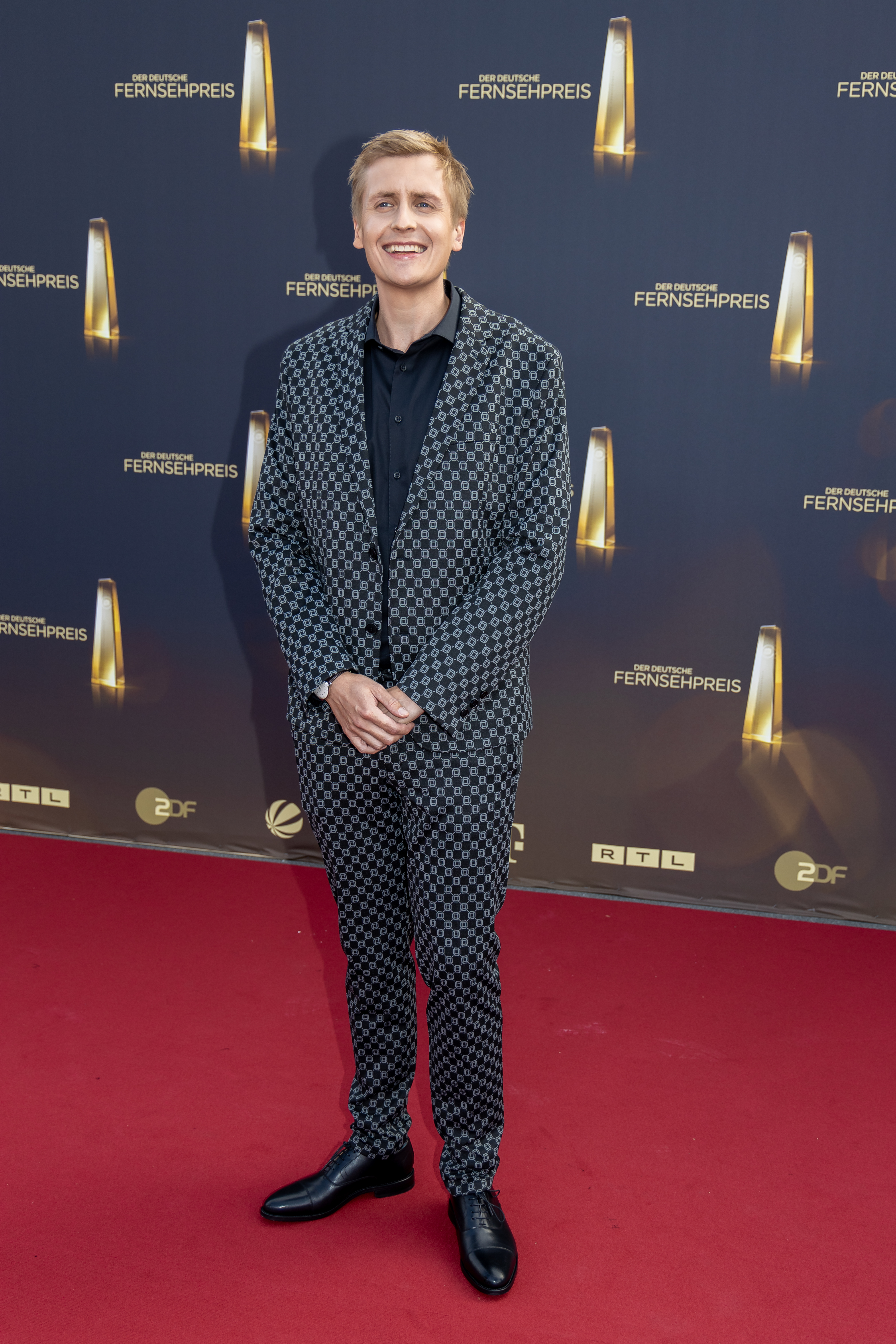
Till Reiners (* 1985)

- Reiners-Kröncke, Werner (1948–2018), deutscher Hochschullehrer und Sozialarbeitswissenschaftler
- Reiners-Maaz, Marianne (* 1948), deutsche bildende Künstlerin
- Reinert, Al (1947–2018), US-amerikanischer Drehbuchautor, Filmproduzent und Regisseur
- Reinert, Bernd (* 1951), deutscher Politiker (CDU), MdHB
- Reinert, Carolin (* 1989), deutsche Rollhockeyspielerin
- Reinert, Charles (1899–1963), Schweizer Jesuit und Filmkritiker
- Reinert, Dominik (* 1991), deutscher Fußballspieler
- Reinert, Eberhard (1893–1982), deutscher Offizier, Nachrichtenmann und Politiker (DP)
- Reinert, Egon (1908–1959), deutscher Jurist und Politiker (CDU), MdL, Ministerpräsident des Saarlandes
- Reinert, Emil-Edwin (1903–1953), französischer Filmregisseur, Drehbuchautor und Toningenieur
- Reinert, Ernst-Wilhelm (1919–2007), deutscher Oberstleutnant der Bundeswehr und Jagdflieger im Zweiten Weltkrieg
- Reinert, Gerhard (1928–2005), deutscher Diplomat, Botschafter der DDR
- Reinert, Gerhard (* 1950), deutscher Künstler
- Reinert, Günther (1928–1979), deutscher Psychologe
- Reinert, Harri (1929–2001), deutscher Politologe, Politiker (SPD) und Autor
- Reinert, Jakob (1912–2002), deutscher Botaniker
- Reinert, Johann Baptist (1790–1853), Schweizer Jurist und Politiker
- Reinert, Johann Friedrich (1769–1820), deutscher Lehrer
- Reinert, Jonny (1929–2004), deutscher Buddelschiffbauer
- Reinert, Josef (* 1945), deutscher Politiker (CDU), MdL Rheinland-Pfalz
- Reinert, Katrin (* 1988), deutsche Riemenruderin
- Reinert, Petur (* 1978), färöischer Fußballschiedsrichter
- Reinert, Raoul (* 1975), deutscher Filmproduzent, Dramaturg, Drehbuchautor und Rechtsanwalt
- Reinert, René (* 1970), deutscher Truckrennfahrer
- Reinert, Robert (1872–1928), österreichischer Filmregisseur, Filmproduzent und Drehbuchautor
- Reinert, Roger (* 1970), US-amerikanischer Politiker
- Reinert, Sebastian (* 1987), deutscher Fußballspieler
- Reinert, Werner (1922–1987), deutscher Schriftsteller
- Reinerth, Hans (1900–1990), deutscher Archäologe
- Reinerth, Karl (1891–1986), deutscher evangelischer Theologe und Kirchenhistoriker siebenbürgischer Herkunft
- Reinertsen, Stein (* 1960), norwegischer lutherischer Geistlicher und Theologe
- Reinertz, Hans-Georg (1952–2023), belgischer Kirchenmusiker und Flötist
- Reines, Frederick (1918–1998), US-amerikanischer Physiker
- Reines, Jizchak Jakob (1839–1915), orthodoxer Rabbiner, Talmudgelehrter und Mitgründer der Misrachi-Bewegung
- Reines, Moses (1870–1891), jüdischer Historiker
- Reinesch, Gaston (* 1958), luxemburgischer Ökonom
- Reinesius, Thomas (1587–1667), deutscher Mediziner und Philologe

### Reinf
- Reinfandt, Christoph (* 1964), deutscher Anglist und Hochschullehrer
- Reinfandt, Karl-Heinz (1932–2023), deutscher Musikwissenschaftler und Musikpädagoge
- Reinfeld, Gerhard (* 1944), deutscher Ingenieur und Politiker (CDU), MdL
- Reinfeld, Konstantin (* 1995), deutscher Mundharmonikaspieler und Komponist
- Reinfelder, Waldemar (* 1965), deutscher Jurist
- Reinfeldt, Filippa (* 1967), schwedische Politikerin
- Reinfeldt, Fredrik (* 1965), schwedischer Politiker, Mitglied des Riksdag und MinisterpräsidentFredrik Reinfeldt (* 1965)

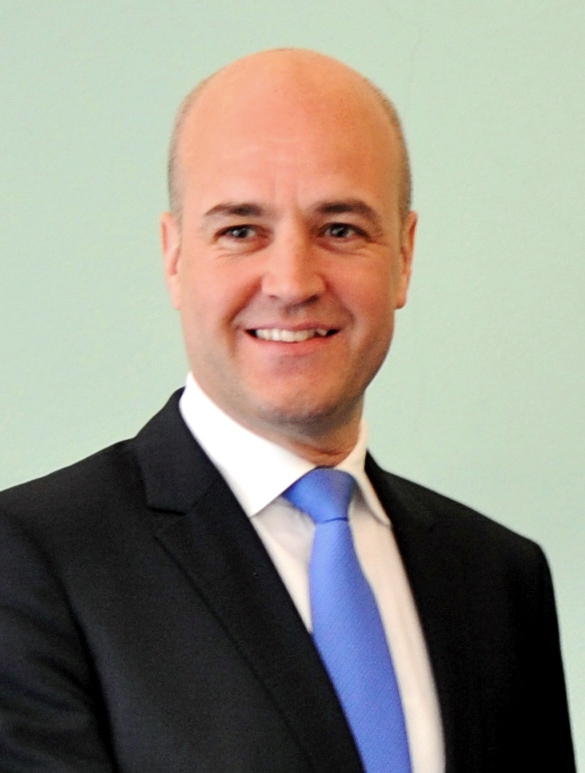
Fredrik Reinfeldt (* 1965)

- Reinfeldt, Mike (* 1953), US-amerikanischer American-Football-Spieler
- Reinfeldt, Sebastian (* 1963), deutscher Politikwissenschaftler und Publizist
- Reinfrank, Arno (1934–2001), deutscher Schriftsteller, Publizist und Übersetzer
- Reinfrank, Willi (1903–1943), deutscher Gewichtheber
- Reinfried, Dieter (* 1947), deutscher Politiker (DDR-CDU, CDU), MdL
- Reinfried, Marcus (* 1953), deutscher Romanist
- Reinfried, Sibylle (* 1955), Schweizer Geowissenschaftlerin
- Reinfuß, Josef (1882–1962), deutscher Lehrer und Politiker
- Reinfuss, Roman (1910–1998), polnischer Ethnograph und Publizist

### Reing
- Reingaard Neumann, Helene (* 1987), dänische Filmschauspielerin
- Reingaard, Elsebeth (1947–2004), dänische Schauspielerin
- Reingaard, Gitte (* 1943), dänische Schauspielerin
- Reingaard, Sisse (1946–2024), dänische Schauspielerin
- Reinganum, Lemle Moses (1666–1724), kurpfälzischer Hofjude
- Reinganum, Maximilian (1798–1878), deutscher Jurist, Politiker und Publizist
- Reingardt, Dorothee (* 1949), deutsche Opern-, Lied- und Konzertsängerin (Sopran)
- Reingbald, Berta Michailowna (1897–1944), sowjetische und russische Pianistin
- Reingold, Jekaterina Albertowna (* 2001), russische Tennisspielerin
- Reingold, Omer, israelischer Informatiker
- Reingoldt, Toivo (1906–1941), finnischer Schwimmer
- Reingrabner, Gustav (1936–2025), österreichischer evangelisch-lutherischer Theologe
- Reingruber, Franz (1921–1943), österreichischer Schneidergehilfe und Widerstandskämpfer gegen den Nationalsozialismus
- Reingruber, Hans (1888–1964), deutscher Politiker, MdV, Minister für Verkehr der DDR
- Reingruber, Sigrid (1980–2023), österreichische Malerin und Künstlerin der Art Brut

### Reinh

#### Reinha

##### Reinhar

###### Reinhard
- Reinhard, Graf von Nassau-Beilstein
- Reinhard I. († 1281), Herr von Hanau
- Reinhard II. († 1451), Herr, später Graf von Hanau
- Reinhard II. von Dampierre († 1234), französischer Adliger und Kreuzfahrer, Herr von Dampierre-le-Château
- Reinhard III. (1412–1452), deutscher Adliger
- Reinhard IV. (1473–1512), Graf von Hanau-Münzenberg
- Reinhard von Bendeleben, Domherr zu Naumburg
- Reinhard von Blankenburg († 1123), Bischof von Halberstadt (1107–1123)
- Reinhard von Cottbus, Herr von Cottbus (1431 bis 1445)
- Reinhard von Helmstatt (1400–1456), Bischof von Speyer
- Reinhard von Moirke der Ältere († 1386), deutscher Schöffe und Bürgermeister der Freien Reichsstadt Aachen
- Reinhard von Moirke der Jüngere († 1412), deutscher Schöffe und Bürgermeister der Freien Reichsstadt Aachen
- Reinhard von Sayn († 1390), Bischof von Kulm
- Reinhard von Schönau († 1376), deutscher Ritter in Diensten des Kölner Erzbistums
- Reinhard von Weilnau (1424–1476), Fürstabt von Fulda
- Reinhard, Adolf Friedrich (1726–1783), deutscher Jurist und Publizist
- Reinhard, Adolph (1828–1898), deutscher Gutsbesitzer und Abgeordneter
- Reinhard, Albert (1916–2015), deutscher Jurist und Politiker (FDP, parteilos), MdL
- Reinhard, Alois, Schweizer Ruderer
- Reinhard, Andreas (1571–1613), deutscher Rechenmeister
- Reinhard, Andreas (* 1956), Schweizer Erfinder
- Reinhard, Annemarie (1921–1976), deutsche Schriftstellerin
- Reinhard, August (1827–1910), Bürgermeister, Mitglied des Kurhessischen Kommunallandtages Kassel
- Reinhard, August (1831–1912), deutscher Komponist
- Reinhard, Benno (* 1964), deutscher Jazzmusiker (Posaune, auch Bassposaune, Tuba und Sousaphon)
- Reinhard, Carl (1763–1836), deutscher Theaterschauspieler und Sänger
- Reinhard, Carl (1909–1992), deutscher Landwirt und Politiker (CDU), MdB
- Reinhard, Carlos (* 1972), Schweizer Unternehmer und Kommunalpolitiker
- Reinhard, Carlson (1953–2020), deutscher Journalist und Autor
- Reinhard, Caspar († 1623), Hydraulikspezialist und Brunnenmeister
- Reinhard, Christian (1774–1803), Räuber und Mittäter des Schinderhannes
- Reinhard, Christian Tobias Ephraim (1719–1792), deutscher Mediziner, Heilarzt und Stadtphysikus
- Reinhard, Christine (1771–1815), deutsche Diplomatengattin und Chronistin
- Reinhard, Christopher (* 1985), deutscher Fußballspieler
- Reinhard, Daniel (* 1951), Schweizer Theaterschauspieler und Theaterregisseur
- Reinhard, Daniel (* 1960), Schweizer Fotograf
- Reinhard, Egbert (1928–2004), deutscher Politiker (SPD), MdL
- Reinhard, Elias Siegesmund (1625–1669), deutscher lutherischer Theologe
- Reinhard, Emil (1880–1969), Schweizer Unternehmer
- Reinhard, Ernst (1889–1947), Schweizer Politiker
- Reinhard, Eugen (1900–1991), deutscher Heimatforscher und Pionier der altsteinzeitlichen Freilandforschung in Württemberg
- Reinhard, Ewald (1884–1956), deutscher Schriftsteller
- Reinhard, Franz (1859–1927), deutscher Jurist und Politiker
- Reinhard, Franz Volkmar (1753–1812), deutscher evangelischer Theologe
- Reinhard, Franziska (* 1969), Schweizer Politikerin (SP)
- Reinhard, Fritz (1889–1974), deutscher Ingenieur und Manager der Bimsindustrie
- Reinhard, Gret (1917–2002), Schweizer Architektin
- Reinhard, Hans (1915–2003), Schweizer Architekt
- Reinhard, Hans Karl von (1904–1949), deutscher Kommunalpolitiker
- Reinhard, Hans von (1755–1835), Schweizer Politiker, Bürgermeister von Zürich, Landammann der Schweiz
- Reinhard, Hans Wolfgang (1888–1950), deutscher General der Infanterie im Zweiten Weltkrieg
- Reinhard, Heide (* 1963), deutsche evangelische Pfarrerin, Prälatin der Evangelischen Landeskirche in Baden
- Reinhard, Hellmuth (1911–2002), deutscher Jurist und SS-Führer bei der Gestapo
- Reinhard, Hermann (1816–1892), deutscher Mediziner und Entomologe
- Reinhard, Jakob († 1569), braunschweig-lüneburgischer und calenberg-göttingerscher Kanzler
- Reinhard, Johan (* 1943), US-amerikanischer Anthropologe
- Reinhard, Johann Georg (1606–1672), deutscher Jurist und Verwaltungsbeamter
- Reinhard, Johann Jacob (1714–1772), baden-durlachischer Geheimrat
- Reinhard, Johann Paul (1722–1779), deutscher Hochschullehrer und Historiker
- Reinhard, Johannes (1870–1964), deutscher Politiker (CDU), MdHB und lutherischer Geistlicher
- Reinhard, Johnny (* 1956), US-amerikanischer mikrotonaler Fagottist und Komponist
- Reinhard, Josef (1749–1824), Schweizer Maler und Zeichner
- Reinhard, Julius (1833–1901), deutscher Maschinenbauer und Politiker
- Reinhard, Karl (1769–1840), deutscher Lyriker, Erzähler, Herausgeber, Übersetzer und Publizist
- Reinhard, Karl Friedrich (1761–1837), Diplomat, Staatsmann und SchriftstellerKarl Friedrich Reinhard (1761–1837)

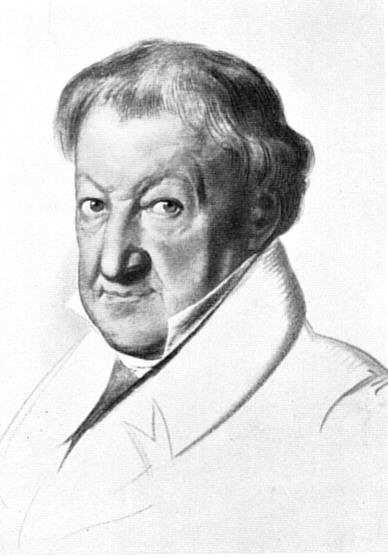
Karl Friedrich Reinhard (1761–1837)

- Reinhard, Karl von (1858–1931), deutscher Verwaltungsjurist
- Reinhard, Kurt, österreichischer Gerechter unter den Völkern
- Reinhard, Kurt (1907–1989), deutscher Lehrer und Politiker (SPD), MdL Baden
- Reinhard, Kurt (1914–1979), deutscher Musikethnologe und Komponist
- Reinhard, Livia S. (* 1974), Schweizer Schauspielerin
- Reinhard, Lorenz (1700–1752), deutscher lutherischer Theologe, Geistlicher und Gymnasiallehrer
- Reinhard, Lothar (* 1938), deutscher Politiker (SPD), MdHB
- Reinhard, Ludwig (1805–1877), deutscher Lehrer, Mitglied der Nationalversammlung in der Frankfurter Paulskirche
- Reinhard, Ludwig von (1804–1866), württembergischer Diplomat und Gesandter
- Reinhard, Ludwig von (1836–1914), bayerischer Generalleutnant
- Reinhard, Lukas Friedrich (1623–1688), deutscher lutherischer Theologe, Geistlicher und Kirchenlieddichter
- Reinhard, Maria (1871–1899), österreichische Gesangslehrerin
- Reinhard, Max (1882–1974), Schweizer Mineraloge, Petrograph sowie Hochschullehrer
- Reinhard, Max (1896–1978), deutscher NS-Funktionär und Direktor des Münchner Kulturamts
- Reinhard, Maximilian Wilhelm (1748–1812), Staatsrat des Großherzogtums Baden
- Reinhard, Michael Friedrich (1793–1867), deutscher Kaufmann und Landtagsabgeordneter
- Reinhard, Michael Heinrich junior (1706–1767), deutscher evangelischer Theologe
- Reinhard, Michael Heinrich senior (1676–1732), deutscher evangelisch-lutherischer Theologe
- Reinhard, Moritz (1850–1898), deutscher Gutsbesitzer, Mitglied des Kurhessischen Kommunallandtages Kassel
- Reinhard, Nadia (* 1994), Schweizer Unihockeyspielerin
- Reinhard, Niels (* 1987), deutscher Musikproduzent, Kurzfilm- und Musikvideo-Regisseur
- Reinhard, Oliver (* 1964), deutscher Schauspieler
- Reinhard, Paul-Gerhard (* 1945), deutscher Physiker
- Reinhard, Paula (1850–1908), katholische Mäzenatin und Klostergründerin
- Reinhard, Philipp (* 1990), deutscher Fotograf und Filmemacher
- Reinhard, Raphael (1820–1903), deutscher Porzellanmaler, Porträtmaler und Landschaftsmaler, Hofmaler des Fürsten Alexander Carl von Anhalt-Bernburg sowie Zeichenlehrer
- Reinhard, Rebekka (* 1972), deutsche Philosophin
- Reinhard, Renée (* 1990), niederländische Tennisspielerin
- Reinhard, Richard (1846–1920), deutscher Verwaltungsbeamter und Politiker
- Reinhard, Sepp (1931–2023), Schweizer Fotograf
- Reinhard, Simon (* 1979), deutscher Gedächtnissportler
- Reinhard, Sophie (1775–1844), deutsche Malerin
- Reinhard, Sylvie (* 1980), Schweizer Unternehmerin und Verwaltungsratpräsidentin
- Reinhard, Toni (1917–1965), Schweizer Romanist
- Reinhard, Wilhelm (1776–1858), deutscher Jurist, Beamter und Autor
- Reinhard, Wilhelm (1860–1922), deutscher evangelischer Theologe und Politiker (DNVP)
- Reinhard, Wilhelm (1869–1955), deutscher General, SS-Obergruppenführer, Reichsführer des NS-Kriegerbundes, MdR
- Reinhard, Wilhelm (1891–1918), deutscher Jagdflieger im Ersten WeltkriegWilhelm Reinhard (1891–1918)

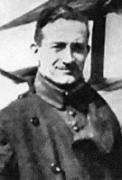
Wilhelm Reinhard (1891–1918)

- Reinhard, Willy (* 1967), deutscher Eishockeyspieler
- Reinhard, Wolfgang (* 1937), deutscher HistorikerWolfgang Reinhard (* 1937)

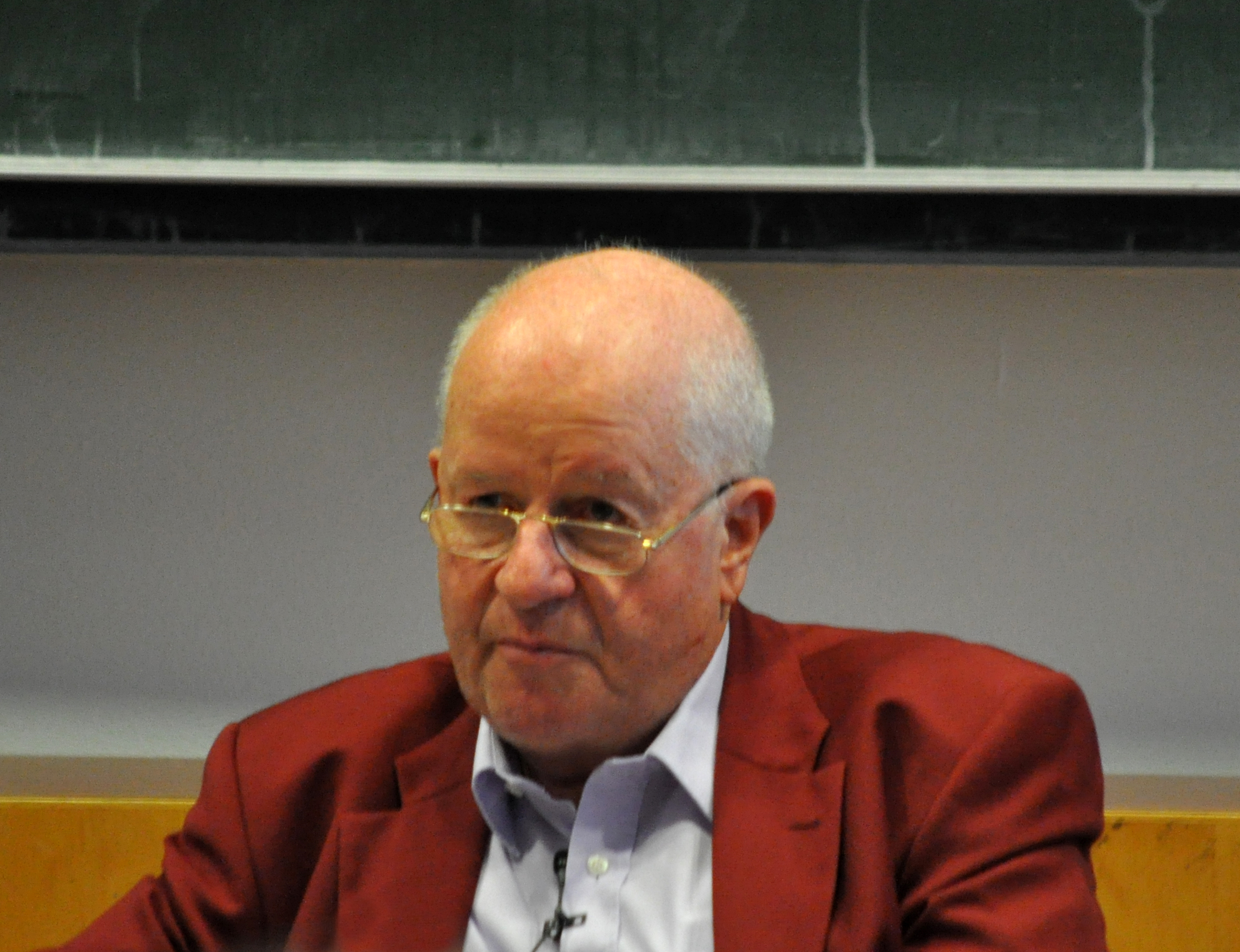
Wolfgang Reinhard (* 1937)

###### Reinhards
- Reinhardstöttner, Karl von (1847–1909), deutscher Romanist und Kulturhistoriker

###### Reinhardt
- Reinhardt, Ad (1913–1967), US-amerikanischer Maler und Kunsttheoretiker
- Reinhardt, Adolf (1902–1990), deutscher Fußballschiedsrichter
- Reinhardt, Alfred (* 1928), deutscher Fußballspieler und Nationalspieler der DDR
- Reinhardt, Alfred-Hermann (1897–1973), deutscher Generalleutnant im Zweiten Weltkrieg
- Reinhardt, Alois (* 1961), deutscher Fußballspieler
- Reinhardt, Althea (* 1996), dänische Handballspielerin
- Reinhardt, Andreas (1937–2007), deutscher Bühnen- und Kostümbildner
- Reinhardt, Andreas (* 1951), deutscher Journalist, Radiomoderator und Feature-Dramaturg
- Reinhardt, Arthur (1893–1973), deutscher Schauspieler
- Reinhardt, August (1831–1915), deutscher Maler in Weimar
- Reinhardt, Babik (1944–2001), französischer Jazz-Gitarrist
- Reinhardt, Bastian (* 1975), deutscher Fußballspieler
- Reinhardt, Benno (1819–1852), deutscher Arzt und pathologischer Anatom
- Reinhardt, Björn (* 1963), deutscher Dokumentarfilm-Regisseur
- Reinhardt, Burt (1920–2011), US-amerikanischer Journalist
- Reinhardt, Carl (1818–1877), deutscher Schriftsteller, Maler, Zeichner und Karikaturist
- Reinhardt, Carl Gottlieb, deutscher Modelleur, Pastenmacher, Medailleur und Hofbau-Depot-Verwalter in Berlin
- Reinhardt, Carsten (* 1966), deutscher Wissenschaftshistoriker
- Reinhardt, Charima (* 1958), deutsche Journalistin und Ministerialbeamtin
- Reinhardt, Charlotte (* 1993), deutsche Ruderin
- Reinhardt, Christian († 1710), sachsen-merseburgischer Landrat und Rittergutsbesitzer
- Reinhardt, Christina (* 1968), deutsche Geographin, Universitätskanzlerin der Ruhr-Universität Bochum
- Reinhardt, Christopher (* 1989), deutscher Schauspieler
- Reinhardt, Christopher (* 1997), deutscher Ruderer
- Reinhardt, Clarissa von (* 1965), deutsche Hundetrainerin und Verlegerin
- Reinhardt, Claudia (* 1964), deutsche Fotografin und Künstlerin
- Reinhardt, Cole (* 2000), kanadischer Eishockeyspieler
- Reinhardt, Corinna (* 1986), deutsche Klassische Archäologin
- Reinhardt, Daniel (* 1986), deutscher Politiker (Die Linke), MdL
- Reinhardt, David (* 1986), französischer Jazzmusiker
- Reinhardt, Daweli (1932–2016), deutscher Jazzmusiker (Gitarre, Komposition)
- Reinhardt, Delia (1892–1974), deutsche Opernsängerin (Sopran) und Malerin
- Reinhardt, Delia (* 1947), deutsche Wasserspringerin
- Reinhardt, Dirk (* 1963), deutscher Kinder- und Jugendbuchautor
- Reinhardt, Dirk (* 1965), deutscher Kinder-Hämato-Onkologe
- Reinhardt, Django (1910–1953), französischer Komponist, Vater und Begründer des europäischen JazzDjango Reinhardt (1910–1953)

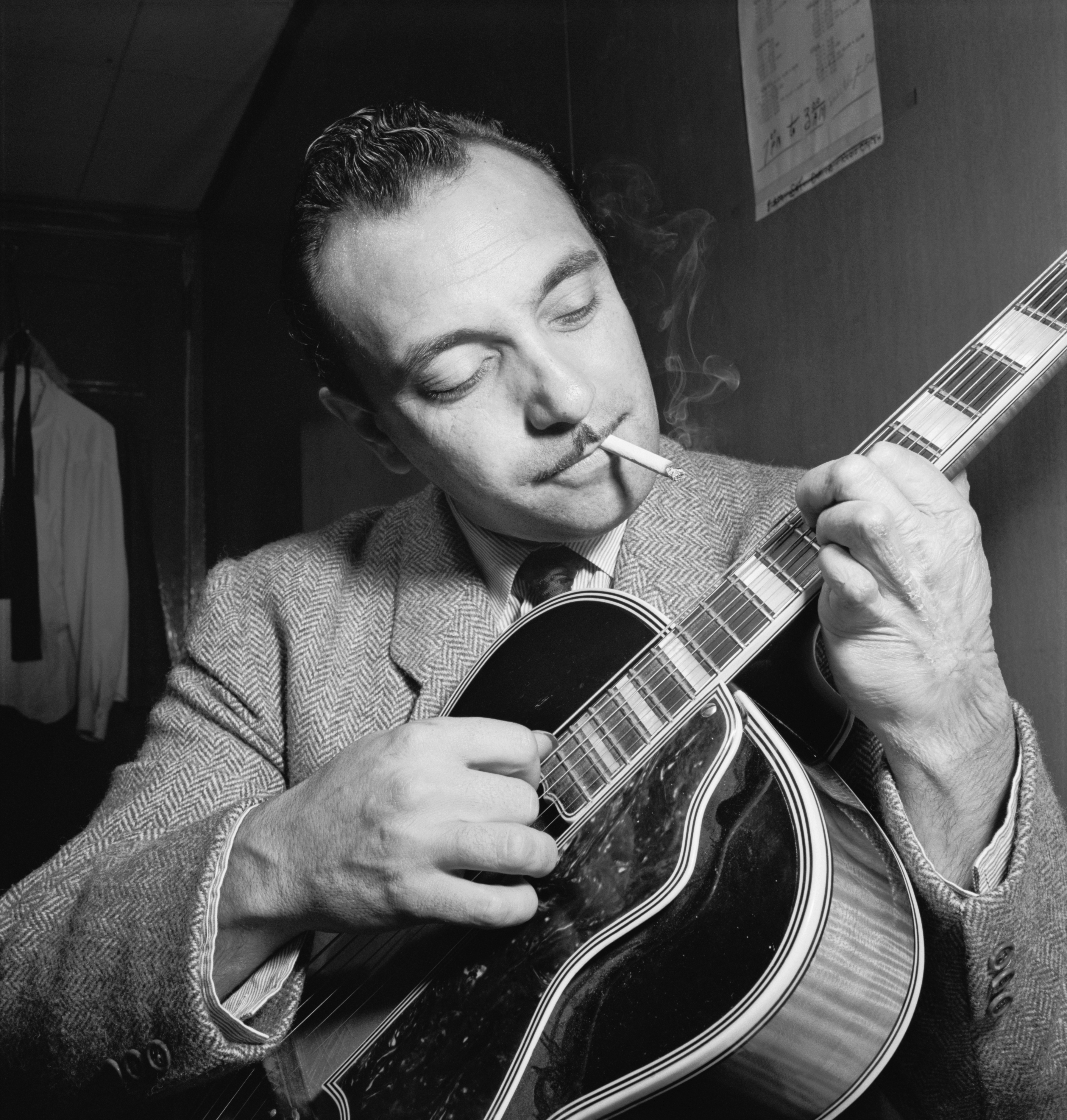
Django Reinhardt (1910–1953)

- Reinhardt, Django Heinrich (* 1962), deutscher Musiker
- Reinhardt, Dominik (* 1984), deutscher Fußballspieler
- Reinhardt, Dotschy (* 1975), deutsche Jazzsängerin und Autorin
- Reinhardt, Doug (* 1985), US-amerikanischer Baseballspieler
- Reinhardt, Eberhard Ernst (1908–1977), Schweizer Jurist und Bankmanager
- Reinhardt, Edgar (1914–1985), deutscher Handballspieler
- Reinhardt, Elizabeth (1909–1954), US-amerikanische Schriftstellerin
- Reinhardt, Erich (1897–1968), deutscher Politiker (SPD), MdA
- Reinhardt, Erika (* 1932), österreichisch-deutsche Politikerin (CDU), MdB
- Reinhardt, Erwin (* 1914), deutscher Fußballspieler
- Reinhardt, Fabio (* 1980), deutscher Politiker (Piratenpartei), MdA
- Reinhardt, Ferdinand (1882–1948), österreichischer Mediziner
- Reinhardt, Florian (* 1988), deutscher Basketballspieler
- Reinhardt, Frank, deutscher Leichtathletiktrainer
- Reinhardt, Franz Joachim von (1742–1809), preußischer Generalleutnant, Chef des Infanterieregiments Nr. 52
- Reinhardt, Frederick (1911–1971), US-amerikanischer Diplomat
- Reinhardt, Friederike (1770–1843), Schriftstellerin
- Reinhardt, Friedrich (1866–1949), Schweizer Druckereiunternehmer und Verleger
- Reinhardt, Friedrich Christian (1728–1795), kursächsischer Akziserat und Steuereinnehmer
- Reinhardt, Fritz (1895–1969), deutscher Politiker (NSDAP), MdR, StaatssekretärFritz Reinhardt (1895–1969)

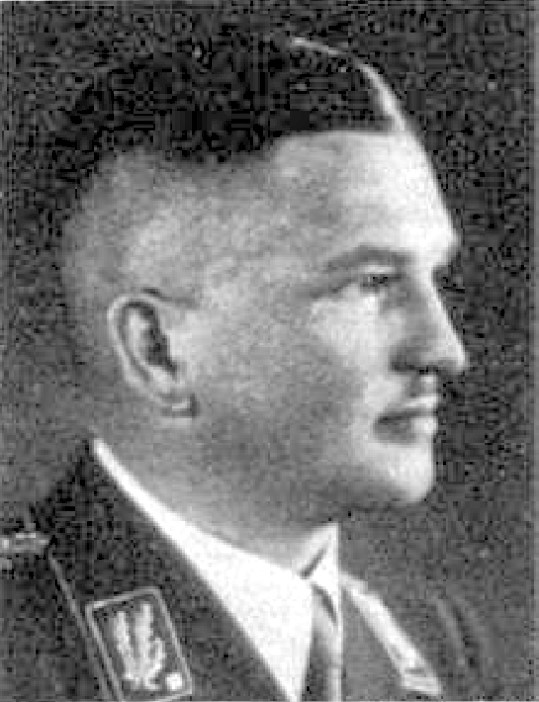
Fritz Reinhardt (1895–1969)

- Reinhardt, Fritz (1898–1965), deutscher SS-Funktionär
- Reinhardt, Geisela (* 1964), französischer Musiker (Gitarre) des Gypsy Jazz
- Reinhardt, Georg (1943–2021), deutscher Kunsthistoriker und Kurator
- Reinhardt, Georg Friedrich Louis (1819–1905), deutscher Maler
- Reinhardt, Georg-Hans (1887–1963), deutscher Militär, Heeresgruppenführer und GeneraloberstGeorg-Hans Reinhardt (1887–1963)

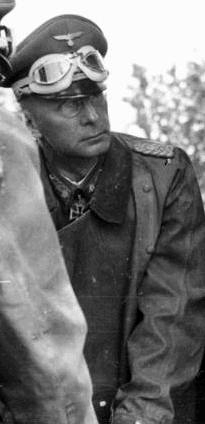
Georg-Hans Reinhardt (1887–1963)

- Reinhardt, Gerhard (1916–1989), deutscher Politiker und Widerstandskämpfer
- Reinhardt, Gottfried (1913–1994), österreichisch-US-amerikanischer Filmproduzent und Filmregisseur
- Reinhardt, Gudrun (* 1939), deutsche Politikerin (CDU), MdL
- Reinhardt, Günther (1933–2020), deutscher Rechtsmediziner, Psychiater und Hochschullehrer
- Reinhardt, Gustav (* 1950), deutsch-österreichischer Bildhauer
- Reinhardt, Hank (1934–2007), US-amerikanischer Waffensammler
- Reinhardt, Hanns (* 1912), deutscher Journalist und Auslandskorrespondent
- Reinhardt, Hans (1920–1998), deutscher Politiker (SPD), MdL, Bürgermeister der Stadt Siegen
- Reinhardt, Hans-Wolf (* 1939), deutscher Bauingenieur
- Reinhardt, Hedwig (1906–2008), deutsch-amerikanische Ökonomin
- Reinhardt, Heiner (* 1952), deutscher Jazz- und Improvisationsmusiker (Baritonsaxophon, Bassklarinette)
- Reinhardt, Heinrich (1865–1922), österreichischer Operettenkomponist
- Reinhardt, Heinrich (1868–1947), deutscher Architekt
- Reinhardt, Heinrich (1894–1959), deutscher Politiker (NSDAP), MdR
- Reinhardt, Heinrich (1903–1990), deutscher Schachspieler
- Reinhardt, Heinrich (* 1947), römisch-katholischer Priester und Professor für Philosophie
- Reinhardt, Heinrich J. F. (1942–2020), deutscher Kirchenrechtler
- Reinhardt, Hellmuth (1900–1989), deutscher Generalmajor
- Reinhardt, Helmut (1920–2006), deutscher Jazz- und Unterhaltungsmusiker (Saxophone, Klarinette)
- Reinhardt, Helmut (1921–2000), deutscher Politiker (CDU), MdL
- Reinhardt, Hermann (1898–1972), deutscher Beamter
- Reinhardt, Hildegard (* 1942), deutsche Übersetzerin und Kunsthistorikerin
- Reinhardt, Holger (* 1960), deutscher Steinmetz, Restaurator, Denkmalpfleger, Landeskonservator
- Reinhardt, Ilka (* 1966), deutsche Biologin und Wolfsexpertin
- Reinhardt, Ilsa (1911–2010), deutsche Politikerin (DP, CDU), MdL
- Reinhardt, Ismael (* 1976), deutscher Jazz-Musiker, Sänger, Gitarrist und Komponist
- Reinhardt, Joachim (1952–2016), deutscher Physiker und Hochschullehrer
- Reinhardt, Johann Georg, deutsch-österreichischer Organist und Komponist
- Reinhardt, Johann Georg Martin (1794–1872), deutscher Verwaltungsjurist und Landrat in Meisenheim
- Reinhardt, Johann Jacob († 1609), deutscher Jurist und Hochschullehrer
- Reinhardt, Johann Jakob (1835–1901), deutscher Landschaftsmaler der Düsseldorfer Schule und Hofmaler des Herzogs Ernst II. von Sachsen-Coburg und Gotha
- Reinhardt, Johann Wilhelm (1627–1703), sachsen-merseburgischer Kammerdirektor
- Reinhardt, Johann Wilhelm (1752–1826), deutscher Politiker
- Reinhardt, Johannes Theodor (1816–1882), dänischer Zoologe
- Reinhardt, John (1901–1953), US-amerikanischer Filmregisseur
- Reinhardt, Jonas (* 1998), deutscher Volleyball- und Beachvolleyballspieler
- Reinhardt, Jörg (* 1956), deutscher Manager
- Reinhardt, Josef (1927–1994), deutscher Sinto-Violinist und Sinti-Darsteller in Tiefland (Film)
- Reinhardt, Joseph (1912–1982), französischer Gitarrist
- Reinhardt, Julius (* 1988), deutscher Fußballspieler
- Reinhardt, Karl, deutscher Bobsportler
- Reinhardt, Karl (1849–1923), deutscher Lehrer und Schulreformer
- Reinhardt, Karl (1866–1941), deutscher Ingenieur und VDI-Vorsitzender
- Reinhardt, Karl (1886–1958), deutscher Altphilologe
- Reinhardt, Karl (1895–1941), deutscher Mathematiker
- Reinhardt, Karl (1905–1968), deutscher Landwirt, Politiker (NSDAP), MdL und MdR
- Reinhardt, Käthe (1896–1987), deutsche Aktivistin der Lesbenbewegung
- Reinhardt, Kathleen, deutsche Kunsthistorikerin und Kuratorin
- Reinhardt, Kirsten (* 1977), deutsche Schriftstellerin
- Reinhardt, Klaus (1935–2014), deutscher Geistlicher, römisch-katholischer Theologe
- Reinhardt, Klaus (1941–2021), deutscher General der BundeswehrKlaus Reinhardt (1941–2021)

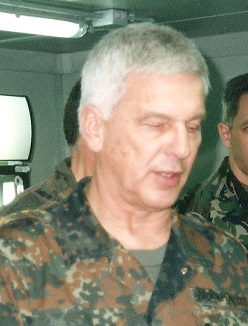
Klaus Reinhardt (1941–2021)

- Reinhardt, Klaus (* 1960), deutscher Allgemeinmediziner und Ärztefunktionär
- Reinhardt, Knut (* 1968), deutscher Fußballspieler
- Reinhardt, Kurt F. (1896–1983), US-amerikanischer Germanist
- Reinhardt, Louis, hessischer Auswanderer
- Reinhardt, Louis (1849–1870), deutscher Maler
- Reinhardt, Luise (1807–1878), deutsche Schriftstellerin
- Reinhardt, Lulo (* 1961), deutscher Jazzgitarrist
- Reinhardt, Lulu (1951–2014), französischer Jazzmusiker
- Reinhardt, Mandino (* 1956), französischer Jazzmusiker (Gitarre, Komposition)
- Reinhardt, Marc (* 1978), deutscher Politiker (CDU), MdL
- Reinhardt, Marion (* 1963), deutsche freie Journalistin, Buchautorin
- Reinhardt, Markus, deutscher Musiker, Songwriter und Musikproduzent
- Reinhardt, Mathis (* 1978), deutscher Schauspieler
- Reinhardt, Mats (* 1964), deutscher Schauspieler
- Reinhardt, Max (1873–1943), österreichischer Theaterregisseur, Intendant und TheatergründerMax Reinhardt (1873–1943)

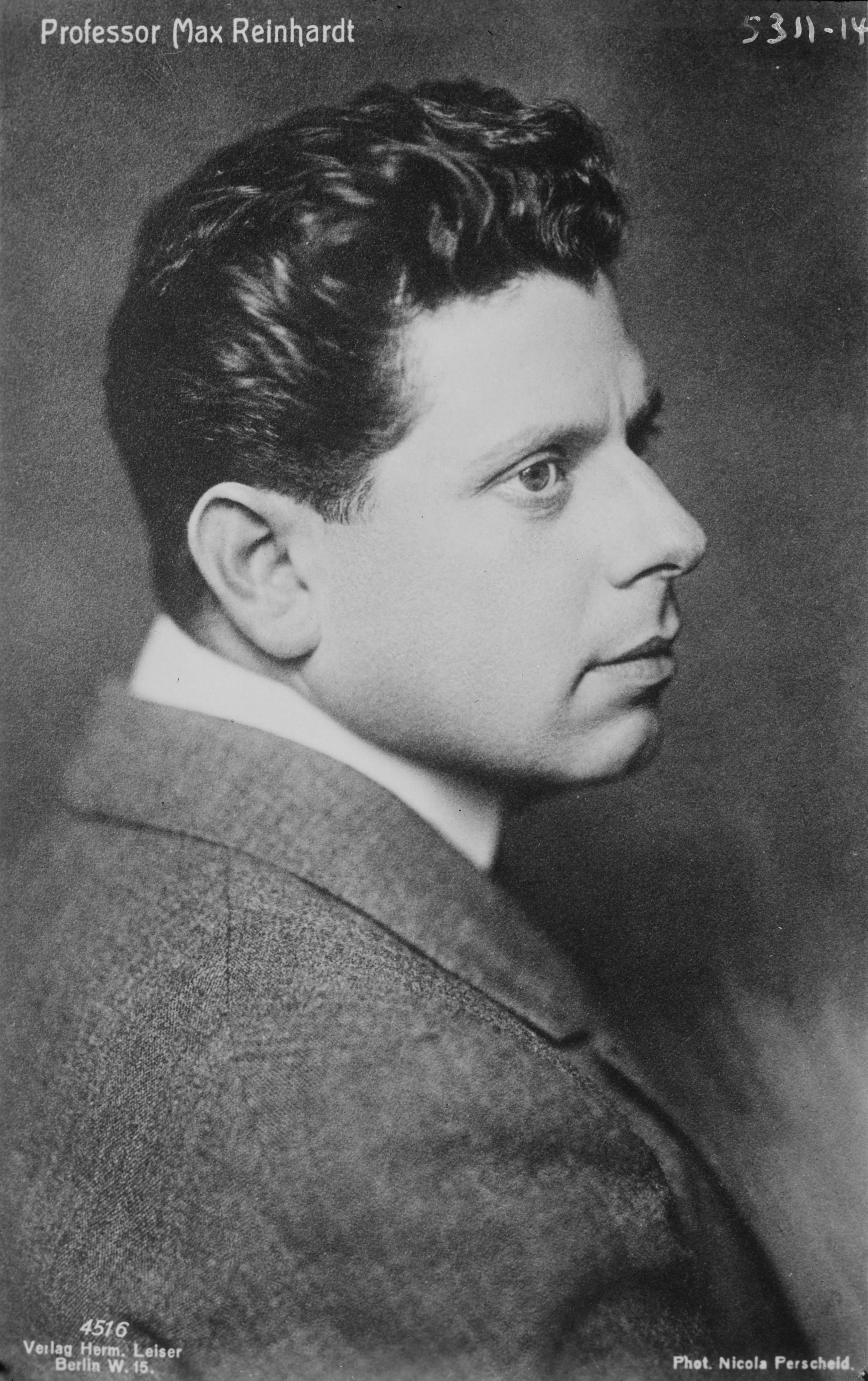
Max Reinhardt (1873–1943)

- Reinhardt, Max (1915–2002), britischer Verleger
- Reinhardt, Michael (* 1961), deutscher Rechtswissenschaftler und Hochschullehrer
- Reinhardt, Mike (* 1977), französischer Jazzmusiker
- Reinhardt, Mimi (1915–2022), österreichisch-israelische jüdische Sekretärin
- Reinhardt, Nicole (* 1966), deutsche Neuzeithistorikerin
- Reinhardt, Nicole (* 1969), deutsches Fotomodell und Schönheitskönigin
- Reinhardt, Nicole (* 1986), deutsche Kanutin
- Reinhardt, Nils, deutscher Medienwirt und Filmproduzent
- Reinhardt, Noé (* 1979), französischer Gitarrist des Gypsy-Jazz
- Reinhardt, Nora (* 1982), deutsche Journalistin und Autorin
- Reinhardt, Norman, US-amerikanischer Opernsänger (Tenor)
- Reinhardt, Otto (1826–1915), deutscher Jurist und Politiker, Staatsminister, MdR
- Reinhardt, Pascal, deutscher Musikproduzent, Songwriter und Multiinstrumentalist
- Reinhardt, Pascal (* 1992), deutscher Fußballspieler
- Reinhardt, Peter (* 1950), deutscher Schauspieler und Synchronsprecher
- Reinhardt, Philippe (* 1981), Schweizer Schauspieler
- Reinhardt, Ralf (* 1976), deutscher Jurist und Politiker (SPD)
- Reinhardt, Ray (* 1930), US-amerikanischer Schauspieler
- Reinhardt, René (* 1966), deutscher Schauspieler und Regisseur
- Reinhardt, Richard (1820–1898), deutscher Übersetzer und Sprachlehrer
- Reinhardt, Richard (1874–1967), deutscher Veterinärmediziner
- Reinhardt, Robert von (1843–1914), deutscher Architekt und Hochschullehrer
- Reinhardt, Rolf (1927–2006), deutscher Pianist, Dirigent und Hochschullehrer
- Reinhardt, Rüdiger (* 1960), deutscher Psychologe und Autor
- Reinhardt, Rudolf (1902–1976), deutscher Zivilrechtswissenschaftler
- Reinhardt, Rudolf (1928–2007), deutscher römisch-katholischer Theologe, Kirchenhistoriker und Hochschullehrer
- Reinhardt, Rudolf (1928–2021), deutscher Schauspieler
- Reinhardt, Ruth (* 1988), deutsche Dirigentin
- Reinhardt, Schnuckenack (1921–2006), deutscher Jazzmusiker (Geiger), Komponist und InterpretSchnuckenack Reinhardt (1921–2006)

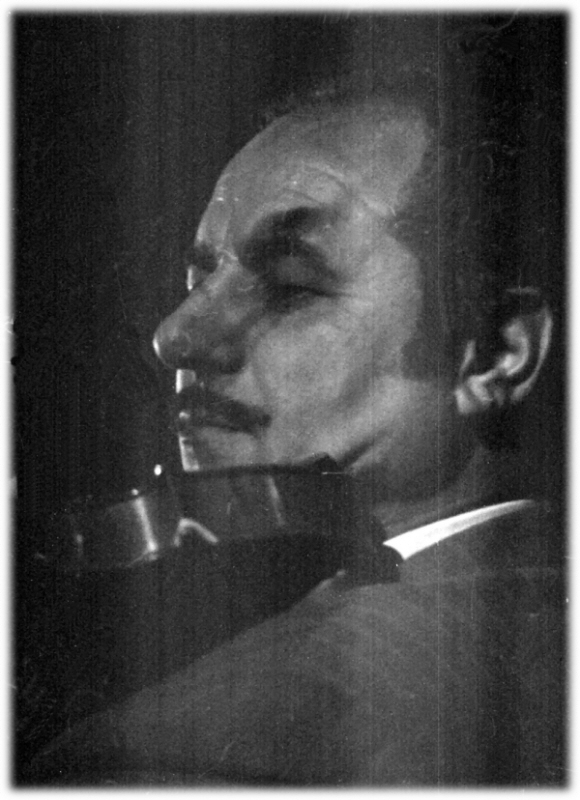
Schnuckenack Reinhardt (1921–2006)

- Reinhardt, Sebastian Carl Christoph (1738–1827), deutscher Landschaftsmaler
- Reinhardt, Sibylle (* 1941), deutsche Politikdidaktikerin
- Reinhardt, Stephan (* 1940), deutscher Literaturkritiker und Essayist
- Reinhardt, Stephan (* 1966), Schweizer Rechtsanwalt
- Reinhardt, Sybille (* 1957), deutsche Ruderin
- Reinhardt, Ted († 2015), US-amerikanischer Schlagzeuger
- Reinhardt, Theo (* 1990), deutscher Radrennfahrer
- Reinhardt, Thilo (* 1966), deutscher Opernregisseur
- Reinhardt, Thomas (* 1956), deutscher Journalist, Sachbuchautor und Fotograf
- Reinhardt, Thomas (1958–2019), deutscher Verwaltungsjurist, Politiker (CDU) und Landrat des Landkreises Heidenheim
- Reinhardt, Thomas (* 1964), deutscher Ethnologe
- Reinhardt, Tobias (* 1971), deutscher klassischer Philologe
- Reinhardt, Udo (* 1942), deutscher Klassischer Philologe
- Reinhardt, Ulrich (* 1970), deutscher Zukunftswissenschaftler
- Reinhardt, Urs C. (1931–2015), Schweizer Chefredaktor und Politiker
- Reinhardt, Uta (* 1966), deutsche Malerin
- Reinhardt, Uwe E. (1937–2017), deutschamerikanischer Ökonom
- Reinhardt, Volker (* 1954), deutscher Historiker
- Reinhardt, Volker (* 1968), deutscher Bildungs- und Politikwissenschaftler
- Reinhardt, Walther (1872–1930), deutscher General der Infanterie sowie preußischer KriegsministerWalther Reinhardt (1872–1930)

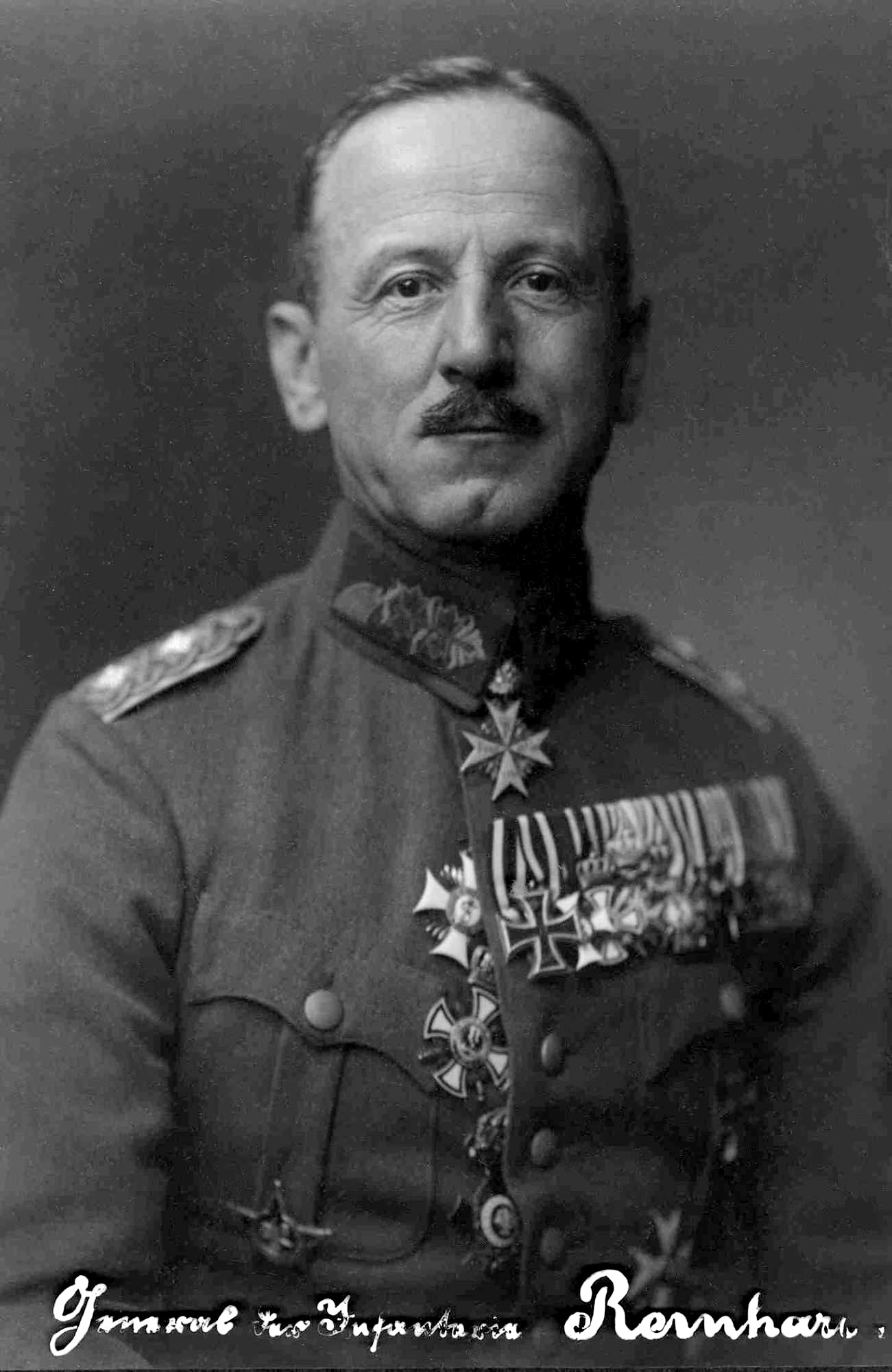
Walther Reinhardt (1872–1930)

- Reinhardt, Walther (1887–1945), deutscher Diplomat und Offizier
- Reinhardt, Wilhelm (* 1970), deutscher Basketballspieler
- Reinhardt, Wolfgang (1908–1979), österreichischer Filmproduzent und Drehbuchautor
- Reinhardt, Wolfgang (1943–2011), deutscher Leichtathlet und Olympiamedaillengewinner
- Reinhardt, Zipflo (* 1949), deutscher Musiker, Sinto-Jazzgeiger
- Reinhardt-Kiss, Ursula (* 1938), deutsche Opernsängerin (Koloratursopran)

###### Reinhart
- Reinhart, Adelberta (1917–2008), deutsche Ordensfrau, Generaloberin der Mariannhiller Missionsschwestern
- Reinhart, Alfred (1873–1935), Schweizer Unternehmer und Mäzen
- Reinhart, Andreas (* 1944), Schweizer Unternehmer und Mäzen
- Reinhart, Anna († 1538), Ehefrau von Ulrich Zwingli
- Reinhart, Anna Barbara (1730–1796), Schweizer Mathematikerin
- Reinhart, Ariane (* 1969), deutsche ManagerinAriane Reinhart (* 1969)

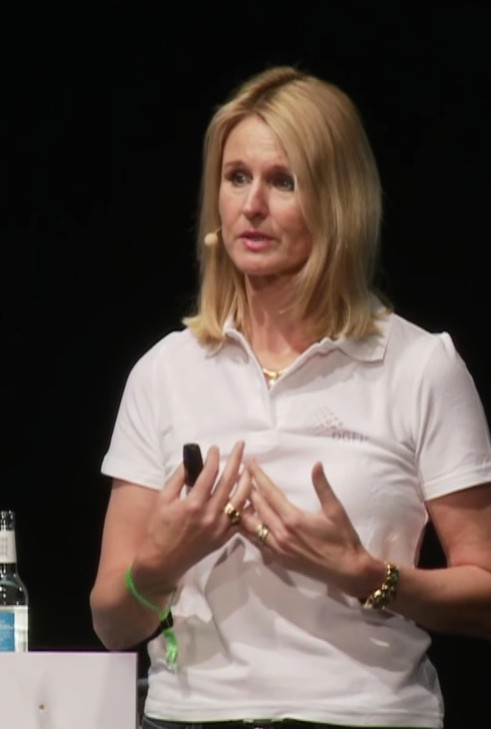
Ariane Reinhart (* 1969)

- Reinhart, August Wilhelm (1696–1770), deutscher Pastor
- Reinhart, Benjamin Franklin (1829–1885), US-amerikanischer Genremaler, Porträtmaler und Historienmaler der Düsseldorfer Schule
- Reinhart, Carl (1875–1919), österreichischer Operettensänger
- Reinhart, Carmen (* 1955), US-amerikanische Wirtschaftswissenschaftlerin
- Reinhart, Carole Dawn (* 1941), amerikanisch-österreichische Trompeterin und Hochschullehrerin
- Reinhart, Charles Stanley (1844–1896), US-amerikanischer Maler und Illustrator
- Reinhart, Christine (* 1955), deutsche Moderatorin und Schauspielerin
- Reinhart, Fabio (* 1942), Schweizer Architekt
- Reinhart, Friedrich (1871–1943), deutscher Bankier und Politiker (NSDAP)
- Reinhart, Georg (1877–1955), Schweizer Kaufmann, Kunstsammler und Mäzen
- Reinhart, Georg Christof (1838–1899), deutscher Industrieller, Kommerzienrat
- Reinhart, George (1942–1997), Schweizer Filmproduzent, Verleger und Gründer des Fotomuseums Winterthur
- Reinhart, Gert (1934–2007), deutscher Jurist und Hochschullehrer
- Reinhart, Griffin (* 1994), kanadischer Eishockeyspieler
- Reinhart, Gunther (* 1956), deutscher Ingenieurwissenschaftler, Manager und Hochschullehrer sowie Mitgründer und Leiter des Fraunhofer-Instituts für Gießerei-, Composite- und Verarbeitungstechnik IGCV
- Reinhart, Haley (* 1990), amerikanische Singer-SongwriterinHaley Reinhart (* 1990)

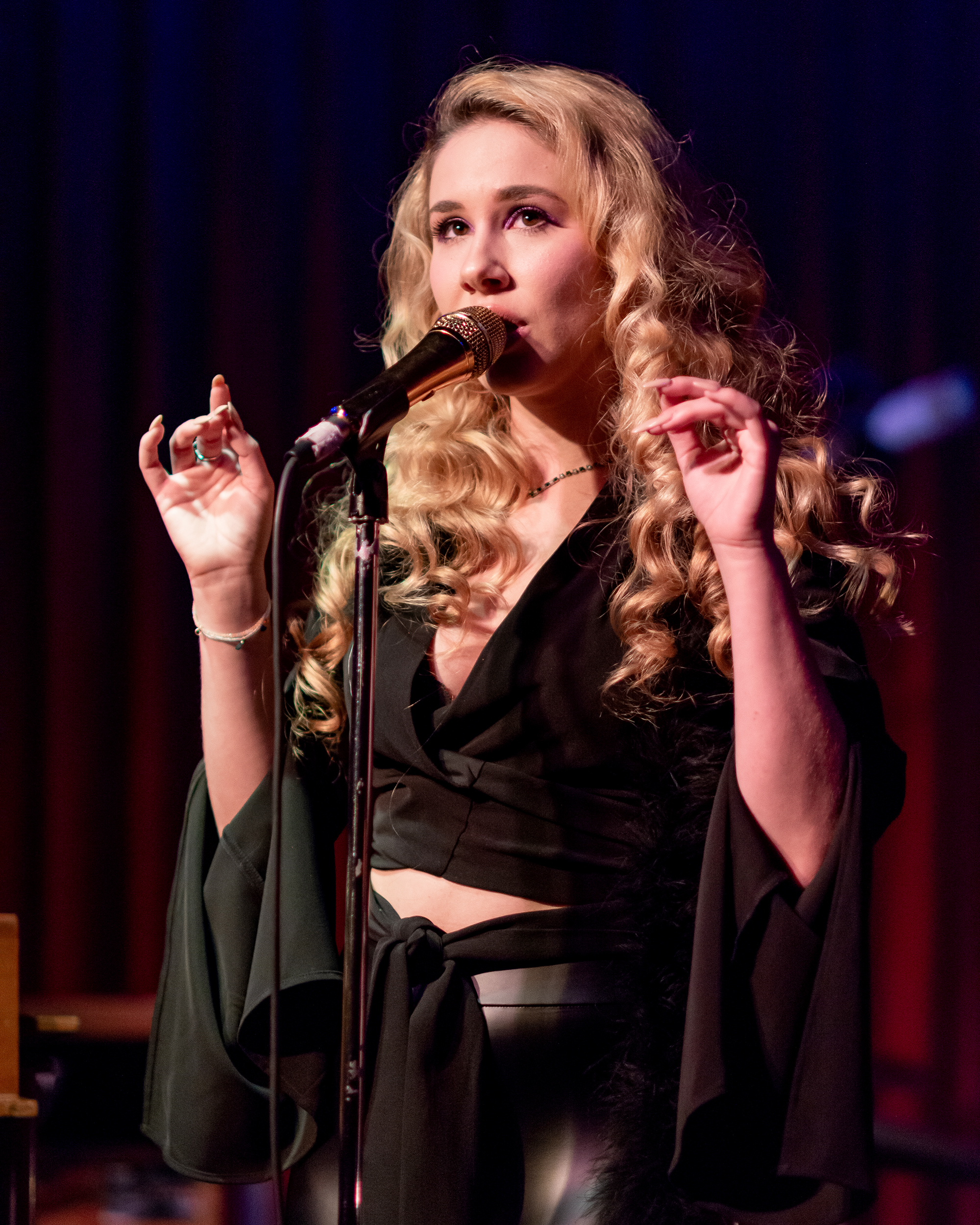
Haley Reinhart (* 1990)

- Reinhart, Hans (1880–1963), Schweizer Dichter, Übersetzer und Mäzen
- Reinhart, Hans der Ältere († 1581), Medailleur
- Reinhart, Heinrich (1829–1914), österreichischer Maler
- Reinhart, Heinrich (1844–1927), Schweizer Maler
- Reinhart, Heinrich (1927–2013), österreichischer Mediziner, Schriftsteller und Heimatforscher
- Reinhart, Hugo (1884–1952), deutscher Journalist
- Reinhart, Johann Christian (1761–1847), deutscher Maler, Zeichner und Radierer
- Reinhart, Josef (1875–1957), Schweizer Volksschriftsteller
- Reinhart, Josef Alois (1899–1977), deutscher Politiker (NSDAP), MdR
- Reinhart, Karl (1930–2007), österreichischer Politiker (SPÖ), Abgeordneter zum Nationalrat
- Reinhart, Konrad (* 1947), deutscher Anästhesist und Intensivmediziner
- Reinhart, Lea (1877–1970), österreichische Malerin
- Reinhart, Lili (* 1996), US-amerikanische SchauspielerinLili Reinhart (* 1996)

Lili Reinhart (* 1996)

- Reinhart, Martina (* 1972), österreichische Künstlerin
- Reinhart, Max (1924–2016), deutscher Wappenmaler, Grafiker und Heraldiker
- Reinhart, Max (* 1992), kanadischer Eishockeyspieler
- Reinhart, Nicole (1976–2000), US-amerikanische Radrennfahrerin
- Reinhart, Nikolaus (1868–1940), Jurist und Polizeidirektor
- Reinhart, Nikolaus Andreas (1809–1871), Unternehmer im Großherzogtum Hessen
- Reinhart, Nikolaus Andreas (1841–1910), deutscher Unternehmer und Politiker im Großherzogtum Hessen
- Reinhart, Oskar (1885–1965), Schweizer Kunstsammler und Mäzen
- Reinhart, Paul (1748–1824), Schweizer Freiheitskämpfer
- Reinhart, Paul (* 1960), kanadischer Eishockeyspieler
- Reinhart, Roy Herbert (1919–2005), US-amerikanischer Paläontologe und Geologe
- Reinhart, Rudolf (1897–1975), österreichischer Bildhauer
- Reinhart, Sam (* 1995), kanadischer Eishockeyspieler
- Reinhart, Sebastian (* 1985), Investigativjournalist
- Reinhart, Stanley Eric (1893–1975), US-amerikanischer General
- Reinhart, Tanya (1943–2007), israelische Linguistin und Friedensaktivistin
- Reinhart, Theodor (1849–1919), Schweizer Industrieller und Mäzen
- Reinhart, Theodor (1872–1946), Kreisrdirektor im Großherzogtum Hessen
- Reinhart, Welf (* 1995), deutscher Filmregisseur und Drehbuchautor
- Reinhart, Werner (1884–1951), Schweizer Industrieller und Mäzen
- Reinhart, Werner (* 1958), deutscher Amerikanist und Hochschullehrer
- Reinhart, Wolfgang (* 1956), deutscher Politiker (CDU), MdLWolfgang Reinhart (* 1956)

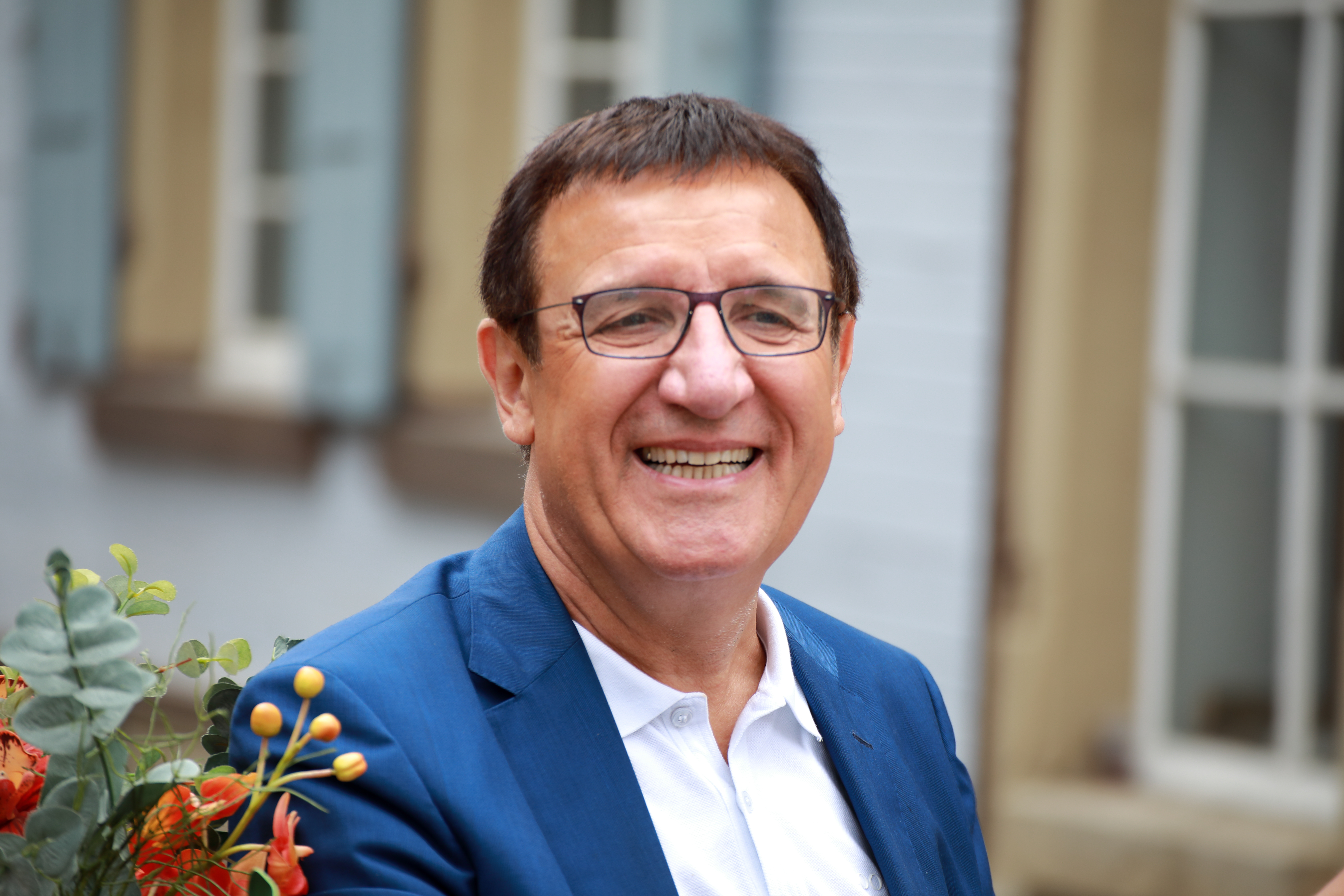
Wolfgang Reinhart (* 1956)

- Reinharth, Tobias Jakob (1684–1743), deutscher Rechtswissenschaftler und Hochschullehrer
- Reinhartz, Adele (* 1953), kanadische Theologin
- Reinhartz, Caspar (1596–1669), Hexenkommissar im Herzogtum Westfalen
- Reinhartz, Michael (1613–1688), Abt des Klosters Wedinghausen

###### Reinharz
- Reinharz, Jehuda (* 1944), US-amerikanischer Historiker des Judentums
- Reinharz, Shulamit (* 1946), US-amerikanische Soziologin

#### Reinhe
- Reinheart, Alice (1910–1993), US-amerikanische Schauspielerin
- Reinheckel, Karl, erzgebirgischer Mundartdichter
- Reinheimer, Johann Peter (1800–1875), Landtagsabgeordneter Großherzogtum Hessen
- Reinheimer, Sophie (1874–1935), deutsche Kinder- und Jugendliteraturschriftstellerin
- Reinheimer, Ursula Magdalena (1777–1845), deutsche Malerin
- Reinher della Torre († 1209), Bischof von Chur
- Reinher von Paderborn, deutscher Magister, Dekan des Paderborner Domkapitels, Computist
- Reinhertz, Carl (1859–1906), deutscher Geodät
- Reinherz, Konrad (1835–1892), deutscher Landschaftsmaler

#### Reinhi
- Reinhild von Riesenbeck, Heilige und Märtyrin

#### Reinho
- Reinhold Zeller († 1355), Propst des Klosterstifts Berchtesgaden (1351–1355)
- Reinhold, Albert (1805–1850), deutscher Dichter
- Reinhold, Anna (* 1984), französische Opernsängerin (Mezzosopran)
- Reinhold, Annelies (1917–2007), deutsche Schauspielerin
- Reinhold, Babette (1863–1940), deutsch-österreichische Theater- und Filmschauspielerin
- Reinhold, Bernhard (1824–1892), deutscher Maler
- Reinhold, Bruno (1891–1973), deutscher Maler und Grafiker
- Reinhold, Carl Leonhard (1757–1823), österreichischer Philosoph und Autor der deutschen AufklärungCarl Leonhard Reinhold (1757–1823)

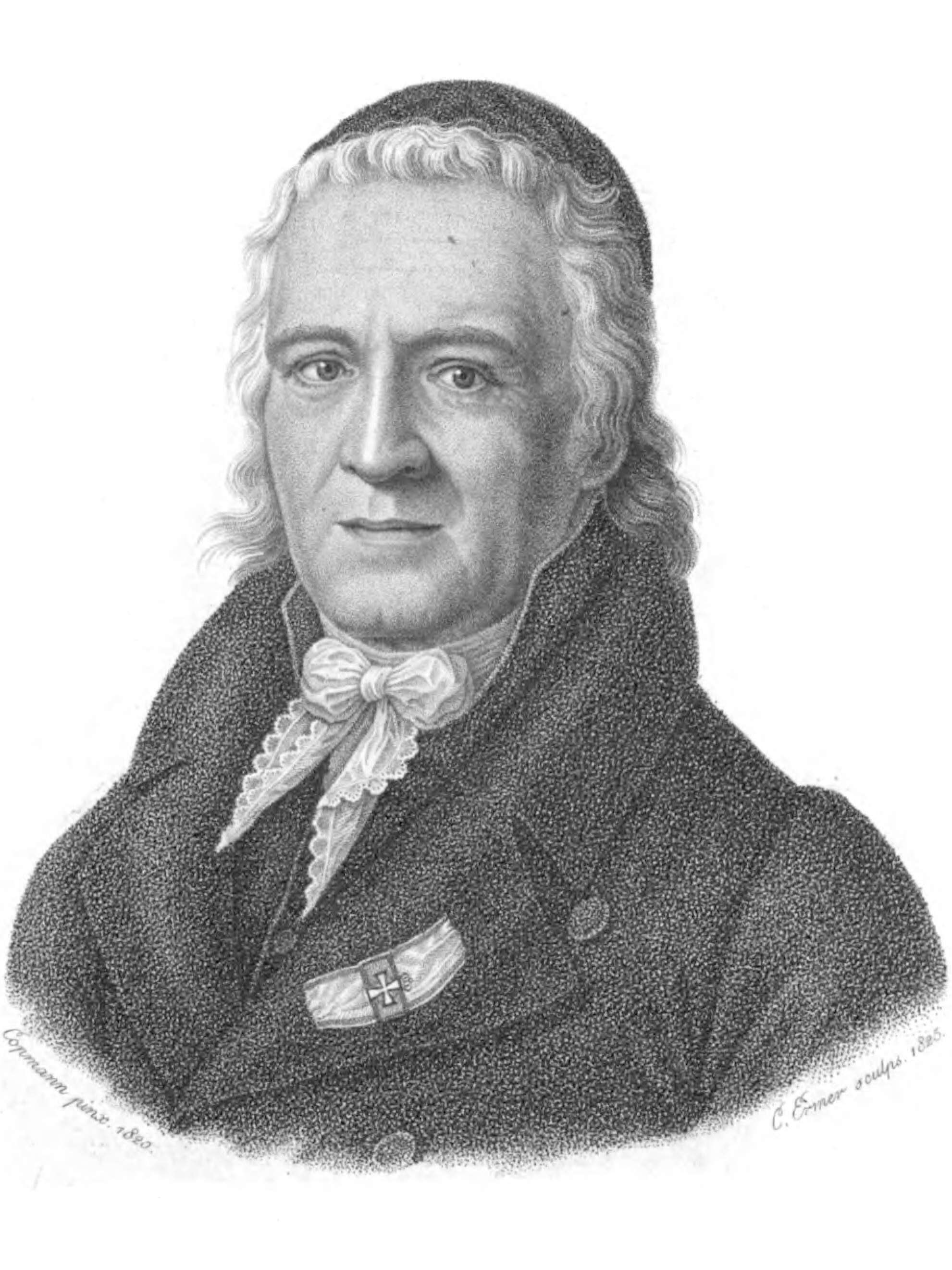
Carl Leonhard Reinhold (1757–1823)

- Reinhold, Christian Ludolph († 1791), deutscher Zeichner und Kupferstecher, Mathematiker, Physiker und Lehrer
- Reinhold, Eduard (1836–1900), deutscher Unternehmer und Politiker (NLP), MdL (Königreich Sachsen)
- Reinhold, Erasmus (1511–1553), deutscher Astronom und Mathematiker
- Reinhold, Ernst (* 1935), deutscher Filmschauspieler und Maler
- Reinhold, Ernst Christian Gottlieb Jens (1793–1855), deutscher Philosoph
- Reinhold, Frank (1953–2013), deutscher Dialekt- und Heimatforscher
- Reinhold, Franz Xaver (1816–1893), österreichischer Veduten- und Landschaftsmaler
- Reinhold, Friedrich (1793–1858), deutscher Jurist, Mitglied der Mecklenburgischen Abgeordnetenversammlung (1848/49)
- Reinhold, Friedrich (1814–1881), österreichischer Landschaftsmaler
- Reinhold, Friedrich Gottlieb (1801–1878), Danziger Kaufmann, Reeder und Konsul der Hansestadt Hamburg in Danzig
- Reinhold, Friedrich Ludwig (1766–1832), deutscher evangelisch-lutherischer Geistlicher und Pädagoge
- Reinhold, Friedrich Philipp (1779–1840), österreichischer Maler, Radierer und Lithograph
- Reinhold, Friedrun (* 1962), deutscher Fotograf, Dozent und Autor
- Reinhold, Georg (1861–1951), österreichischer Katholischer Theologe und Hochschullehrer
- Reinhold, Gerhard (1895–1963), deutscher Forstwissenschaftler
- Reinhold, Gustav (1798–1849), deutscher Maler
- Reinhold, Hagen (* 1978), deutscher Politiker (FDP), MdBHagen Reinhold (* 1978)

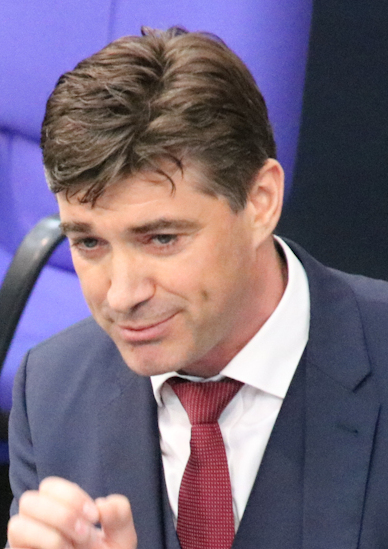
Hagen Reinhold (* 1978)

- Reinhold, Hans Ansgar (1897–1968), deutscher katholischer Priester
- Reinhold, Heinrich (1788–1825), deutscher Maler und Kupferstecher
- Reinhold, Heinrich (1848–1928), deutscher Parlamentarier und Gutsbesitzer im Fürstentum Reuß älterer Linie
- Reinhold, Heinrich (1862–1927), deutscher Mediziner, Chefarzt und Leiter des ersten städtischen Krankenhauses in Hannover
- Reinhold, Heinz (1910–2012), deutscher Anglist und Hochschullehrer
- Reinhold, Henry Theodore († 1751), deutscher Sänger der Stimmlage Bass
- Reinhold, Hermann (1893–1940), deutscher Chemiker
- Reinhold, Hugo (1854–1935), österreichischer Komponist und Pianist
- Reinhold, Jacob Heinrich (1723–1789), kursächsischer Oberamtmann
- Reinhold, Johann Christoph Leopold (1769–1809), deutscher Mediziner, Physiker und Hochschullehrer
- Reinhold, Johann Friedrich Leberecht (1744–1807), deutscher Porträt- und Genremaler
- Reinhold, Johann Gotthard (1771–1838), niederländischer Autor, Diplomat und Außenminister
- Reinhold, Johannes (1897–1971), deutscher Gemüsebauwissenschaftler
- Reinhold, Jost (* 1929), deutscher Unternehmer und Stifter
- Reinhold, Judge (* 1957), US-amerikanischer SchauspielerJudge Reinhold (* 1957)

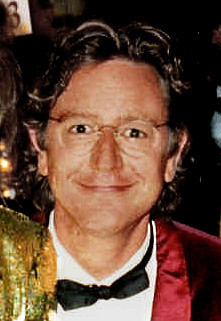
Judge Reinhold (* 1957)

- Reinhold, Karl (1820–1887), österreichischer Maler und Lithograph
- Reinhold, Karl Theodor (1849–1901), deutscher Politiker (NLP) und Staatswissenschaftler, MdR
- Reinhold, Kurt (* 1922), deutscher Fußballspieler
- Reinhold, Lena (* 1982), deutsche Schauspielerin
- Reinhold, Ludwig (1831–1932), deutscher Gutsbesitzer und Politiker
- Reinhold, Mark, Chef der Entwicklungsabteilung der Java Standard Edition bei Oracle
- Reinhold, Meyer (1909–2002), US-amerikanischer Althistoriker
- Reinhold, Olaf (* 1960), deutscher Fußballspieler
- Reinhold, Otto (1899–1965), deutscher Komponist und Musikpädagoge
- Reinhold, Otto (1925–2016), deutscher Wirtschaftswissenschaftler, Autor und SED-Funktionär
- Reinhold, Peter (1887–1955), deutscher Verleger und Politiker (DDP), MdR, Reichsminister
- Reinhold, Peter (1922–2004), deutscher Maler und Grafiker
- Reinhold, Riley, deutscher Technomusiker, Labelbetreiber und Musikkritiker
- Reinhold, Theodor Christlieb (1682–1755), deutscher Komponist
- Reinhold, Thomas (* 1953), österreichischer Maler
- Reinhold, Walter (1898–1982), deutscher Bildhauer
- Reinhold, Werner (1806–1863), deutscher Schriftsteller und Chronist
- Reinhold, Wolfgang (1923–2012), deutscher Offizier, zuletzt Generaloberst, Stellvertretender Minister für Nationale Verteidigung im Ministerrat der DDRWolfgang Reinhold (1923–2012)

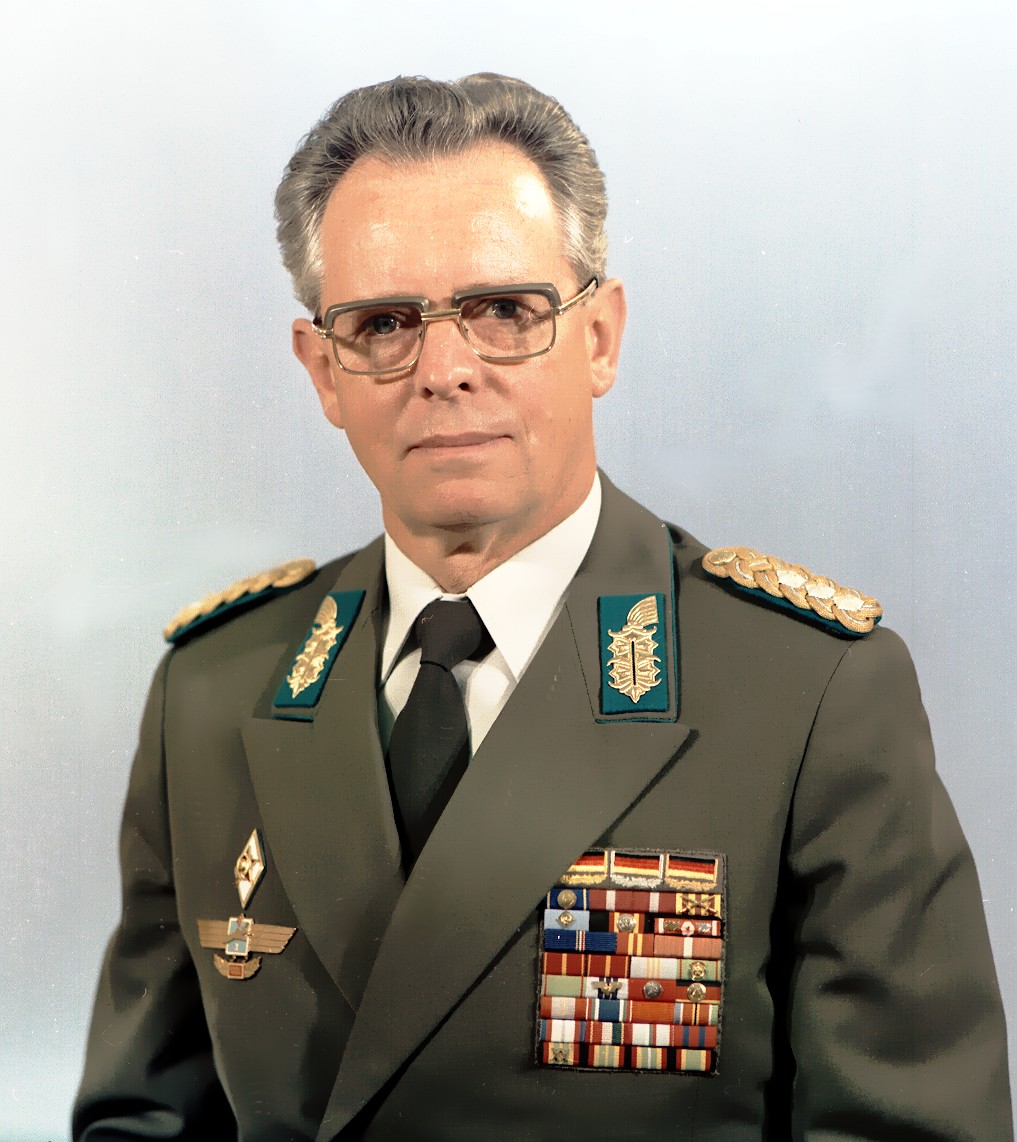
Wolfgang Reinhold (1923–2012)

- Reinholds, Andris (* 1971), lettischer Ruderer
- Reinholds, Artūrs (* 1988), lettischer Tischtennisspieler
- Reinholdt Rasmussen, Thomas (* 1972), dänischer lutherischer Geistlicher, Bischof von Aalborg
- Reinholdz, Johan (* 1980), schwedischer Gitarrist
- Reinholm, Gert (1923–2005), deutscher Tänzer, Pädagoge und Ballettdirektor
- Reinholt, Esben (* 1993), dänischer Basketballspieler
- Reinholt, Steffen (* 1966), dänischer Basketballspieler
- Reinholt, Tobias (* 1995), dänischer Basketballspieler
- Reinholtz, Manfred (1958–2020), deutsch-kanadischer Eishockeyspieler
- Reinholz, Erwin (1923–2005), deutscher Politiker (SPD), MdL
- Reinholz, Gordon (* 1979), deutscher Neonazi
- Reinholz, Hanns (1904–1962), deutscher Journalist, Nachrichtenmann und Schriftsteller
- Reinholz, Heidi (* 1959), deutsche Physikerin und Hochschullehrerin
- Reinholz, Hermann (1924–1967), deutscher Jurist und Politiker (CDU), MdB
- Reinholz, Jürgen (* 1954), deutscher Politiker (CDU), MdL, Wirtschaftsminister des Freistaats Thüringen
- Reinholz, Wolfgang (1911–1995), deutscher SS-Führer

#### Reinhu
- Reinhusen, Heinrich, während der Wullenwever-Zeit Ratsherr der Hansestadt Lübeck

### Reini
- Reini, Aarne (1906–1974), finnischer Ringer
- Reini, Antti (* 1964), finnischer Schauspieler
- Reinick, Heinrich Alfred (1836–1907), preußischer Verwaltungsbeamter
- Reinick, Robert (1805–1852), deutscher Maler und Dichter
- Reinicke, Andreas (* 1955), deutscher DiplomatAndreas Reinicke (* 1955)

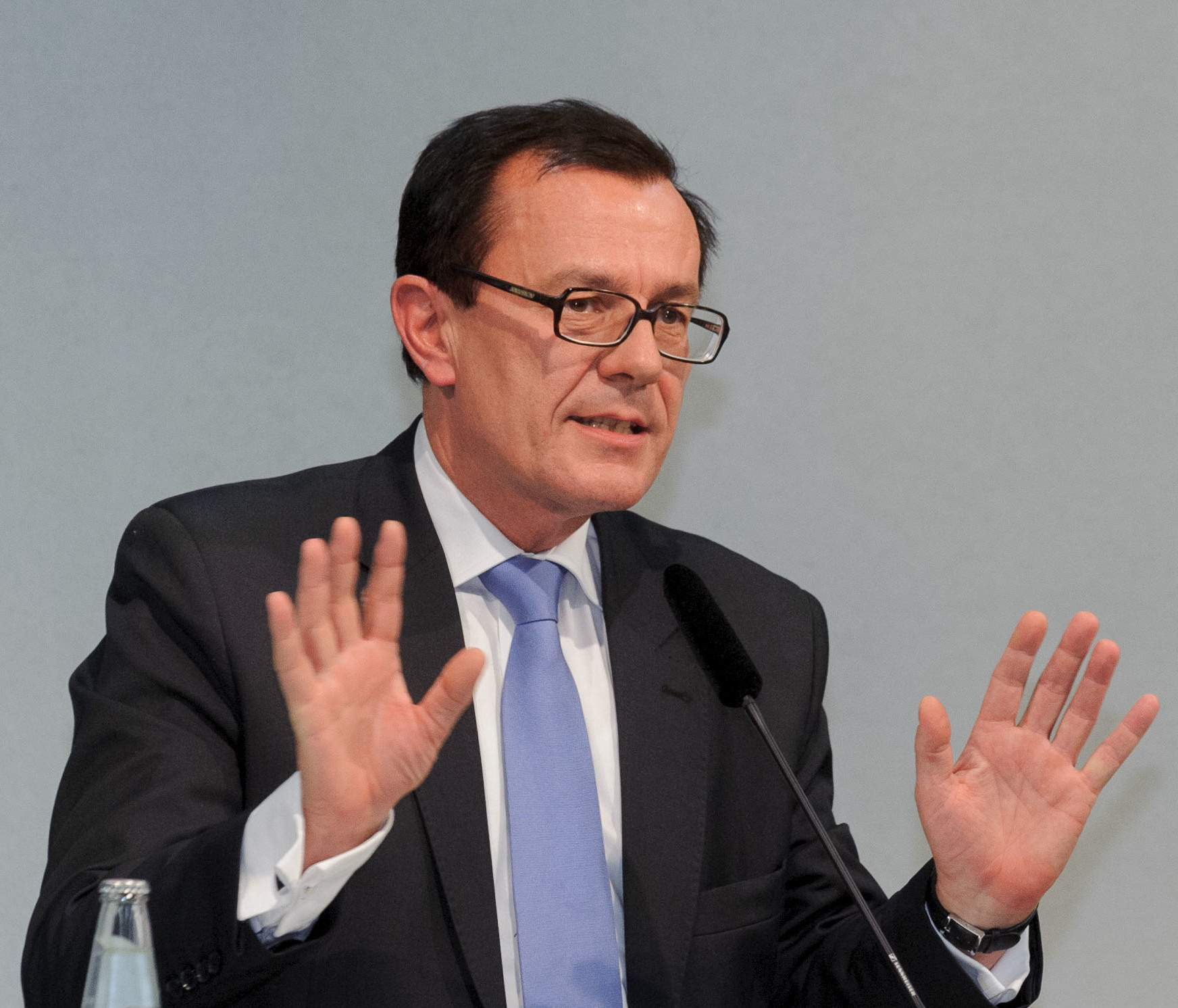
Andreas Reinicke (* 1955)

- Reinicke, Anna (1903–1945), deutsche Arbeiterin und Widerstandskämpferin gegen den Nationalsozialismus
- Reinicke, Bruno (1844–1926), deutscher Unternehmer
- Reinicke, Dietrich (1912–2004), deutscher Ministerialbeamter und Bundesrichter
- Reinicke, Fritz (1879–1967), deutscher Politiker
- Reinicke, Gerhard (* 1929), deutscher Fußballspieler
- Reinicke, Hans († 1538), Hüttenmeister in Mansfeld, Freund Luthers
- Reinicke, Hansjürgen (1902–1978), deutscher Kapitän zur See der Kriegsmarine
- Reinicke, Helmut (1941–2018), deutscher Soziologe und Philosoph
- Reinicke, Hermann (1870–1945), deutscher Offizier, zuletzt General der Infanterie
- Reinicke, Leopold Carl (1774–1820), deutscher Komponist, Violinist, Fagottist und Dirigent
- Reinicke, Peter († 1518), deutscher Hüttenmeister, Bergvogt und Ratsherr in Mansfeld
- Reinicke, Peter (* 1938), deutscher Sozialarbeitswissenschaftler
- Reinicke, René (1860–1926), deutscher Maler und Illustrator
- Reinicke, Rolf (* 1943), deutscher Geologe, Buchautor und Landschaftsfotograf
- Reinicke, Rudolf (1870–1939), deutscher Architekt
- Reinicke, Rudolf von (1820–1886), preußischer Generalmajor, Kommandeur der 25. Infanterie-Brigade
- Reinicke, Siegward (1944–2018), deutscher Fußballspieler
- Reinier (* 2002), brasilianischer FußballspielerReinier (* 2002)

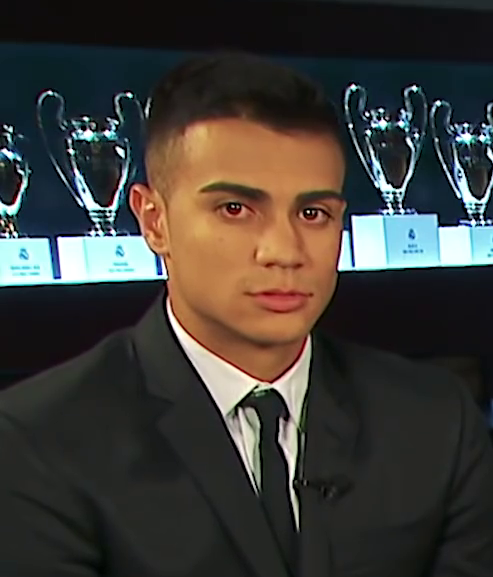
Reinier (* 2002)

- Reinig, Aaron (* 1996), deutsch-US-amerikanischer Eishockeyspieler
- Reinig, Albert (* 1950), deutscher Journalist und Autor
- Reinig, Christa (1926–2008), deutsche Schriftstellerin
- Reinig, Dale (* 1964), deutsch-US-amerikanischer Eishockeyspieler
- Reinig, Gaston (* 1956), luxemburgischer Offizier, erster General Luxemburgs
- Reinig, Gunter (* 1944), deutscher Automatisierungsingenieur, Professor für Prozesssteuerung und Industriemanager
- Reinige, Georg (1798–1878), Landtagsabgeordneter Waldeck
- Reiniger, Emil (1792–1849), Arzt, Mediziner und Dichter
- Reiniger, Ernst Otto (1841–1873), deutscher Landschaftsmaler
- Reiniger, Erwin Moritz (1854–1909), deutscher Mechaniker und Mitbegründer des Unternehmens Reiniger, Gebbert & Schall in Erlangen
- Reiniger, Gustav (1835–1903), deutscher Zigarrenfabrikant und Politiker, MdR
- Reiniger, Karl (1910–1995), Schweizer Geher
- Reiniger, Lotte (1899–1981), deutsche Künstlerin, Scherenschneiderin, Silhouetten-Animationsfilmerin, Buchillustratorin
- Reiniger, Otto (1863–1909), deutscher Landschaftsmaler des Impressionismus
- Reiniger, Rike (* 1966), deutsche Dramatikerin, Schriftstellerin und Regisseurin
- Reiniger, Scott H. (* 1948), US-amerikanischer Regisseur und Schauspieler
- Reiniger, Wolfgang (* 1944), deutscher Politiker (CDU), Oberbürgermeister von Essen (1999–2009)
- Reinikainen, Hannah (* 1992), schwedische Filmregisseurin
- Reinikainen, Janne (* 1969), finnischer Schauspieler, Drehbuchautor und Regisseur
- Reinikka, Aulis (1915–1998), finnischer Zehnkämpfer und Stabhochspringer
- Reinikka, Ilmari (1906–1978), finnischer Hochspringer und Speerwerfer
- Reiniks, Lauris (* 1979), lettischer Sänger, Komponist, Schauspieler und Showmaster
- Reining, Heinrich (1885–1961), deutscher Ingenieur und Unternehmer
- Reining, Lucia (* 1961), deutsche theoretische Spektroskopikerin
- Reining, Maria (1903–1991), österreichische Opernsängerin (Sopran)
- Reininger, Bernhard (* 1965), österreichischer Schauspieler
- Reininger, Jana (* 1992), österreichische Journalistin und Soziologin
- Reininger, Karl (1852–1911), österreichischer Unternehmer und Politiker, Mitglied des Österreichischen Abgeordnetenhauses
- Reininger, Robert (1869–1955), österreichischer Philosoph
- Reininghaus, Abi von (* 1959), deutscher Gitarrist, Musikpädagoge, Komponist, Dozent, Kolumnen- und Lehrbuchautor
- Reininghaus, Antonia (1954–2006), österreichische Schauspielerin
- Reininghaus, Carl (1857–1929), österreichischer Großindustrieller und Kunstsammler
- Reininghaus, Eberhard (1890–1950), österreichischer Versicherungsmanager
- Reininghaus, Frieder (* 1949), deutscher Musikpublizist und Kulturkorrespondent
- Reininghaus, Johann Peter von (1818–1901), österreichischer Industrieller und Bierbrauer
- Reininghaus, Peter (1896–1973), österreichischer Unternehmer
- Reininghaus, Wilfried (* 1950), deutscher Archivar und Historiker
- Reinink, Johanna (* 1974), deutsche Volleyball-Nationalspielerin
- Reinirkens, Leonhard (1924–2008), deutscher Schriftsteller und Autor
- Reinisch, Anton (1763–1797), Sensenschmied in Volders und Sturmhauptmann der Rettenberger Schützen
- Reinisch, August (* 1965), österreichischer Rechtswissenschaftler
- Reinisch, Franz (1903–1942), österreichischer katholischer Geistlicher, Pallottiner, Mitglied der Schönstattbewegung, NS-OpferFranz Reinisch (1903–1942)

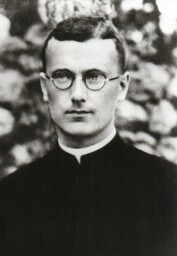
Franz Reinisch (1903–1942)

- Reinisch, Gerhard (* 1936), deutscher Maler und Grafiker
- Reinisch, Holger (* 1948), deutscher Wirtschaftspädagoge
- Reinisch, Karl (1921–2007), deutscher Regelungstechniker
- Reinisch, Leo (1832–1919), österreichischer Ägyptologe
- Reinisch, Leonhard (1924–2001), deutscher Journalist und Autor
- Reinisch, Paula (* 1998), deutsche Volleyballspielerin
- Reinisch, Rainer (* 1933), österreichischer Architekt, Autor und Objektkünstler
- Reinisch, Rica (* 1965), deutsche Schwimmerin
- Reinisch, Robert (1884–1957), deutscher Politiker (Handwerkerbund), MdL
- Reinisch, Werner (* 1930), deutscher expressionistischer Maler
- Reinisch-Zielinski, Ricarda (* 1954), österreichische Psychologin, Journalistin, Gesundheitsredakteurin und Fernsehmoderatorin
- Reinitz, Maximilian (1872–1935), österreichischer Maler
- Reinitzer, Alois (1865–1917), österreich-ungarischer Bildhauer
- Reinitzer, Friedrich (1857–1927), österreichischer Botaniker und Chemiker; Entdecker des flüssigkristallinen Zustandes
- Reinitzer, Heimo (* 1943), österreichischer Germanist, Präsident der Akademie der Wissenschaften in Hamburg
- Reinitzer, Sigrid (* 1941), österreichische Bibliothekarin, Direktorin der Universitätsbibliothek Graz
- Reinitzhuber, Friedrich (1910–2001), österreichischer Bauingenieur (Stahlbau)

### Reink
- Reinke, Alwin (1877–1949), deutscher Rechtsanwalt, Lokalpolitiker und Schriftsteller
- Reinke, Andreas (* 1957), deutscher Historiker
- Reinke, Andreas (* 1962), deutscher Ruderer
- Reinke, Andreas (* 1963), deutscher Fußballspieler und -trainer
- Reinke, Andreas (* 1969), deutscher FußballtorhüterAndreas Reinke (* 1969)

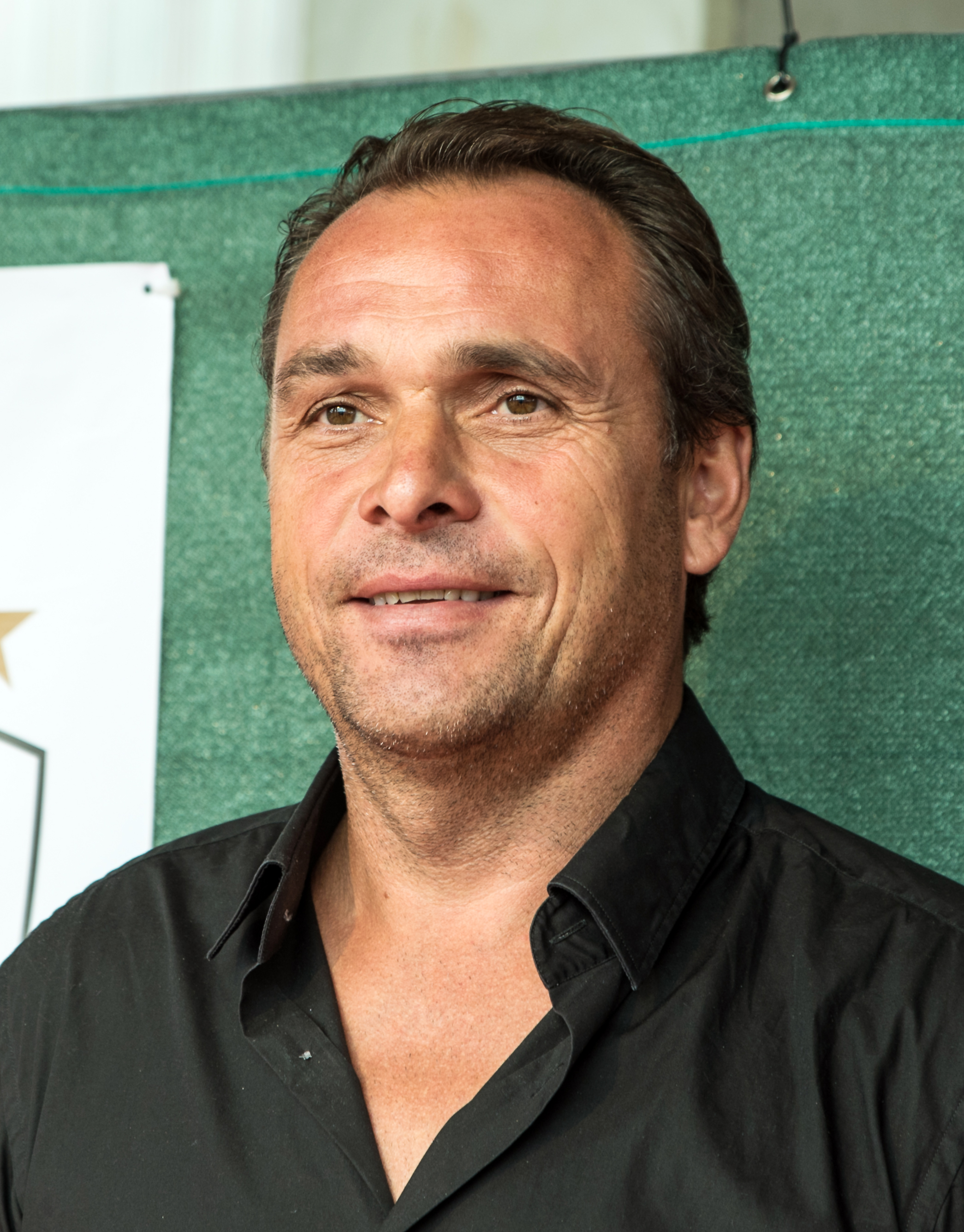
Andreas Reinke (* 1969)

- Reinke, Elisabeth (1882–1981), deutsche Schriftstellerin und Lokalpolitikerin
- Reinke, Elke (* 1958), deutsche Politikerin (Die Linke), MdB
- Reinke, Ellen (1942–2025), deutsche Sozialwissenschaftlerin, Psychoanalytikerin und Psychologin
- Reinke, Emil, deutscher Fußballspieler
- Reinke, Emil (* 1990), deutscher SchauspielerEmil Reinke (* 1990)

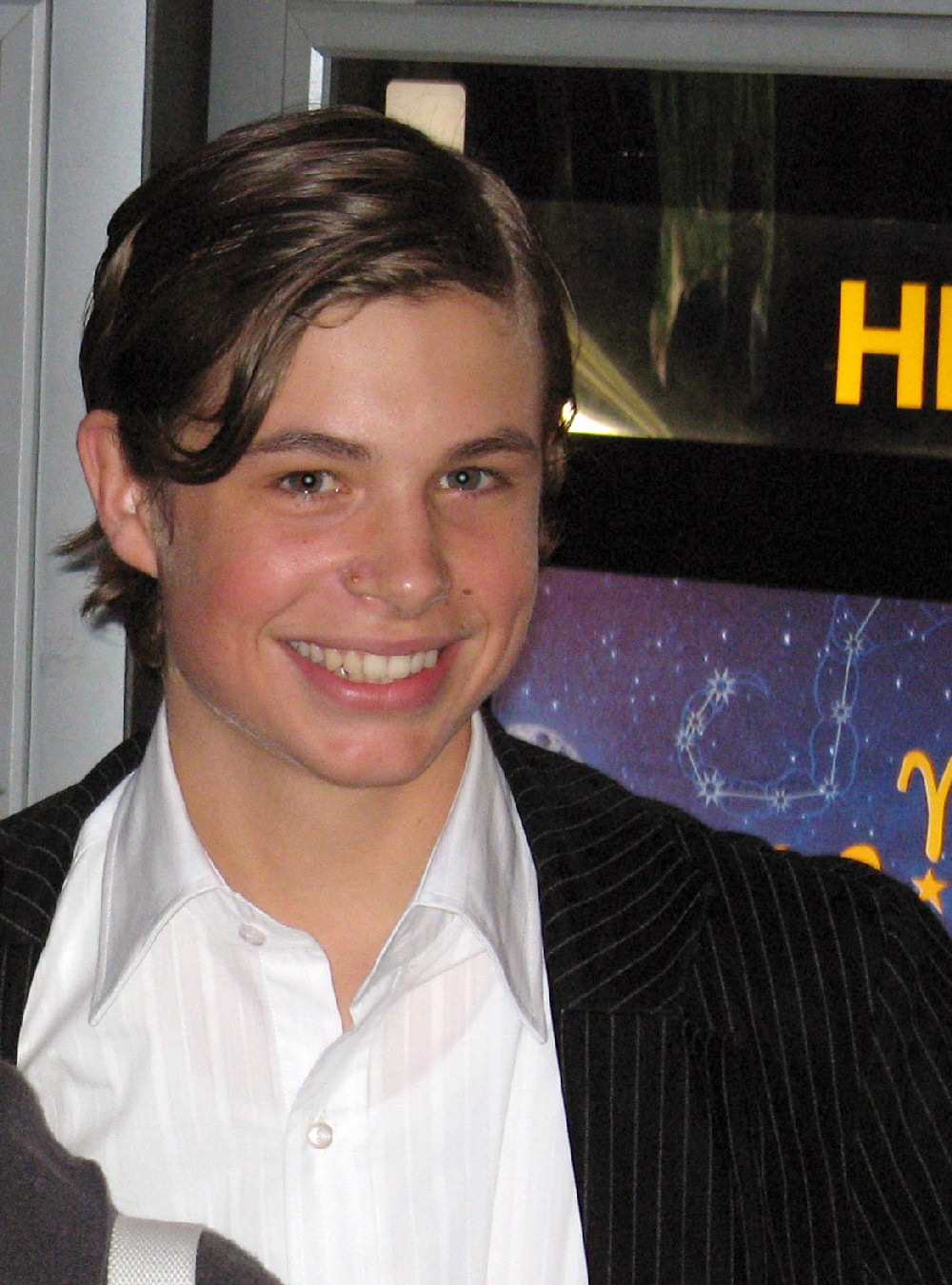
Emil Reinke (* 1990)

- Reinke, Ernst (1891–1943), deutscher Politiker (KPD), MdR
- Reinke, Friedrich (1862–1919), deutscher Mediziner, Anatom, Pathologe, Hochschullehrer
- Reinke, Georg (1907–1965), deutscher Politiker (SPD), MdA
- Reinke, Gerd (* 1941), deutscher Kontrabassspieler und -lehrer
- Reinke, Günter (* 1946), deutscher Fußballspieler und -trainer
- Reinke, Helmut (1897–1969), deutscher Politiker (NSDAP), MdR, MdHB
- Reinke, Johann Theodor (1749–1825), deutscher Ingenieur
- Reinke, Johannes (1849–1931), deutscher Botaniker und vitalistischer Philosoph
- Reinke, Joost (* 1965), deutscher Kommunalpolitiker
- Reinke, Karoline (* 1981), deutsche Schauspielerin und Musikerin
- Reinke, Kurt (1933–2000), deutscher Yachtkonstrukteur und Sachbuchautor
- Reinke, Laurenz (1797–1879), deutscher katholischer Theologe
- Reinke, Leo (1909–1978), deutscher Politiker (DP), MdL
- Reinke, Martin (* 1956), deutscher Theaterschauspieler
- Reinke, Mirko (* 1980), deutscher Eishockeyspieler
- Reinke, Nicholas (* 1980), deutsch-britischer Schauspieler
- Reinke, Otto (1852–1943), deutscher Chemiker und Hochschullehrer
- Reinke, Stephan (* 1975), deutscher Kirchenmusiker und Musikwissenschaftler
- Reinke, Werner (* 1946), deutscher Hörfunkmoderator
- Reinke, Wilhelm W. (* 1963), deutscher Fotograf und Loriot-Stimmen-Rezitator
- Reinkemeier, Tobias (* 1987), deutscher Pokerspieler
- Reinken, Dieter (* 1952), deutscher Gewerkschafter, Landespolitiker (SPD), MdBB
- Reinken, Johann Daniel von (1866–1929), deutscher Richter und Senatspräsident des Hanseatischen Oberlandesgerichts
- Reinken, Liselotte von (1911–2005), deutsche Historikerin
- Reinken, Lukas (* 1995), deutscher Politiker (CDU)
- Reinken, Margarethe von (1877–1962), deutsche Malerin
- Reinkens, Joseph Hubert (1821–1896), deutscher Hochschullehrer und römisch-katholischer Priester
- Reinker, Susanne (* 1963), deutsche Buchautorin und Übersetzerin
- Reinkind, Harald (* 1992), norwegischer HandballspielerHarald Reinkind (* 1992)

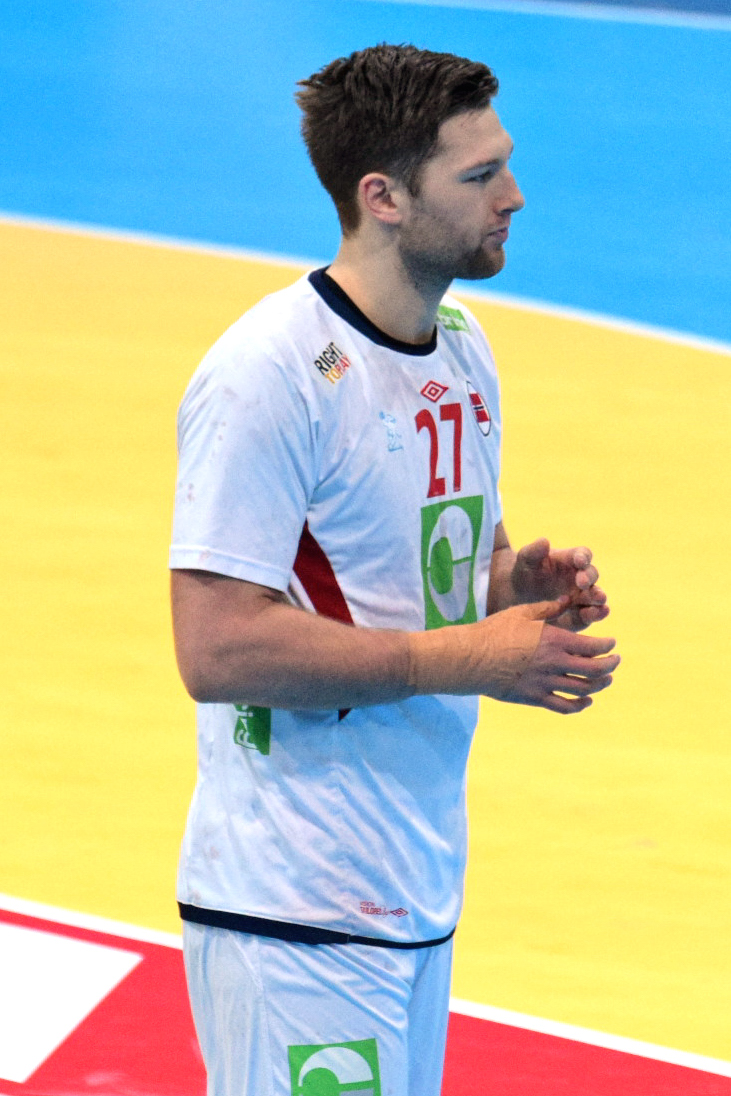
Harald Reinkind (* 1992)

- Reinkind, Marthe (* 1988), norwegische Handballspielerin und -trainerin
- Reinking, Ann (1949–2020), US-amerikanische Schauspielerin, Tänzerin, Choreografin und SängerinAnn Reinking (1949–2020)

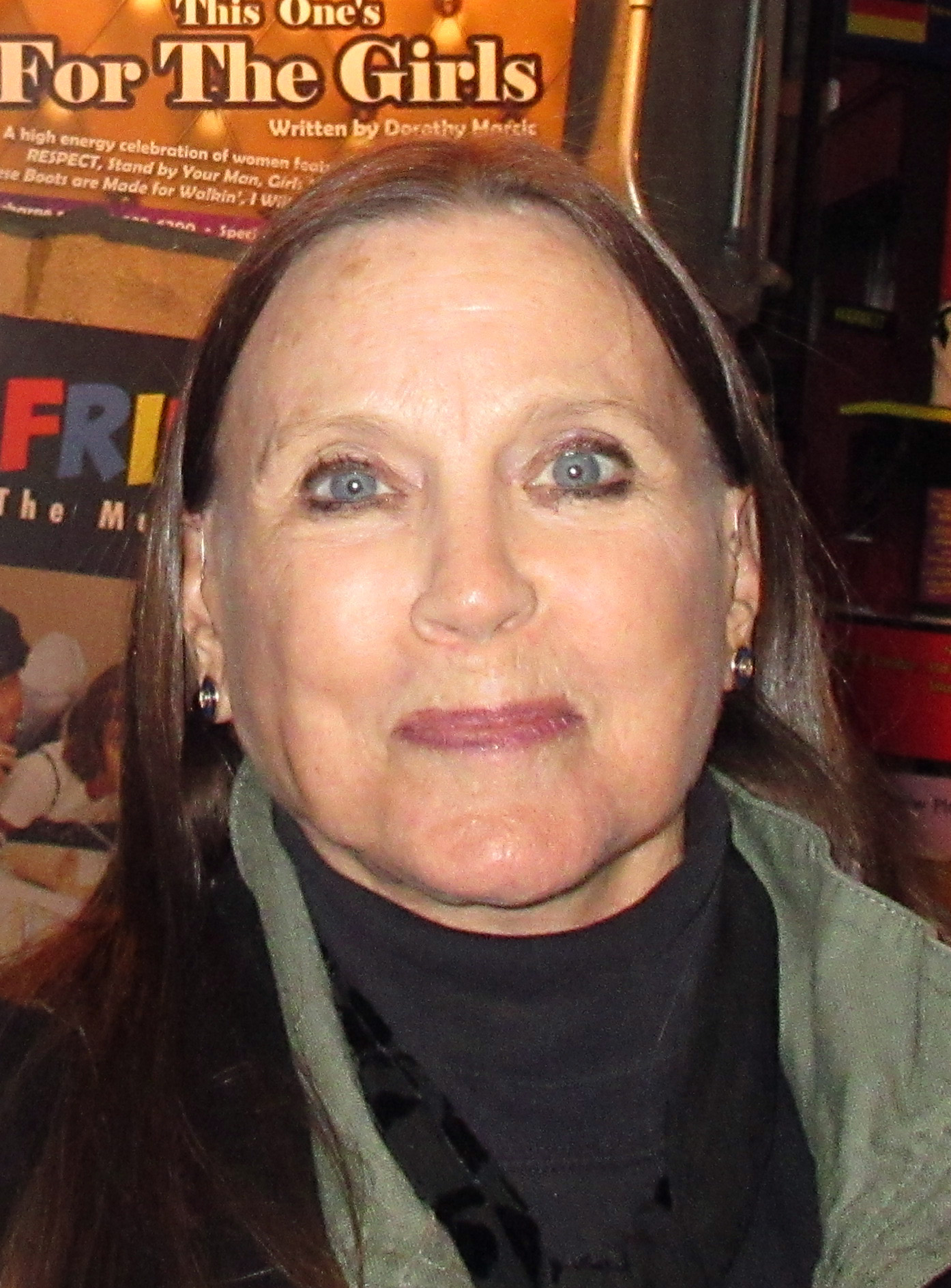
Ann Reinking (1949–2020)

- Reinking, August (1776–1819), deutscher Maler und Architekt
- Reinking, Florentinus (1698–1757), Priester und Abt des Klosters Marienfeld
- Reinking, Gabriel (* 1949), deutscher Theaterregisseur, Bühnenautor und Schauspieler
- Reinking, Jürgen (1940–2012), deutscher Lehrer, Politiker (SPD) und Landrat
- Reinking, Nate (* 1973), US-amerikanisch-britischer Basketballspieler
- Reinking, Rik (* 1976), deutscher Kunstsammler, Kunsthändler und Kurator
- Reinking, Wilhelm (1896–1985), deutscher Bühnenbildner, Theaterregisseur und Schriftsteller
- Reinkingk, Dietrich (1590–1664), deutscher Rechtsgelehrter, Politiker und Lutheraner
- Reinköster, Heinrich (1897–1967), deutscher Politiker (SPD), MdL
- Reinkowski, Maurus (* 1962), deutscher Islamwissenschaftler, Turkologe und Historiker

### Reinl
- Reinl, Dieter (* 1960), deutscher Diplomat
- Reinl, Franz Josef (1903–1977), österreichischer Komponist
- Reinl, Hans (1880–1957), österreichischer Bergsteiger und völkischer Aktivist
- Reinl, Harald (1908–1986), österreichischer Filmregisseur und DrehbuchautorHarald Reinl (1908–1986)

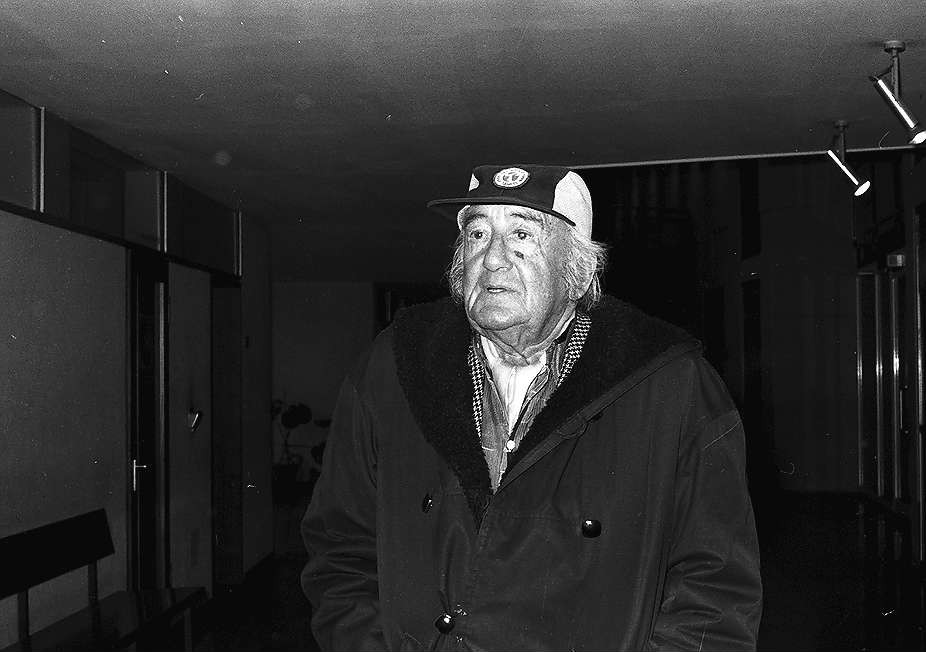
Harald Reinl (1908–1986)

- Reinl, Helmut (1922–1992), deutscher Maler und Hochschullehrer
- Reinl, Ilse (1927–2019), deutsche Keramikerin
- Reinl, Martin (* 1975), deutscher Stand-up-Comedian, Synchronsprecher, Puppenspieler, Autor und Regisseur
- Reinla, Astrid (1948–1995), estnische Schriftstellerin
- Reinländer, Wilhelm von (1829–1910), österreichischer General
- Reinle, Adolf (1920–2006), Schweizer Kunsthistoriker
- Reinle, Christine (* 1962), deutsche Historikerin
- Reinle, Heinrich (1892–1945), deutscher Jurist und Oberlandesgerichtspräsident Karlsruhe
- Reinlein, Anton († 1834), österreichischer Spieluhren-Fabrikant
- Reinlo, Otto (1899–1974), estnischer Fußballspieler

### Reinm
- Reinmann, Arthur (1901–1983), Schweizer Gewichtheber
- Reinmann, Baptist (1903–1980), deutscher Fußballspieler
- Reinmann, Gabi (* 1965), deutsche Psychologin
- Reinmann, Johann Christoph (1723–1761), deutscher Arzt und Mitglied der Leopoldina
- Reinmann, Thomas (* 1983), Schweizer Fußballspieler
- Reinmann-Hübner, Charlotte (1884–1949), deutsche Malerin und Grafikerin
- Reinmar der Alte, MinnesängerReinmar der Alte

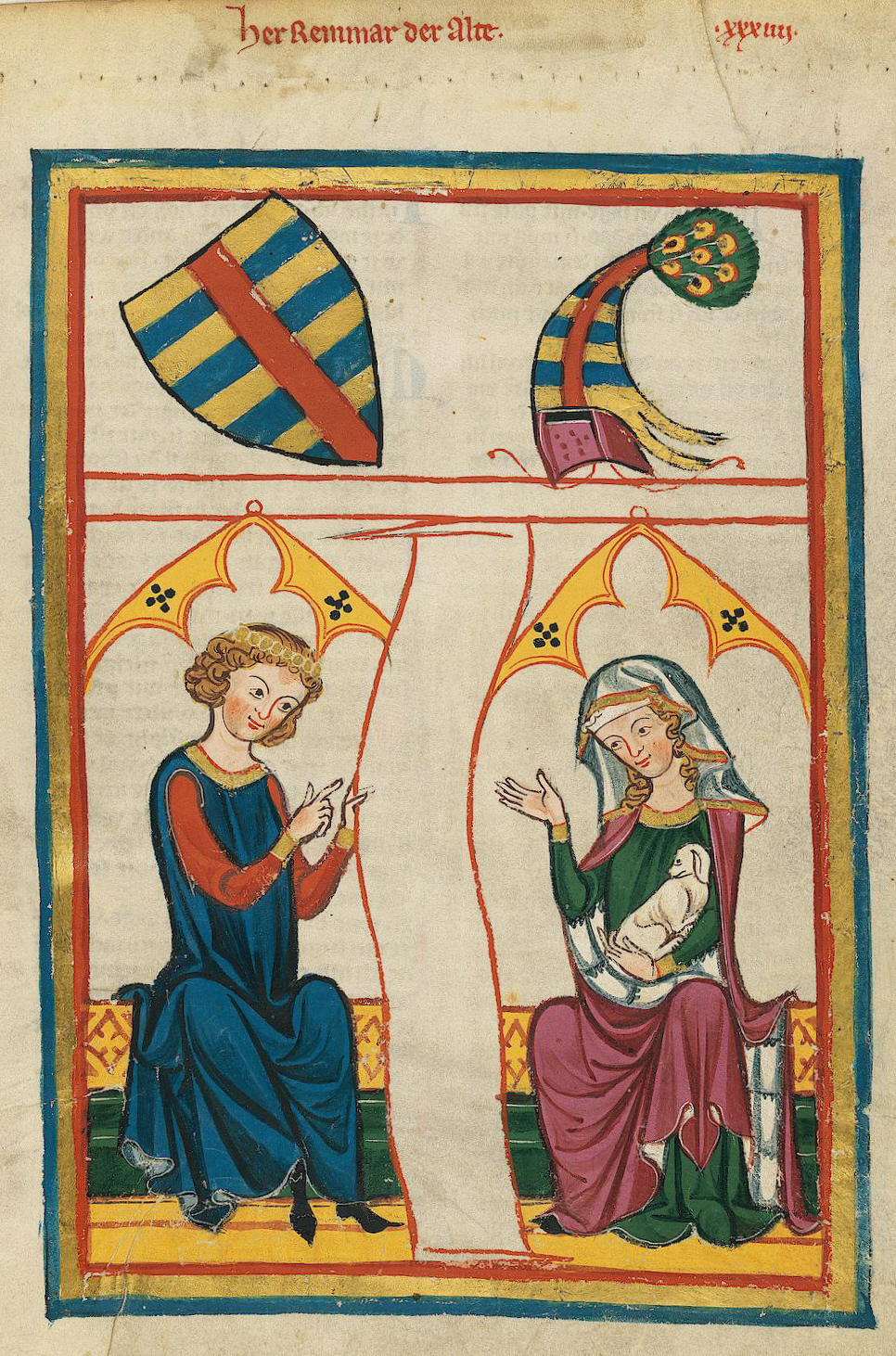
Reinmar der Alte

- Reinmar von Brennenberg († 1271), Ritter von Brennberg, Minnesänger, Ministeriale des Hochstiftes Regensburg
- Reinmar von Zweter, mittelhochdeutscher Spruchdichter
- Reinmar, Hans (1898–1961), österreichischer Opernsänger (Bariton)
- Reinmayr, Hannes (* 1969), österreichischer Fußballspieler und -trainer
- Reinmöller, Johannes (1877–1955), deutscher Kieferchirurg und Hochschullehrer
- Reinmöller, Max (1886–1977), deutscher Zahnarzt und Hochschullehrer
- Reinmuth, Eckart (* 1951), deutscher Neutestamentler
- Reinmuth, Ernst (1901–1986), deutscher Botaniker
- Reinmuth, Hermann (1902–1942), deutscher Jurist und Widerstandskämpfer gegen das NS-Regime
- Reinmuth, Karl Wilhelm (1892–1979), deutscher Astronom, der am Königstuhl Observatorium in Heidelberg tätig war
- Reinmuth, Matthias (* 1974), deutscher Maler
- Reinmuth, Oscar William (1900–1984), US-amerikanischer Epigraphiker

### Reinn
- Reinnagel, Helfried (1934–2007), deutscher Leichtathlet

### Reino
- Reino, Helen (* 1983), estnische Badmintonspielerin
- Reino, Pedro (* 1951), ecuadorianischer Schriftsteller, Historiker und Journalist
- Reinöhl, Uta (* 1986), deutsche Linguistin
- Reinold von Dithmarschen († 1164), Graf von Dithmarschen, Ertheneburg, Lübeck
- Reinold, Dominic (* 1989), deutscher Fußballspieler
- Reinold, Ferdinand (1885–1935), österreichischer Maler
- Reinold, Ignaz (1777–1848), mährischer Orgelbauer
- Reinold, Peter († 1989), deutsches Mordopfer
- Reinold, Ursula († 1989), deutsches Mordopfer
- Reinold, Wilhelm (1895–1979), deutscher Bankier
- Reinoldus, Stadtpatron der Stadt DortmundReinoldus

Reinoldus

- Reinón, Eladio (* 1963), spanischer Jazzmusiker (Saxophone, Komposition)
- Reinoso, Carlos (* 1935), chilenischer Fußballspieler
- Reinoso, Carlos (* 1945), chilenischer Fußballspieler
- Reinoso, Carlos (* 1970), mexikanischer Fußballspieler und -trainer
- Reinoso, Gerardo (* 1965), argentinischer Fußballspieler
- Reinoso, José (* 1971), uruguayischer Jazzmusiker (Piano, Arrangement, Komposition)
- Reinoso, José Antonio (1973–2014), mexikanischer Fußballspieler
- Reinoss, Dorothé (* 1966), deutsche Schauspielerin
- Reinoß, Herbert (1935–2017), deutscher Schriftsteller und Verlagslektor
- Reinowski, Edith (1910–2003), niedersächsischer Politiker (SPD)
- Reinowski, Hans (1900–1977), deutscher Politiker (SPD), Schriftsteller, Zeitungsredakteur
- Reinowski, Werner (1908–1987), deutscher Schriftsteller

### Reinp
- Reinprecht II. von Walsee († 1422), Erbtruchsess von Steiermark, Hauptmann ob der Enns, Hofmeister Herzog Albrechts V.
- Reinprecht IV. von Walsee († 1450), Hauptmann ob der Enns
- Reinprecht V. von Walsee († 1483), Hauptmann ob der Enns
- Reinprecht, Alexandra (* 1974), österreichische Opern- und Konzertsängerin (Sopran)
- Reinprecht, Franz (1886–1929), österreichischer Politiker (CSP), Landtagsabgeordneter, Mitglied des Bundesrates
- Reinprecht, Hansheinz (1925–2009), österreichischer Journalist, Pädagoge und Geschäftsführer vom SOS-Kinderdorf
- Reinprecht, Ilse (* 1953), österreichische Landespolitikerin (SPÖ), Landtagsabgeordnete
- Reinprecht, Steven (* 1976), kanadischer Eishockeyspieler und -trainer

### Reins
- Reins, Armin (* 1958), deutscher Unternehmer, Autor und Markenstratege
- Reins, Ernst (1907–1933), deutscher Maurer und Raubmörder
- Reins, Karl (1868–1919), Landtagsabgeordneter Waldeck
- Reins, Reent (* 1943), deutscher Schauspieler, Hörspiel- und Synchronsprecher
- Reinsalu, Urmas (* 1975), estnischer Politiker
- Reinsberg, Carola (* 1949), deutsche Klassische Archäologin
- Reinsberg, Christoph von, kursächsischer Beamter
- Reinsberg, Otto von (1823–1876), deutscher Historiker, Sprach- und Kulturwissenschaftler
- Reinsberg-Düringsfeld, Ida von (1815–1876), deutsche Autorin
- Reinsberger, Claus (* 1974), deutscher Sportmediziner, Hochschullehrer und Basketballtrainer
- Reinsch, Christian (1934–2022), deutscher Mathematiker
- Reinsch, Diether Roderich (* 1940), deutscher Byzantinist und Neogräzist
- Reinsch, Gabriele (* 1963), deutsche Leichtathletin und OlympiateilnehmerinGabriele Reinsch (* 1963)

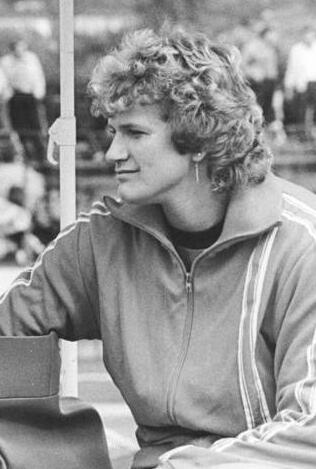
Gabriele Reinsch (* 1963)

- Reinsch, Hugo (1809–1884), bayrischer Chemiker
- Reinsch, Jonas (* 1984), deutscher Schauspieler
- Reinsch, Kurt Friedrich (1895–1927), deutscher Hydrobiologe und Konstrukteur von Mikroskopen
- Reinsch, Melanie (* 1979), deutsche Journalistin und Sprecherin des Berliner Senats
- Reinsch, Paul Samuel (1869–1923), US-amerikanischer Politikwissenschaftler und Diplomat
- Reinsch, Steffen (* 1985), deutscher Volleyballspieler
- Reinschke, Kurt (* 1940), deutscher Ingenieur
- Reinschmidt, Matthias (* 1964), deutscher Biologe und TierphysiologeMatthias Reinschmidt (* 1964)

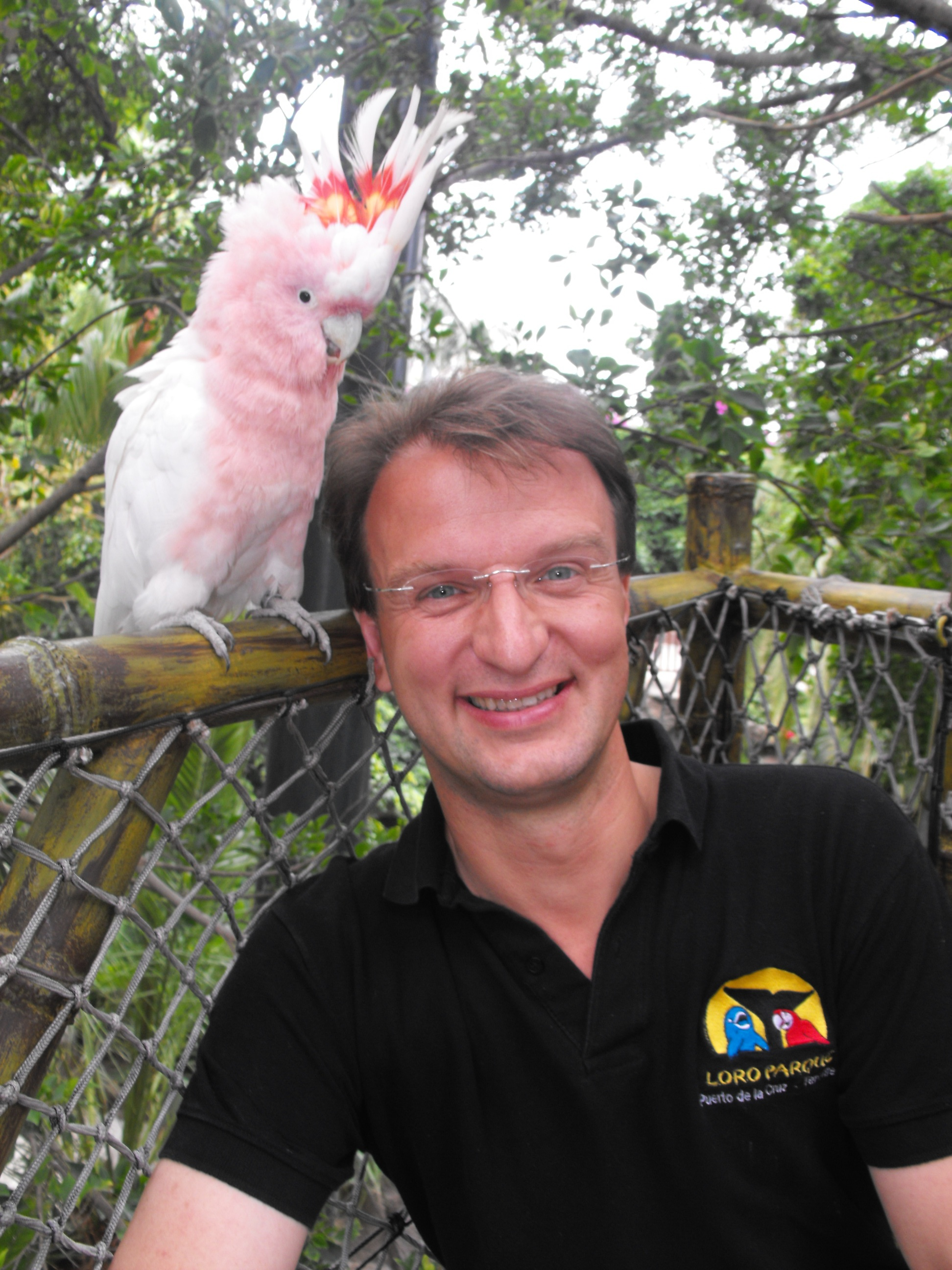
Matthias Reinschmidt (* 1964)

- Reinsdorf, August (1849–1885), deutscher anarchistischer Attentäter
- Reinsdorf, Felix (1858–1932), deutscher Diplomat
- Reinsdorf, Horst (* 1947), deutscher Maler
- Reinsfelt, Odd (1941–2022), norwegischer Kommunalpolitiker
- Reinshagen, Frank (* 1961), deutscher Komponist, Bandleader und Baritonsaxophonist des Modern Jazz
- Reinshagen, Friedrich (1784–1854), preußischer Verwaltungsbeamter, Bürgermeister und Landrat
- Reinshagen, Gerlind (1926–2019), deutsche Schriftstellerin
- Reinshagen, Victor (1908–1992), Schweizer Dirigent und Komponist
- Reinshreiber, Roi (* 1980), israelischer Fußballschiedsrichter
- Reinsperger, Stefanie (* 1988), österreichische Film- und TheaterschauspielerinStefanie Reinsperger (* 1988)

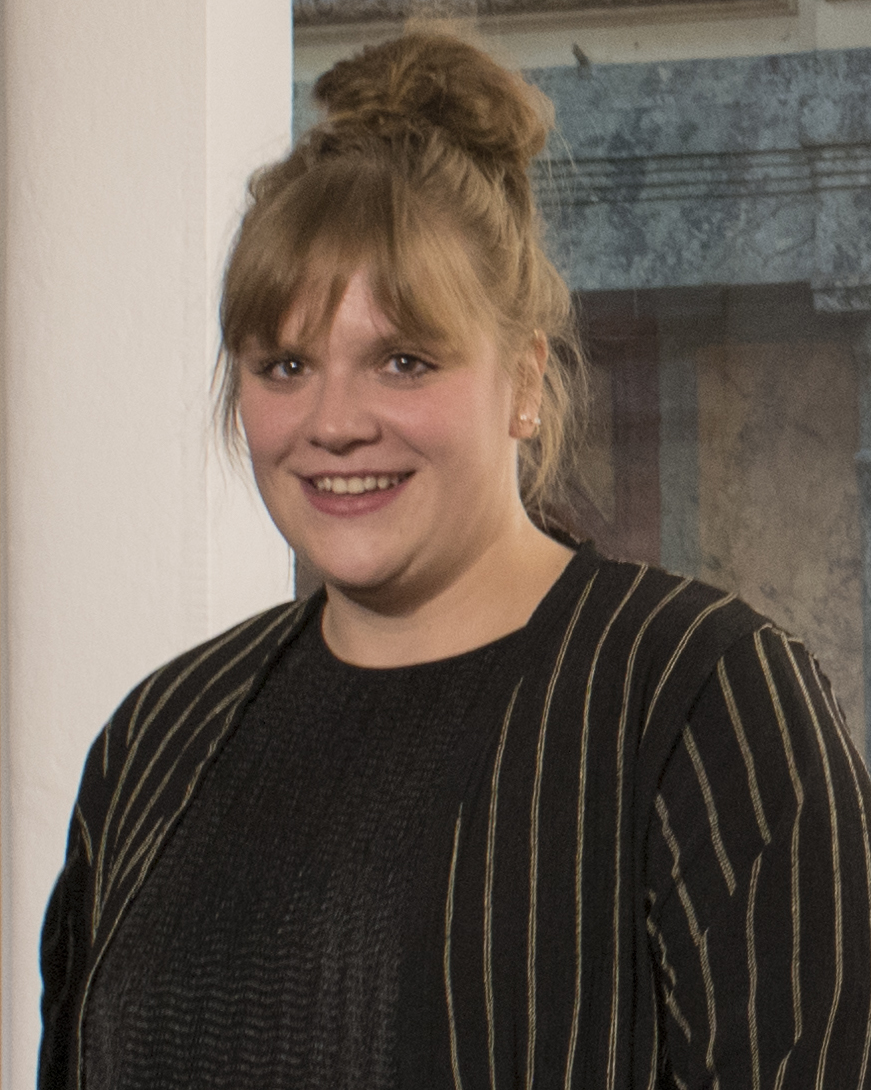
Stefanie Reinsperger (* 1988)

- Reinstadler, Alfons Maria (1906–1960), deutscher Ordenspriester, Redemptorist und Prior
- Reinstadler, Beate (* 1967), österreichische Tennisspielerin
- Reinstadler, Gernot (1970–1991), österreichischer Skirennläufer
- Reinstadler, Sandra (* 1988), Schweizer Unihockeyspielerin
- Reinstädtler, Nikolaus (1880–1945), Bürgermeister
- Reinstein, August (1814–1860), deutscher Jurist und Politiker
- Reinstein, Hans Günther (1880–1945), deutscher Künstler, Designer, Werbegrafiker und Plakatkünstler sowie Erfinder
- Reinstorf, Ernst (1868–1960), deutscher Lehrer, Heimatforscher und Schriftsteller
- Reinstorf, Miré (* 2002), südafrikanische Stabhochspringerin
- Reinstrom, Hinrich R. (1926–2017), deutscher Historiker und Angehöriger des Goethe-Instituts
- Reinstrom, Lutz (* 1948), deutscher Kürschner und Mörder
- Reinsve, Renate (* 1987), norwegische Schauspielerin

### Reint
- Reintam, Mikk (* 1990), estnischer Fußballspieler
- Reintanz, Gerhard (1914–1997), deutscher Völkerrechtler (DDR), Parteifunktionär der DDR-CDU
- Reintgen, Marie-Agnes (1944–2017), deutsche Schauspielerin und Sprecherin
- Reinthal, Carl (1797–1872), deutsch-baltischer Geistlicher und Autor
- Reinthaler, Anton (* 1950), österreichischer Kapellmeister, Organist und Komponist
- Reinthaler, Carl Christlieb († 1770), deutscher Maler
- Reinthaler, Carl Martin (1822–1896), deutscher Komponist, Dirigent und Musikdirektor
- Reinthaler, Christian (* 1974), österreichischer Skispringer
- Reinthaler, Johann Carl, deutscher Maler
- Reinthaler, Karl (1794–1863), deutscher evangelischer Theologe und Pädagoge
- Reinthaler, Karl (1913–2000), österreichischer Politiker (SPPÖ), Bürgermeister von Saalfelden, Salzburger Landtagsabgeordneter
- Reinthaler, Ludwig (* 1952), österreichischer Rechtsextremist
- Reinthaler, Max (* 1995), italienischer Fußballspieler
- Reinthaller, Anton (1895–1958), österreichischer Gutsbesitzer und Politiker (NSDAP, FPÖ), MdRAnton Reinthaller (1895–1958)

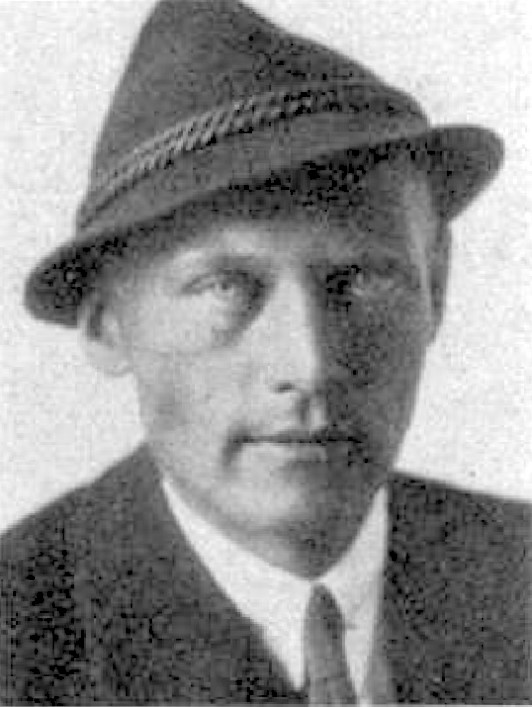
Anton Reinthaller (1895–1958)

- Reinthaller, Sebastian (* 1962), österreichischer Opernsänger (Tenor) und Theaterintendant
- Reinthaller, Tobias (* 1992), österreichischer Schauspieler
- Reinthaller, Ulrich (* 1964), österreichischer Schauspieler
- Reintjes, Christian (* 1976), deutscher Erziehungswissenschaftler und Hochschullehrer
- Reintjes, Eugen (1884–1966), niederländischer Unternehmer
- Reintjes, Heinrich (1889–1966), deutscher Landrat und Oberkreisdirektor
- Reintjes, Otto (* 1950), deutscher Basketballspieler und Basketballfunktionär
- Reintjes, Ralf (* 1965), deutscher Arzt und Epidemiologe
- Reintjes, Thomas (* 1977), Hörfunk- und Wissenschaftsjournalist
- Reintke, Terry (* 1987), deutsche Politikerin (Bündnis 90/Die Grünen), MdEPTerry Reintke (* 1987)

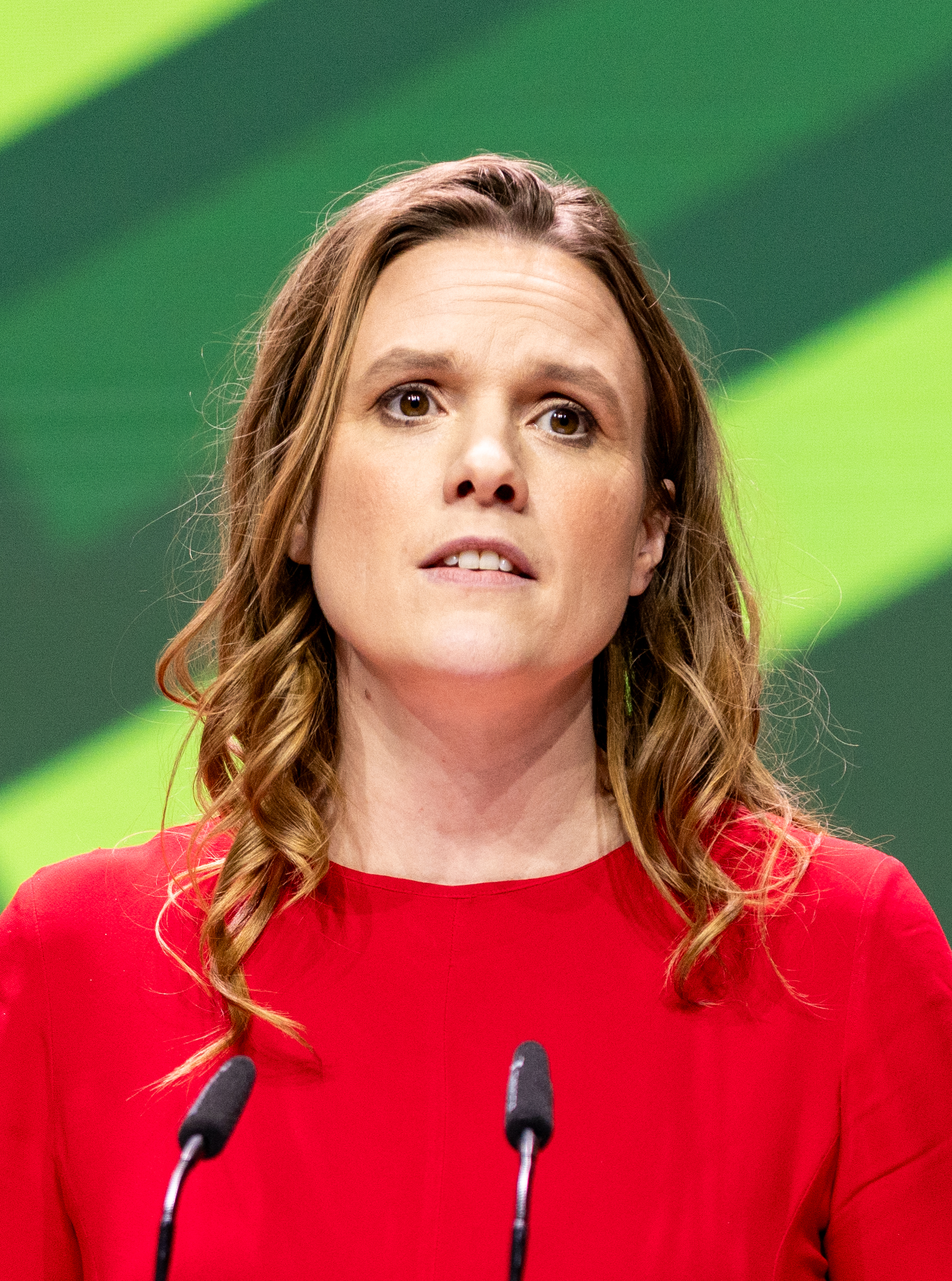
Terry Reintke (* 1987)

- Reintsch, Hans-Otto (* 1955), deutscher Schauspieler und Hörspielautor
- Reintsch, Siegrid, deutsche Schauspielerin

### Reinv
- Reinvald, Ado (1847–1922), estnischer Schriftsteller und Lyriker
- Reinvere, Jüri (* 1971), estnischer Komponist, Lyriker und Essayist

### Reinw
- Reinwald, Brigitte (* 1958), deutsche Neuzeithistorikerin und Hochschullehrerin
- Reinwald, Christophine (1757–1847), Schwester von Friedrich Schiller
- Reinwald, Grete (1902–1983), deutsche Filmschauspielerin
- Reinwald, Gustav (1837–1898), deutscher lutherischer Geistlicher
- Reinwald, Hanni (1903–1978), deutsche Schauspielerin
- Reinwald, Hans (* 1968), deutscher Politiker (CDU)
- Reinwald, Johann David († 1813), deutscher Theaterschauspieler
- Reinwald, Karl (1812–1891), deutsch-französischer Verlagsbuchhändler
- Reinwald, Otto (1899–1968), deutscher Schauspieler und Aufnahmeleiter
- Reinwald, Wilhelm Friedrich Hermann (1737–1815), deutscher Bibliothekar und Sprachwissenschaftler
- Reinwaldt, Johannes (1890–1958), dänischer Radrennfahrer
- Reinwand, Sebastian (* 1987), deutscher Leichtathlet und Triathlet
- Reinward, Bischof von Meißen (1140–1150)
- Reinward von Minden († 1089), Bischof von Minden (1080–1089)
- Reinwardt, Kaspar Georg Karl (1773–1854), deutscher Naturforscher und Botaniker in niederländischen Diensten
- Reinwarth, Alexandra (* 1973), deutsche Journalistin und Buchautorin
- Reinwarth, Rudi (1907–1971), deutscher NDPD-Funktionär, MdV
- Reinwein, Helmuth (1895–1966), deutscher Internist und Hochschullehrer

### Reiny
- Reinys, Mečislovas (1884–1953), litauischer Geistlicher und Politiker